# Список персонажів серії книг «Пісня льоду й полум'я»
Нижче наведений список з найшляхетніших і найаристократичніших родин та їхніх членів із серії епічних фентезі-романів американського письменника і сценариста Джорджа Мартіна — «Пісня льоду й полум'я», фантастичного світу семи королівств Вестероса, і коротко пояснюється, що відбувається з цими родинами і персонажами. Персонажки, що одружилися з представниками інших родин, перераховані у їхніх споконвічних родинах, де вони народилися, а в дужках вказані прізвища їхніх чоловіків.

## Дім Аринів
Дім Аринів — найбільша і головна родина в Долині. Інші, менші родини Долини, присягли їй на вірність. Головний замок родини — «Орлине Гніздо» — не дуже великий, але розташовувався на високій горі і був практично неприступним. Родина володіла ще кількома замками в Долині, в тому числі «Місячними Воротами», куди мешканці «Орлиного Гнізда» перебиралися на час довгих зим.
Арини походять від Королів Гори й Долини, одного із найдавніших і найшляхетніших андальских родів. Арини зберігали нейтралітет у війні «П'яти Королів». Їхній герб — місяць і сокіл, білі на небесно-синьому полі. Їхній девіз — «Високий як честь».

### Родовід Дому Арренів
- Андали Сокири, перша Держава Андалів на півострові Сокира
  -  Гугор І Гілл, Король Андалів
    -  Андалос, Держава Андалів 
      -  Артіс І Аррен, Король Гір і Долини
        -  Аррен, син Артіса І Аррена, Король Гір і Долини
        -  Аррен, другий син Артіса І Аррена, Король Гір і Долини
          -  Роланд І Аррен, внук Артіса І Аррена, Король Гір і Долини
            -  Аррен, син Роланда І Аррена, Король Гір і Долини
              -  Аррен, внук Роланда І Аррена, Король Гір і Долини
                -  Роланд ІІ Аррен, правнук Роланда І Аррена, Король Гір і Долини
                -  Робін Аррен, брат Роланда ІІ Аррена, Король Гір і Долини
                  -  Аррени, Королі Гір і Долини
                    -  Г'ю Аррен, Король Гір і Долини
                      -  Аррен, син Г'ю Аррена, Король Гір і Долини
                        -  Г'юго Аррен, внук Г'ю Аррена, Король Гір і Долини
                          -  Аррени, Королі Гір і Долини
                            -  Аррен, Королі Гір і Долини, батько Алісси Аррен і її братів
                              -  Алісса Аррен, Принцеса Долини
                                -  Діти Алісси Аррен

                              -  Аррени, її брати
                              -  Аррен, Король Гір і Долини, брат Алісси Аррен
                                -  Аррени, Королі Гір і Долини
                                  -  Озрик І Аррен, Король Гір і Долини
                                    -  Озрик ІІ Аррен, Король Гір і Долини
                                      -  Озрик ІІІ Аррен, Король Гір і Долини
                                        -  Озрик IV Аррен, Король Гір і Долини
                                          -  Озрик V Аррен, Король Гір і Долини
                                            -  Аррени, Королі Гір і Долини
                                              -  Алістер І Аррен, Король Гір і Долини
                                                -  Алістер ІІ Аррен, Король Гір і Долини
                                                  -  Аррени, Королі Гір і Долини
                                                    -  Матос І Аррен, Король Гір і Долини
                                                      -  Матос ІІ Аррен, Король Гір і Долини
                                                        -  Аррени, сини Матоса ІІ, Королі Гір і Долини
                                                          -  Аррени, Королі Гір і Долини
                                                            -  Озґуд Аррен, Король Гір і Долини
                                                              -  Освін Аррен, син Озґуда Аррена, Король Гір і Долини
                                                                -  Аррени, Королі Гір і Долини
                                                                  -  Освелл І Аррен, Король Гір і Долини
                                                                    -  Аррен, син Освелла І Аррена, Принц Долини, з якого зробили пиріг і згодували його батькові
                                                                      -  Аррен, інший син Освелла І Аррена, Король Гір і Долини
                                                                        -  Освелл ІІ Аррен, Король Гір і Долини
                                                                          -  Аррени, Королі Гір і Долини
                                                                            -  Аррен, Король Гір і Долини
                                                                              -  Аррен, Король Гір і Долини
                                                                                -  Роннел Аррен, Король Гір і Долини
                                                                                -  Джонос Аррен, Король Гір і Долини

                                                                              -  Аррен, Принц Гір і Долини
                                                                                -  Хьюберт Аррен, Лорд Долини
                                                                                -  Аррен, брат Хьюберт Аррена
                                                                                  -  Аррен, небіж Хьюберт Аррена, кузен Дарнольда і Раймунда Арренів
                                                                                    -  Аррен, троюрідний брат Родрика Аррена
                                                                                      -  Аррен, чотириюрідний брат Лорда Аррена
                                                                                        -  Джофрі Аррен, Лорд Долини, п'ятиюрідний брат Джейн Аррен
                                                                                          -  Аррени, Лорд Долини
                                                                                            -  Доннел Аррен, Лорд Долини
                                                                                              -  Аліса Аррен, дочка Доннела Аррена, дружина принца Рейгеля Таргарієна
                                                                                              -  Аррен, Лорд Долини, брат Аліси Аррен
                                                                                                -  Аррени, Лорди Долини
                                                                                                  -  Джаспер Аррен, Лорд Долини
                                                                                                    -  Джон Аррен, Лорд Долини, Правиця Короля Роберта І Баратеона
                                                                                                      -  Роберт Аррен, Лорд Долини
                                                                                                      -  Аррен, мертвонароджена дочка Джона Аррена

                                                                                                    -  Аліса Аррен, одружена з Лордом Вейнвудом
                                                                                                      -  Вейнвуд, старша дочка Аліси Вейнвуд, одружена з Денісом Арреном
                                                                                                        -  Аррен, її син

                                                                                                      -  Вейнвуд, друга дочка Аліси Вейнвуд, одружена з Лордом Ілшемом
                                                                                                      -  Вейнвуд, третя дочка Аліси Вейнвуд, одружена з Сером Гардінґом
                                                                                                        -  Гарольд Гардінг, на прізвисько Гаррі Наступник

                                                                                                      -  Вейнвуд, четверта дочка Аліси Вейнвуд
                                                                                                      -  Вейнвуд, п'ята дочка Аліси Вейнвуд
                                                                                                      -  Вейнвуд, шоста дочка Аліси Вейнвуд
                                                                                                      -  Вейнвуд, сьома дочка Аліси Вейнвуд
                                                                                                      -  Вейнвуд, восьма дочка Аліси Вейнвуд
                                                                                                      -  Джаспер Вейнвуд, син Аліси Вейнвуд

                                                                                                    -  Роннел Аррен, брат Джона Аррена
                                                                                                      -  Елберт Аррен, син Роннела Аррена

                                                                                  -  Дарнольд Аррен, Лорд Долини, син Хьюберт Аррена 
                                                                                  -  Раймунд Аррен, брат Дарнольда Аррена
                                                                                    -  Родрик Аррен, Лорд Долини
                                                                                      -  Еліс Аррен, дочка Родрика Аррена
                                                                                      -  Аманда Аррен, друга дочка Родрика Аррена
                                                                                      -  Аррен, Лорд Долини, син Родрика Аррена
                                                                                        -  Джейн Аррен, Леді Долини під час Танку Драконів

                                                                                      -  Аррен, другий син Родрика Аррена
                                                                                        -  Арнольд Аррен, намагався скинути Джейн Аррен
                                                                                          -  Елдрік Аррен, син Арнольда Аррена

                                                                                      -  Ейма Аррен, Королева-Консорт Семи Королівств, дружина Короля Вісеріса І, мати Рейніри Таргарієн.

                                                                                    -  Аррен, дочка Раймунда Аррена

                                                                                  -  Аррен, третій брат Дарнольда Аррена
                                                                                    -  Аррени з Мартингорода
                                                                                      -  Ізембард Аррен на прізвисько Золотий Сокіл

                                                                                  -  Аррен, четвертий брат Дарнольда Аррена
                                                                                  -  Аррен, п'ятий брат Дарнольда Аррена
                                                                                  -  Аррен, шостий брат Дарнольда Аррена

### Джон Арин
Джон Арин — лорд «Орлиного Гнізда», Захисник Долини, Хранитель Сходу і Десниця короля під час правління Роберта Баратеона. Він був одним з головних керівників повстання Роберта, яке було підняте проти «божевільного короля» Ейриса II Таргарієна, щоб захистити своїх зброєносців Роберта і Едарда Старка. Щоб заручитися підтримкою лорда Гостера Таллі у повстанні, Джон одружився з його молодшою дочкою Лайсою Таллі. Після того, як Роберт із своїми союзниками захопив столицю Вестероса Королівську Гавань і був коронований на Залізний Трон, він призначив Джона Десницею короля. За 15 років правління Роберта, Джон ніс основну частину відповідальності за спокій і процвітання Семи Королівств. Він був близьким другом, як короля Роберта, так і лорда Едарда протягом більшої частини свого життя.
Перед смертю, Джон працював над родоводами Баратеонів та Ланістерів. Він виявив, що батьком дітей дружини короля, королеви Серсі Ланістер був не Роберт, а Джеймі Ланістер. Перш ніж Арин встиг розкрити до кінця цю таємницю і доповісти Роберту, він був отруєний своєю дружиною Лайсою з ініціативи скарбника королівства Петира Бейлиша.

### Робін Арин
Робін Арин — єдиний син Джона Арина і його дружини, Лайси із роду Таллі. Він був хворобливим, плаксивим шестирічним хлопчиком. Після смерті свого батька Джона, він успадкував всі його землі і багатства, а також титул лорда «Орлиного Гнізда», Захисника Долини, Хранителя Сходу. Робін страждає на захворювання, яке викликає часті напади істерики і втрату свідомості. Його мати, леді Лайса, правила як регент від імені свого сина. Він інтелектуально і фізично відставав у розвитку від своїх однолітків, і мати навіть не віднімала його від своїх грудей.
Після трагічної смерті матері Роберта, Петир Бейлиш, завдяки його короткочасному шлюбові з леді Лайсою, вступив на посаду лорда-протектора Долини, керував Долиною та опікувався лордом Робіном. Деякі з найвідоміших дворян Долини підписали декларацію з вимогою усунення Петира з його посади лорда-протектора Долини і вихователя Робіна Арина, називаючи себе «Лордами декларантами». Роберт став ще більш емоційним і дратівливим після смерті матері, і був дуже прив'язаний до своєї двоюрідної сестри, Санси Старк, яка за порадою Петира видавала себе за Алейну Стоун, позашлюбну дочку Петира. Вона взяла на себе роль матері і всяко намагалася покращити життя юного лорда після смерті Лайси.
В телесеріалі «Гра престолів» роль Робіна Арина зіграв бразильський актор Ліно Фасіоль в телевізійній адаптації книги телекомпанією HBO.

## Дім Баратеонів
Дім Баратеонів — найбільша і головна шляхетська родина Штормової Межі. Інші, менші родини Шторму, присягли їй на вірність. Наймолодший з великих родів; виник під час Завойовницьких війн. Засновник його — Оріс Баратеон, за чутками, був незаконнонародженим братом Ейгона Дракона. Оріс піднявся, ставши одним з найлютіших полководців Ейгона. Коли Оріс переміг і вбив Аргілака Гордовитого, останнього короля Шторму, Ейгон нагородив його замком «Аргілак», землями й дочкою. Оріс взяв дівчину в дружин, прийняв прапор, почесті й девіз її роду.
Герб Баратеонів — коронований олень, чорний на золотому полі. Їхній девіз — «Нам лють».
Після повстання Роберта за підтримки родів Старків, Таллі, Арин, і, врешті-решт, роду Ланістерів, рід Баратеонів захопив Залізний Трон, що зробило їх новою королівською сім'єю Вестероса.

### Родовід Дому Баратеонів
- Дюрран І Богоборець, Штормовий Король
- Дюрран ІІ Дюррандон, на прізвисько Праведник, Штормовий Король
- Дюрран ІІІ Дюррандон, Штормовий Король
- Дюрран IV Дюррандон, на прізвисько Бронзовий Топір, Штормовий Король
- Дюрран V Дюррандон, Штормовий Король
- Дюрран VI Дюррандон, на прізвисько Суворий, Штормовий Король
- Дюрран VII Дюррандон, на прізвисько Друг Воронів, Штормовий Король
  -  Дюрран VIII Дюррандон, на прізвисько Юний, Штормовий Король
  -  Еріх І Дюррандон, на прізвисько Братовбивця, Штормовий Король
    -  Дюррандон, дочка Еріха І Дюррандона, Штормова Принцеса
    -  Дюрран IX Дюррандон, син Еріха І Дюррандона, на прізвисько Справедливий, Штормовий Король
      -  Еріх ІІ Дюррандон, син Дюррана IX Дюррандона, Штормовий Король
        -  Еріх ІІІ Дюррандон, внук Дюррана IX Дюррандонана, на прізвисько Корабельник, Штормовий Король
          -  Дюрран X Дюррандон, Штормовий Король
            -  Монфрід І Дюррандон, син Дюррана X Дюррандонана, на прізвисько Могутній, Штормовий Король
              -  Дюрран XI Дюррандон, син Монфріда І Дюррандона, на прізвисько Дурний, Штормовий Король
                -  Баррон Дюррандон, син Дюррана XI Дюррандона, на прізвисько Прекрасний, Штормовий Король
                  -  Дюрвальд I Дюррандон, на прізвисько Товстий, Штормовий Король
                    -  Морден I Дюррандон, Штормовий Король
                      -  Морден II Дюррандон, Штормовий Король
                      -  Дюррандон, сестра Мордена II Дюррандона, Штормова Принцеса
                      -  Ронард Дюррандон, Штормовий Король, брат Мордена II Дюррандона, бастард
                        -  Дюррандон, син Ронард Дюррандона
                          -  Болінги, молодша гілка Дюррандонів
                            -  Тео Болінг, жив в часи Мейгора І Лютого
                              -  Болінги, нащадки Тео Болінга
                                -  Герберт Болінг, загинув у Битві на Чорноводній

                        -  Дюррандон, інший син Ронарда Дюррандона
                          -  Венсінґтони, молодша гілка Дюррандонів 

                        -  Дюррандони і Шторми, ще 96 синів Ронарда Дюррандона
                        -  Дюрран XII Дюррандон, інший син Ронарда Дюррандона, Штормовий Король
                          -  Дюрран XII Дюррандон, інший син Ронарда Дюррандона, Штормовий Король
                            -  Дюрвальд II Дюррандон, Штормовий Король
                              -  Дюрран XIII Дюррандон, Штормовий Король
                                -  Дюрран XIV Дюррандон, Штормовий Король
                                  -  Дюрран XV Дюррандон, Штормовий Король
                                    -  Еріх IV Дюррандон, Штормовий Король
                                      -  Монфрід ІІ Дюррандон, Штормовий Король
                                        -  Дюрран XVI Дюррандон, Штормовий Король
                                          -  Монфрід ІІІ Дюррандон, Штормовий Король
                                            -  Еріх V Дюррандон, Штормовий Король
                                              -  Дюрран XVII Дюррандон, Штормовий Король
                                                -  Монфрід IV Дюррандон, Штормовий Король
                                                  -  Еріх VI Дюррандон, Штормовий Король
                                                    -  Дюрран XVIII Дюррандон, Штормовий Король
                                                      -  Дюрран XIX Дюррандон, Штормовий Король
                                                        -  Дюрран XX Дюррандон, Штормовий Король
                                                          -  Еріх VII Дюррандон, на прізвисько Неготовий, Штормовий Король
                                                            -  Кварлтон I Дюррандон, син Еріха VII Дюррандона, Штормовий Король
                                                              -  Кварлтон II Дюррандон, внук Еріха VII Дюррандона, Штормовий Король
                                                                -  Кварлтон III Дюррандон, син Кварлтона II Дюррандона, Штормовий Король
                                                                  -  Монфрід V Дюррандон, син Кварлтона III Дюррандона, Штормовий Король
                                                                    -  Болдрик І Дюррандон, Штормовий Король
                                                                      -  Дюрран XXI Дюррандон, син Болдрика І Дюррандона, Штормовий Король
                                                                        -  Болдрик ІІ Дюррандон, Штормовий Король
                                                                          -  Дюрран XXII Дюррандон, Штормовий Король
                                                                            -  Дюрран XXIII Дюррандон, Штормовий Король
                                                                              -  Клеоден I Дюррандон, Штормовий Король
                                                                                -  Малдон I Дюррандон, Штормовий Король
                                                                                  -  Клеоден II Дюррандон, Штормовий Король
                                                                                    -  Малдон II Дюррандон, Штормовий Король
                                                                                      -  Малдон III Дюррандон, Штормовий Король
                                                                                        -  Малдон IV Дюррандон, Штормовий Король
                                                                                          -  Дюрран XXIV Дюррандон, Штормовий Король, перший король з кров'ю андалів
                                                                                            -  Ормунд І Дюррандон, Штормовий Король
                                                                                              -  Ормунд ІІ Дюррандон, Штормовий Король
                                                                                                -  Ормунд ІІІ Дюррандон, Штормовий Король, прийняв віру в Сімох Богів
                                                                                                  -  Дюрран Дюррандон, Штормовий Король, воював з Наймірією
                                                                                                    -  Арлан I Дюррандон, Штормовий Король
                                                                                                      -  Дюррандон, син Арлана I Дюррандона, Штормовий Король
                                                                                                        -  Арлан II Дюррандон, внук Арлана I Дюррандона, Штормовий Король
                                                                                                          -  Арлан III Дюррандон, правнук Арлана I Дюррандона, Штормовий Король
                                                                                                            -  Дюррандон, син Арлана III Дюррандона, Штормовий Король
                                                                                                              -  Дюррандони, Штормові Королі
                                                                                                                -  Арлан IV Дюррандон, Штормовий Король
                                                                                                                  -  Дюррандони, Штормові Королі
                                                                                                                    -  Аррек Дюррандон, Штормовий Король
                                                                                                                      -  Арлан V Дюррандон, син Аррека Дюррандона, Штормовий Король
                                                                                                                        -  Аргілак Дюррандон, син Арлана V Дюррандона, останній Штормовий Король
                                                                                                                          -  Аргелла Дюррандон-Баратеон, дочка Аргілака Дюррандона, Штормова Королева, одружена з Орісом Баратеоном
                                                                                                                          -  Мічел Баратеон, син Аргелли Дюррандон, Лорд Штормокраю
                                                                                                                            -  Реджинальд Баратеон, син Мічела Баратеона, Лорд Штормокраю
                                                                                                                              -  Рогар Баратеон, син Реджинальда Баратеона, Лорд Штормокраю
                                                                                                                                -  Джоселін Баратеон, дочка Рогара Баратеона, Леді Штормокраю
                                                                                                                                -  Боремунд Баратеон, син Рогара Баратеона, Лорд Штормокраю
                                                                                                                                  -  Боррос Баратеон, син Боремунда Баратеона, Лорд Штормокраю
                                                                                                                                    -  Кассандра Баратеон, дочка Борроса Баратеона, Леді Штормокраю
                                                                                                                                    -  Маріс Баратеон, дочка Борроса Баратеона, Леді Штормокраю
                                                                                                                                    -  Еллін Баратеон, дочка Борроса Баратеона, Леді Штормокраю
                                                                                                                                    -  Флоріс Баратеон, дочка Борроса Баратеона, Леді Штормокраю
                                                                                                                                    -  Олівер Баратеон, син Борроса Баратеона, Лорд Штормокраю
                                                                                                                                      -  Баратеони, Лорди Штормокраю
                                                                                                                                        -  Аксель Баратеон, Лорд Штормокраю
                                                                                                                                          -  Баратеони, Лорди Штормокраю
                                                                                                                                            -  Баратеон, Лорд Штормокраю
                                                                                                                                              -  Ліонель Баратеон, Штормовий Король
                                                                                                                                                -  Ормунд Баратеон, Лорд Штормокраю
                                                                                                                                                  -  Стеффон Баратеон, Лорд Штормокраю
                                                                                                                                                    -  Роберт І Баратеон, Король Семи Королівств
                                                                                                                                                      -  Джендрі Баратеон
                                                                                                                                                      -  15 Робертових дітей

                                                                                                                                                    -  Станніс Баратеон
                                                                                                                                                      -  Ширен Баратеон

                                                                                                                                                    -  Ренлі Баратеон

                                                                                                                                              -  Баратеон, Леді Штормокраю
                                                                                                                                              -  Герберт Баратеон
                                                                                                                                                -  Баратеон
                                                                                                                                                -  Говен Баратеон

                                                                                                                              -  Борис Баратеон, син Реджинальда Баратеона
                                                                                                                              -  Роннел Баратеон, син Реджинальда Баратеона
                                                                                                                              -  Гарон Баратеон, син Реджинальда Баратеона
                                                                                                                              -  Оррін Баратеон, син Реджинальда Баратеона

                                                                                                                            -  Флінн Баратеон, син Мічела Баратеона
                                                                                                                            -  Падраїк Баратеон, син Мічела Баратеона
                                                                                                                            -  Стеффон Баратеон, син Мічела Баратеона
                                                                                                                            -  Вільям Баратеон, син Мічела Баратеона

                                                                                                                          -  Давос Баратеон, син Аргелли Дюррандон
                                                                                                                          -  Реймунд Баратеон, син Аргелли Дюррандон
                                                                                                                          -  Тереза Баратеон, дочка Аргелли Дюррандон, Леді Штормокраю
                                                                                                                          -  Етелід Баратеон, дочка Аргелли Дюррандон, Леді Штормокраю

### Роберт Баратеон

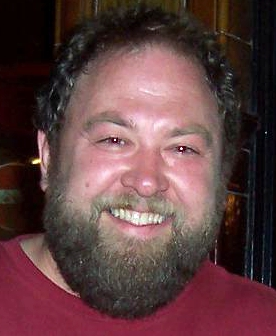
Марк Едді зіграв роль Роберта

Роберт Баратеон — на початку роману був королем Вестероса протягом 15 років. В юності він був грізним і заповзятим воїном, але тепер він описується як бородатий товстун, любитель полювання, жінок і надмірної випивки.
Роберт виховувався в «Орлиному Гнізді» разом з Едардом Старком — нащадком королів Півночі. Вони стали близькими друзями, а також здружилися із своїм названим батьком — лордом Джоном Арином. Роберт пізніше став нареченим сестри Неда Ліанни Старк, яку він палко любив, хоча і на відстані.
Звістка про викрадення Ліанни принцом Рейгаром Таргарієном сильно обурила знатні родини королівства. Брандон Старк, брат Ліанни, поїхав в Королівську Гавань до короля Ейріса II, щоб визволити її, але він був схоплений і страчений. Зрештою король наказав Джону Арину видати йому Роберта і Едарда Старка. Замість того, Джон Арин, заручившись підтримкою основних сімейств Семи Королівств, здійняв повстання проти Ейріса, яке згодом назвали «Війною Узурпаторів». Хоча Роберт виграв цю війну і особисто вбив Рейгара на Тризубці, проте Ліанна не дісталася йому, бо померла за загадкових обставин. Думки про неї переслідували Роберта до кінця його життя.
У післявоєнний період, Роберт займає Залізний Трон Семи Королівств. Він одружився з Серсі Ланістер, щоб закріпити лояльність найбагатшої родини Вестероса до свого правління. Він назначив Джона Арина Правицею короля і тим самим звалив на нього велику частину керівництва державою. Сам він любив гучні бенкети, урочистості та турніри, тим самим розтратив величезну казну, залишену йому у спадок королем Ейрісом. Зрештою корона опинилася по вуха у величезних боргах, значну частину з яких складали позики «Залізного Банку» Браавоса і який славився своїм девізом: «Залізний Банк завжди одержує своє». Роберт був убитий диким кабаном під час полювання. Це сталося не без участі його дружини Серсі. Вона вмовила свого кузена сера Ланселя Ланістера — зброєносця короля, і він під час полювання підмінив слабке вино на міцне і постійно підливав його Роберту. Смерть короля призвела до війни «П'яти Королів», в ході якої відбувається дія більшості романів.
В першому сезоні телесеріалу під назвою «Гра престолів» роль Роберта Баратеона зіграв Марк Едді в телевізійній адаптації книги телекомпанією HBO.

### Джофрі Баратеон
Джофрі Баратеон — старший із трьох дітей королівської родини Баратеонів, і спадкоємець Роберта. На початку серії йому виповнюється 12 років. Джофрі є вольовою дитиною з розбещеною вдачею і безконтрольними садистськими нахилами. Як Ланістер, він високий, блондин, і красивий. Признаний як син Роберт і спадкоємець Залізного Трону, він був насправді плодом порочного кровозмішення його матері Серсі і Джеймі Ланістерів. Роберт ніколи не брав під сумнів походження Джофрі, але він ніколи не любив його чи був близьким із дитиною.
Разом з іншими членами королівської сім'ї, Джофрі їде у Вінтерфелл (Вічнозим), після смерті Джона Арина. Він показав свої вишукані манери, особливо по відношенні до Санси Старк, дочки Едарда з якою він був заручений. Після інциденту із сином конюха і лютововчицею Німерією, він показав свою справжню вдачу грубої, мстивої, істеричної особистості, яка викликала до нього ненависть Арії Старк і дещо розчарувала Сансу.
Як новий Десниця короля, розслідуючи причину смерті свого попередника і вчителя Джона Арина, Едард Старк дізнався, що Джофрі і його брати були насправді результатом інцесту Серсі і її брата-близнюка Джеймі. Щоб зберегти цю таємницю Серсі організовує смерті Роберта, а потім заарештовує Едарда, звинувачуючи його у державній зраді. По смерті короля Джофрі був коронований на Залізний Трон, як спадкоємець Роберта. Санса благає його про помилування свого батька і замінити його страту на заслання в «Нічну Варту». Джофрі, пообіцяв замінити страту на вигнання, але замість цього наказав своєму катові публічно відсікти голову «зраднику» на очах його дочки. Цей акт був головною причиною, яка кинула відносно мирну країну — Вестерос у вир війні «П'яти Королів». Радники і слуги виконували всі примхи і забаганки молодого короля. Він часто наказував своєму охоронцеві побити Сансу для своєї забави, називаючи її «дочкою зрадника» і той завжди запобігливо це робив. Тільки один Тиріон став на захист дівчини, бачачи, що жорстокість Джофрі зробила його непопулярним серед народу і це навіть одного разу мало не коштувало йому життя під час громадських заворушень.
Джофрі розриває заручини з Сансою і одружується з Марджері Тайрел з політичних міркувань. На своєму весільному бенкеті Джофрі був отруєний і помирає. Серсі незаслужено звинувачує у вбивстві свого молодшого брата Тиріона, хоча у смерті її сина було замішане сімейство Тайрелів, яке бачило диктаторський характер короля і запланувало замінити його на більш поступливого і тихого Томена — молодшого сина Серсі.
В телесеріалі «Гра престолів» роль Джофрі Баратеона зіграв ірландський актор Джек Глісон.

### Мірселла Баратеон
Мірселла Баратеон — середня із дітей королівської родини Баратеонів. Вона добре вихована, з тонкими аристократичними манерами, красива і ввічлива дівчинка. Для свого віку проявляє неабияку відвагу, силу волі і високий інтелект. На початку серіалу їй виповнюється 8 років.
Мірселла була вислана в Дорн у рамках угоди із родиною Мартел, щоб забезпечити їхньою підтримкою молодого короля Джофрі під час війни «П'яти королів». Вона заручена із принцом Трістаном і мала одружитися з ним, коли вони досягнуть повноліття.
Принцеса Аріана Мартел — дочка принца Дорана, лорда Дорну, виношуючи плани помсти родині Ланістерів за вбивство своєї тітки принцеси Елії і двох її дітей і смерть свого дядька принца Оберіна, запланувала заколот, щоб зробити Мірцеллу королевою після смерті Джофрі, скориставшись законами Дорну. За законами Дорну, королем міг бути не тільки син, а і дочка. А оскільки Мірселла була старшою за Томена, вона була повноправною спадкоємницею Залізного Трону після смерті Джофрі. Але цим планам не судилося збутися. Під час придушення заколоту сір Герольд Дейн на прізвисько «Темна Зірка» спробував вбити Мірцеллу, вдаривши її ножем в обличчя. Вона вижила, але втратила слух і отримала страшні шрами на обличчі. За сценарієм телесеріалу «Гра престолів» HBO вона була отруєна Еларою Сенд.
В телесеріалі в першому і другому сезонах її роль виконала Еймі Річардсон, а в п'ятому та шостому — Нелл Тайгер Фрі.

### Томен Баратеон
Томмен Баратеон — наймолодший із дітей королівської родини Баратеонів. На початку серіалу йому виповнюється 7 років. Його спокійна вдача, м'який характер, і слабка воля — дуже відрізняли його від старшого брата Джофрі. Томмі був коронований після смерті Джофрі, і одружився з його вдовою Марджері. Бувши дуже слухняною і покірною дитиною, він робив все, що веліла Серсі і був більш зацікавлений в своїх кошенятах та іграх, ніж в області економічної, військової чи господарської політики держави. Податливість Томена працювала в обидві сторони, однак, і він незабаром бувши під впливом Марджері, став протистояти оточенню своєї матері. Після того, як Серсі була заарештована, Томмі продовжує підписувати всі документи, які давали йому радники.
В телесеріалі «Гра престолів» роль Томена Баратеона зіграв англійський актор Дін-Чарльз Чепмен.

### Ренлі Баратеон
Ренлі Баратеон — наймолодший з братів Роберта, лорд Штормової Межі, магістр права Королівського Суду Роберта. Він красивий і харизматичний чоловік, легко заводив друзів, але і ворогів наживав часто і часом необдумано.
Король Роберт дав Ренлі у володіння Штормову Межу, попри його старшого брата Станіса, який мав більше прав на неї. Землі Штормової Межі були значно більшими і багатшими, ніж Драконовий Камінь Станіса, даючи Ренлі більше прибутків, ніж його старшому братові. До того ж, Ренлі був призначений на посаду магістра права (майстер над законом — верховний суддя, в Малій Королівській Раді) Королівського Суду при королі Роберті.
Майстер над законом (верховний суддя) в Малій раді.
Коли Роберт вмирав, Ренлі запропонував Едарду Старку взяти під свій контроль Залізний Трон, перш ніж Серсі Ланістер захопить його. Едард благородно відмовився, і Ренлі покинув місто. Після смерті Роберта, Ренлі оголосив себе королем. Завдяки його харизмі і знайомству з Баратеоновими прапороносцями, йому вдалося заручитися підтримкою багатьох сімейств, попри такі ж претензії свого старшого брата Станіса. Ренлі також отримав підтримку впливової родини Мейса Тайрела через шлюб з його дочкою Марджері.
Він провів багато часу, повільно рухаючись південними землями, отримуючи дедалі більше підтримки і очікуючи слушного моменту для нанесення удару. Він проводив лицарські турніри для своїх людей у той час як Ланістери і Старки знекровлювали один одного в боях. Але його планам не судилося збутися, коли його брат Станіс пішов проти нього. Він зустрівся з набагато меншими силами Станіса і відмовився відступати від своїх претензій. Під час підготовки до бою з військами свого брата, Ренлі був таємниче убитий загадковою тінню, яка дуже нагадувала його брата Станіса.
В телесеріалі «Гра престолів» роль Ренлі Баратеона зіграв Ґетін Ентоні. Із телесеріалу явно було показано гомосексуальні стосунки Ренлі з Лорасом Тайрелом, те, що тільки було незначним натяком в книзі.

### Станіс Баратеон

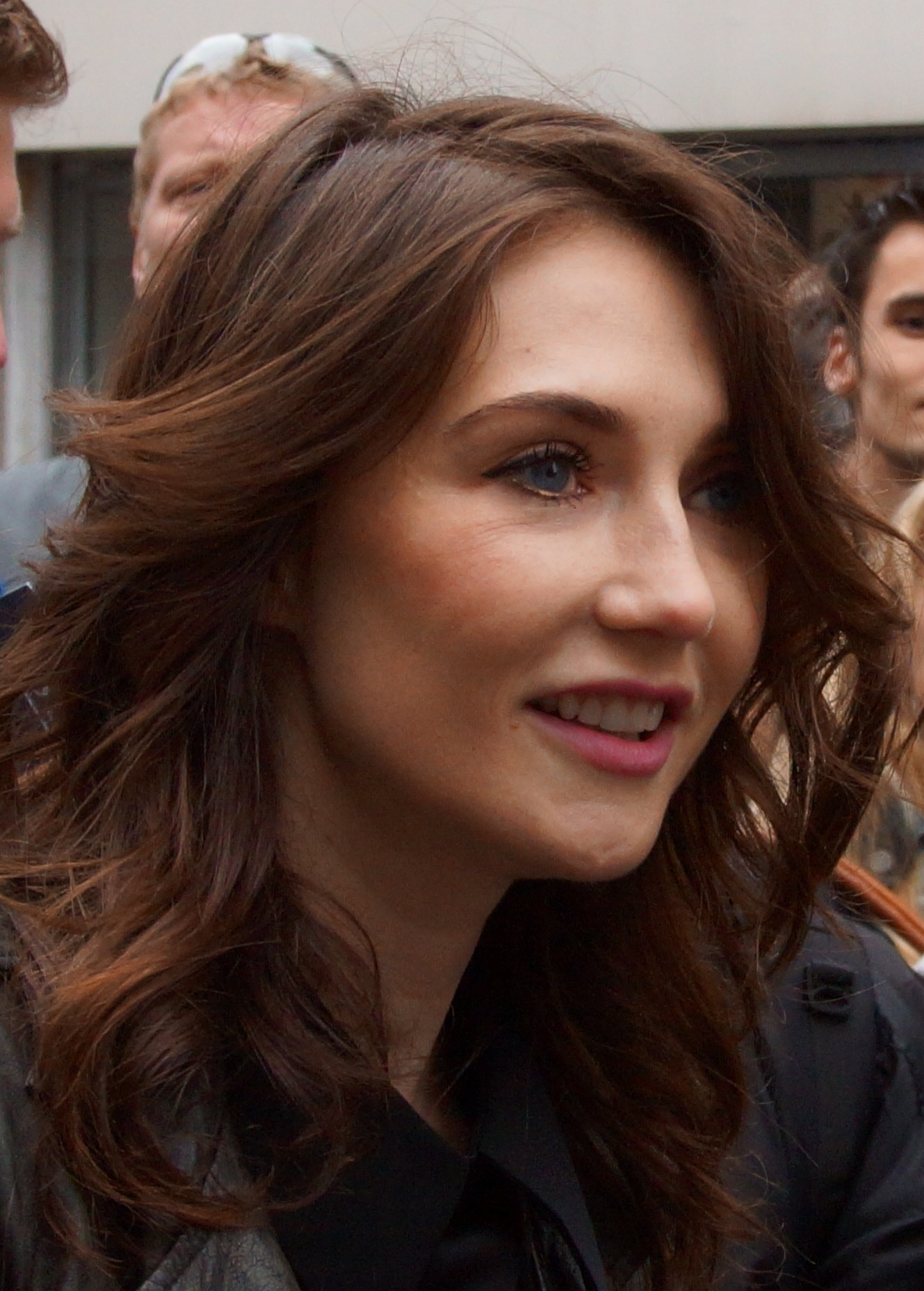
Каріс ван Гаутен зіграла роль Мелісандри

Станніс Баратеон — старший з братів Роберта, лорд Драконового Каменю, член Малої Королівської ради при дворі Роберта Баратеона (майстер над кораблями, тобто верховний адмірал); згодом самопроголошений король Вестеросу (т. зв. «Король на Драконовому Камені»). Дружина: Селіса Флорент із родини Флорентів, що присягнули Тайрелам, лордам Хайгардена й Захисникам Півдня. Діти: дочка Ширен. Родичі: старший брат — Роберт Баратеон, молодший брат — Ренлі Баратеон. Герб: на золотому полі коронований чорний олень з вписаним всередину вогненним серцем Владики Світла (бог Рглор).
Станіс виділявся рідкісною похмурістю, суворістю, повною відсутністю почуття гумору, що наклало відбиток на його зовнішність. Славився своєю пуританською вдачею і байдужістю до мирських задоволень, а також патологічним прагненням до справедливості, що доходить до фанатизму й байдужістю до окремих людських доль. Про його завзятість і рішучість ходять легенди. Він також відважний і талановитий флотоводець. Вік на час дії романів — приблизно 36 років.
Під час повстання свого брата певний час вагався між вірністю династії Таргарієнів та власній родині, проте зрештою вибрав останню. Під час війни прославився обороною Штормової межі супроти військ Роздолля. Станіс відкидав будь-яку можливість здати замок, своєю чергою Мейс Тірел не наважувався штурмувати неприступний замок тримаючи його в облозі доки в обложених не скінчиться провізія. Його план був близьким до реалізації, якби не контрабандист Давос Сіворт, який під покровом ночі доставив до Штормової межі вантаж цибулі і солонини, який допоміг гарнізону протриматись до прибуття підмоги. Після зняття облоги за наказом Роберта зібрав флот і захопив останній оплот Таргарієнів — Драконовий камінь, наказ вдалось виконати майже без втрат оскільки гарнізон вирішив не битись за програну справу, проте захопити дружину і сина Божевільного короля. Роберт назначив його лордом Драконового каменю, чим завдав останньому образи: той розраховував отримати родове гніздо Баратонів - Штормову межу, а Драконовий Камінь, хоч і є однієї з найдавніших та потужних твердинь Вестеросу, не приносить великих доходів і має мало знаменосців. Попри все Станіс зберіг лояльність брату і під час повстання Балона Греджоя розгромив флот залізнороджених під керівництвом Віктаріона Грейджоя.
Дізнавшись про позашлюбних дітей королеви Серсі і причини смерті Джона Арина, Станіс покинув Королівську Раду і повернувся на Драконовий Камінь. Там він зібрав невелику армію і великий флот зарахунок реквестування кораблів, що проходили повз Драконовий камінь. Під впливом чаклунки Мелісандри Асшайської, прийняв культ Рглора — Владики Світла і змінив свій герб, вписавши в нього символ цієї релігії — вогненне серце. Після смерті Роберта, Станіс проголосив себе королем, як єдиний законний спадкоємець Роберта, проте більшість з Баратеонових знаменосців підтримали його більш харизматичного брата Ренлі. Користуючись чорною магією Мелісандри, сприяв вбивству власного молодшого брата Ренлі Баратеона, після чого отримав контроль над частиною його васалів (хоча найбільша родина Тайрелів уклала союз з Ланістерами) і з великою армією рушив на штурм Королівської Гавані. У битві на річці Черноводній його флот був спалений диким вогнем, а сухопутне військо було вщент розбите армією під командуванням Тайвіна Ланістера. Станіс змушений був безславно відступити назад у свої володіння з тими ж силами, що й на початку війни.
Там, Мелісандра переконує його принести в жертву королівського бастарда свого брата Роберта — Едріка Шторма, щоб завершити магічний ритуал пробудження кам'яного дракона, але його радник Давосі Сиворт вмовив Станіса натомість перекинути залишки його армії на Північ, щоб захистити Стіну. Станіс погодився, і прибув на Стіну під час нападу армій Здичавілих під проводом Манса Розбійника. В битві під Чорним Замком розбиває противника, Манса із здичавілими бере в полон. Він розміщає свої сили в Чорному Замку і вступає в переговори з північними лордами про союз проти Ланністерів. Паралельно з цим він пропонує Джону Сноу офіційно визнати його Старком та назначити своїм Лордом Півночі. Після деяких вагань Джон відкидає його пропозицію і обирається новим лордом-командувачем Нічної Варти. Після цього Станіс вирішує взяти воїнів з числа Здичавілих, що присягнули йому, та вирушити в похід на Дредфорт — замок Болтонів. Сноу відмовляє його від цієї ідеї, пропонує залишити Здичавілих для оборони Стіни і натомість укласти союз з гірними кланами, щоб спільно виступити проти Залізнороджених, що окупували частину Півночі. План вдається, і Станніс разом з новими союзниками звільняє замок Темнолісся та захоплює в полону доньку Бейлона Грейджоя — Ашу. Кількість його прихильників зростає. Вони вимагають від Станніса негайно вирушити на Вінтерфел, коли до них доходять новини про намір Русе Болтона видати свого бастарда Рамсі за Ар'ю Старк (насправді це фрейліна Санси Джейні Пуль). Станіс погоджується, проте похід затягується через морози та хурделиці. Частина солдатів і лицарів Штормових земель, не звична до таких умов, гине в поході. Зрештою військам Баратеона вдається дістатись Вінтерфелу, проте доля битви не відома.
Джон Сноу отримує листа, в якому Рамсі повідомляє, що армія Станіса розбита, а сам він загинув. Проте це може бути лише обманом.
Як і в книзі, в телевізійній адаптації книги телекомпанією HBO, Станіс Баратеон з'явиться в другому сезоні телесеріалу. Його роль зіграв англійський актор Стівен Діллейн. А його супутницю, жрицю і чародійку Мелісандру, нідерландська акторка Каріс ван Гаутен.

### Селіса Баратеон
Селіса Баратеон — дружина Станіса, з дому Флорентів. Вона описується як досить неприваблива жінка з надзвичайно великими вухами і натяком на вуса над її верхньою губою. У Селіси холодні стосунки з чоловіком Станісом. Вона є першою з її родини, яка повірила в Р'глора, бога Мелісандри.
У телеадаптації HBO її роль виконала Тара Фіцджеральд.

### Ширен Баратеон
Ширен Баратеон — єдина дитина Станніса і його дружини Селіси Флорент, яка вижила. У дитинстві вона перехворіла сірою хворобою, проте зазвичай смертельна хвороба не вбила дівчинку, але її щока і частина шиї назавжди скам'яніли і придбали сірий колір.
У телеадаптації HBO її роль виконала британська акторка Керрі Інґрам.

## Дім Грейджоїв
Дім Грейджоїв — найбільша і головна благородна родина на Залізних Островах, багато менші родини присягли їй на вірність. Їхній головний острів, де знаходиться замок лорда островів називається Пайк. Герб Грейджоїв — золотий кракен на чорному полі. Їхній девіз — «Ми не сіємо»..
Грейджої з Пайка претендують на походження від Сірого Короля із Епохи Героїв. Легенди стверджують, що Сірий Король правив не тільки Західними островами, але й самим морем. Їхній рід йде корінням в глибину століть так же далеко, як і рід їхніх одвічних супротивників — Старків, і такий же час триває ворожнеча між ними.
Грейджої стали лордами Залізних Островів після завоювання Семи Королівств Таргарієнами, коли Ейгон Таргарієн віддав Річкові землі будинку Таллі й дозволив уцілілим людям Залізних Островів відновити свій стародавній звичай і обрати серед себе того, хто буде правити ними. Вони вибрали лорда Вікона Грейджоя, з Пайка.
Балон Грейджой здійняв заколот проти Залізного Трону, що був подавлений королем Робертом Баратеоном і лордом Едардом Старком з Вінтерфелла, але в хаосі, що настав після смерті короля Роберта, він знову проголосив себе Королем Островів, і послав свої кораблі атакувати землі Півночі.

### Родовід Дому Грейджоїв
- Гарт І Зеленорукий, Король Перших Людей
- Перші Люди
- Залізнородні люди
- Сірий Король, Король Залізних Островів
  -  Грейджої, Королі Залізних Островів
    -  Лорон Грейджой, Король Залізних Островів
      -  Грейджої, Королі Залізних Островів
      -  Теон III Грейджой, Король Залізних Островів
        -  Балон V Грейджой, Король Залізних Островів
          -  Грейджої, Королі Залізних Островів
            -  Вікон Грейджой, Лорд Залізних Островів
              -  Горен Грейджой, Лорд Залізних Островів
                -  Грейджої, Лорди Залізних Островів
                  -  Грейджой, Лорд Залізних Островів
                    -  Далтон Грейджой, Лорд Залізних Островів
                      -  Торон Грейджой, Лорд Залізних Островів, син Далтона Грейджоя
                        -  Грейджої, Лорди Залізних Островів
                          -  Дагон Грейджой, Лорд Залізних Островів
                            -  Грейджої, Лорди Залізних Островів
                              -  Алтон Грейджой, Лорд Залізних Островів
                                -  Грейджої, Лорди Залізних Островів
                                  -  Торвін Грейджой, Лорд Залізних Островів
                                    -  Грейджої, Лорди Залізних Островів
                                      -  Лорон Грейджой, Лорд Залізних Островів
                                        -  Грейджої, Лорди Залізних Островів
                                          -  Квеллон Грейджой, Лорд Залізних Островів
                                            -  Гарлон Грейджой, перший син Квеллона Грейджоя
                                            -  Квентон Грейджой, другий син Квеллона Грейджоя
                                            -  Донел Грейджой, третій син Квеллона Грейджоя
                                            -  Балон IX Грейджой, Король Залізних Островів, Тричі Коронований, четвертий син Квеллона Грейджоя
                                              -  Родрик Грейджой, перший син Балона Грейджоя
                                              -  Марон Грейджой, другий син Балона Грейджоя
                                              -  Аша Грейджой, Королева Залізних Островів, дочка Балона Грейджоя
                                              -  Теон Грейджой, третій син Балона Грейджоя

                                            -  Юрон ІІІ Грейджой, Король Залізних Островів, п'ятий син Квеллона Грейджоя
                                              -  перший син Юрона Грейджоя, бастард
                                              -  другий син Юрона Грейджоя, бастард
                                              -  третій син Юрона Грейджоя, бастард

                                            -  Віктаріон Грейджой, шостий син Квеллона Грейджоя
                                            -  Уррігон Грейджой, сьомий син Квеллона Грейджоя
                                            -  Ейрон Грейджой, на прізвисько Мокрочубий, восьмий син Квеллона Грейджоя
                                            -  Робін Грейджой, дев'ятий син Квеллона Грейджоя
                                            -  Грейджой, метронароджена дочка Квеллона Грейджоя

                      -  Родрик Грейджой, син Далтона Грейджоя, брат Торона Грейджоя

                    -  Верон Грейджой, брат Далтона Грейджоя

### Балон Грейджой
Балон Грейджой — лорд Залізних Островів, Король Солі й Каменю, Син Морського Вітру й Лорд-володар Пайка, капітан корабля Великий Кракен. Сувора і жорстока людина, педантично дотримується більшості звичаїв Залізних Островів, але тим не менше, хоче бачити свою дочку Ашу як свого наступника. Він очолив повстання проти короля Роберта Баратеона і зазнав поразки. Молодший син Балона Теон був узятий в заручники лордом Старком і виховувався у сім'ї разом з його дітьми.
Після смерті Роберта Баратеона і Едарда Старка, Балон відкинув пропозицію Роба Старка в укладанні союзу із Північчю і оголосив себе королем Залізних Островів і Півночі, і розпочав спустошливі набіги на узбережжя північних земель, які належали Старкам.
Балон загинув в результаті падіння зі скелі при перетині підвісного мосту під час шторму. Деякі підозри та «своєчасне» повернення його брата Юрона привели до припущення, що Балон, можливо, був убитий найманим вбивцею на замовлення Юрона.

### Ейрон Грейджой
Ейрон Грейджой — наймолодший з братів Балона, на прізвисько «Мокрочубий», жрець Утопленого Бога. В молодості він був грубої вдачі, п'яниця, розбишака і гульвіса. Після того, як Ейрон мало не втопився у морі і тільки чудом врятувався, він кардинально змінився, став набожним чоловіком, розсудливим і поважним. Він присвятив себе релігійній справі, служінню Утопленому Богу. Під час подій, викладених у романі, він тяжко працював, вів аскетичний образ життя, був позбавлений почуття гумору, носив один старий халат і жив як відлюдник на пляжі, практично спілкуючись тільки із своїми учнями. Він вплітав водорості в своє волосся, за що одержав прізвисько «Мокрочубий». Він був членом Братства Утоплеників, святих людей, які беззастережно виконували всі його накази. Ейрон був дуже шанованою людиною на Залізних Островах.
Після смерті Балона і повернення Юрона, Ейрон використав весь свій авторитет, як первосвященник Утопленого Бога для вибору нового короля, гідної заміни Балону. Він сподівався вручити корону братові Віктаріону, який він знав, продовжуватиме традиції Балона. Однак його планам не судилося збутися, і «безбожний» Юрон був вибраний новим королем. Ейрон відкрито оголосив про свої плани повалення нового «безбожного» короля і зник на наступний день. Його доля невідома.

### Аша Грейджой

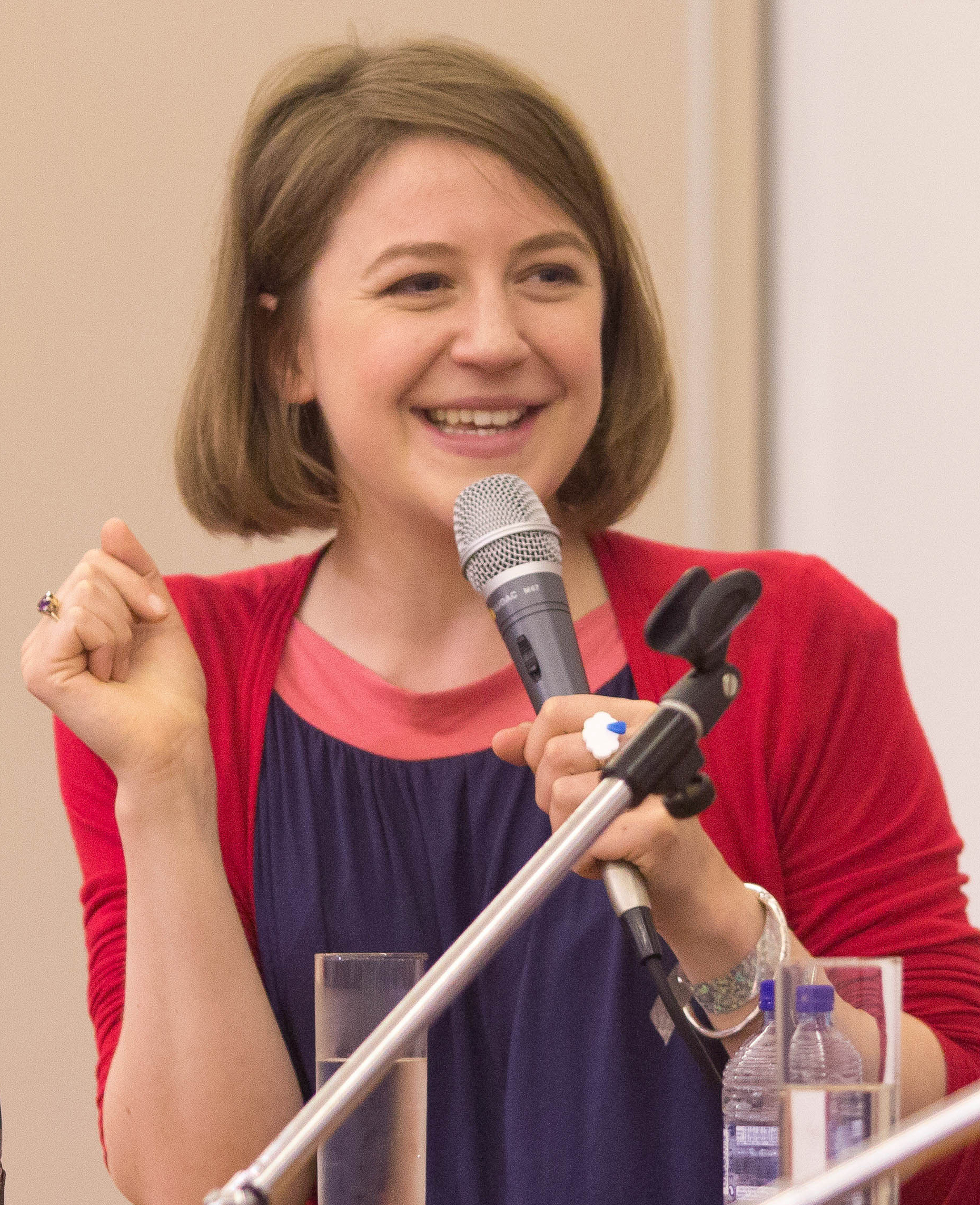
Джемма Вілан зіграла роль Яри

Аша Грейджой (Яра Грейджой) — єдина дочка Балона Грейджоя і найстарша його дитина, яка залишилася живою. Вона була капітаном корабля «Чорний Вітер» і завойовницею Темнолісся. Аша залишилася єдиною дитиною у Балона, після того як Едард Старк взяв Теона в заручники, і була названа, своїм батьком, спадкоємицею трону. Вона є жорсткою, і гордою, і кидала виклик традиційним гендерним звичаям Залізних Островів, нічим не поступалася перед капітанами своїх кораблів і відважно вела їх у бій. Вона повернулася на острови після смерті батька, щоб заявити про свої претензії на трон, з пропозицією укласти мир з материком в обмін на землю. Вона мала кращу, ніж багато хто очікував, можливість стати новим королем, але вибір був зроблений на користь Юрона.
В телесеріалі «Гра престолів» персонаж Аши був перейменований в Яру, щоб уникнути плутанини з іменем здичавілої Оши. Роль Яри виконала Джемма Вілан.

### Юрон Грейджой
Юрон Грейджой — другий за віком брат Балона, на прізвисько «Вороняче Око» і капітан «Мовчазної», судна з повністю німим екіпажем, тому, що Юрон вирвав всім язики. Юрон це надзвичайно непередбачувана людина, відомий своєю підступністю у всіх своїх чорних справах і веденні психологічної війни проти всіх навколо себе. Він ненавидів усіх своїх братів, носить пов'язку на лівому оці, за що і одержав своє прізвисько «Вороняче око», хоча було неясно, що він ховає під пов'язкою. За те, що він спокусив дружину свого брата Віктаріона і тим самим зганьбив весь їхній рід, Балон вигнав його з островів, і попередив, щоб ніколи не повертався до поки він буде живий.
Юрон повернувся на острови на наступний день після смерті Балона. На вічі королів називають його ім'я, він обіцяє перемогти весь Вестерос для залізнороджених, використовуючи драконів, яких, як він стверджував, може підкорити волею магії драконового рогу. Він був обраний царем, і почалися набіги на Вестерос. Ці рейди були дуже успішними, і Юрон, користуючись слабкістю своїх суперників, роздавав землі та права на володіння для своїх послідовників. Тим не менш, він не зміг піти далі звичайних рейдів і одночасно продовжувати пошуки драконів. Замість цього він послав Віктаріона знайти Данерис Таргарієн, доглядати за нею в ім'я Його, і привезти її і її драконів у Вестерос.

### Теон Грейджой

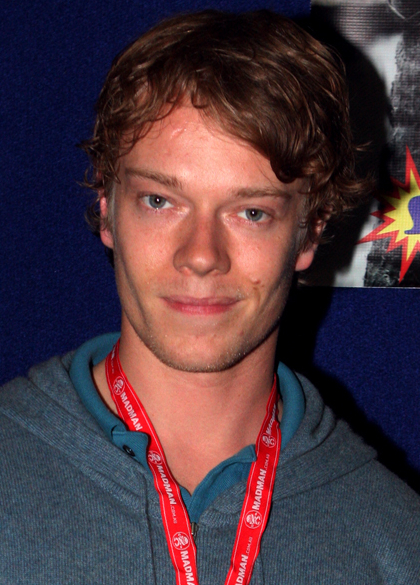
Альфі Аллен зіграв роль Теона

Теон Грейджой — молодший син і спадкоємець Балона Грейджоя. Він був узятий в заручники Едардом Старком в Вінтерфелл. Протягом десяти років він виховувався з дітьми лордів Півночі, але Старком він не став, не був він вже повною мірою, і Грейджоєм. Світ для нього розділився.
Попри своє положення, Теон все ж став близьким другом Роба Старка, і навіть підтримав його в кількох боях після смерті Едарда. Робб відправив його на Залізні Острови в пошуку союзу з Грейджоями. Його батько, Король Балон, розкритикував Теона за ідею союзу з Північчю і відкинув пропозицію Роба. Балон послав його в рейд до північних берегів, але він проігнорував ці накази і захопив Вінтерфелл в спробі завоювати повагу своєї сім'ї. Брати Бран і Рікон Старки втекли. Після марних пошуків, Теон вбив двох селянських хлопчиків, схожих на дітей Старків, вводячи тим самим в оману як Вінтерфелл, так і решту Вестероса, адже трупи, які належали б Брану і Рікону, збільшили б його перемогу. Теон оголосив себе принцом Вінтерфелла, був прозваний жителями Півночі «Теоном-Перевертнем», але зрештою його захопили і відвезли в Дредфорд люди Русе Болтона. Він залишається там як ув'язнений. Дехто із залізнороджених, у тому числі і його сестра Аша, вважають його мертвим.
В телесеріалі «Гра престолів» роль Теона Грейджоя зіграв Алфі Аллен.

### Віктаріон Грейджой
Віктаріон Грейджой — третій за віком брат Балона, лорд-капітан Залізного Флоту, власник і капітан «Залізної Перемоги». Високий та кремезний чоловік, найсильніший воїн Залізних островів та вправний мореплавець із спокійним та слухняним характером за що його дуже цінував старший брат, а племінник Теон порівнював з буйволом. Був одружений, проте дітей не мав. Дружина зрадила йому з Юроном і він за традицією забив її до смерті. Вбити хотів і брата проте Балон заборонив йому цього робити, а Юрона вигнав із Залізних островів. Під час повстання Балона Грейджоя Віктаріоночолив напад на Ланніспорт і особисто спалив флагманський корабль супротивника, проте згодом зазнав поразки від Станіса Баратеона у битві біля Світлого острова, єдиної поразки в своєму житті.
Під час війни П'яти Королів за наказом Балона висадився на Півночі та захопив Рів Кейлін, відрізавши таким чином армію Роба від підкріплень. Воював проти партизанів з числа болотних мешканців, після смерті Балона відбув на віче аби виставити свою кандидатуру заливши у замку півсотні людей гарнізону. Племінниця Аша запропонувала йому свою підтримку в обмін на посаду десниці, проте Віктаріон відмовився вважаючи, що його не будуть поважати залізнороджені, якщо його десницею буде жінка. Програвши вибори визнав Юрона своїм королем і взявся служити йому, проте згодом гірко пошкодував про це. Взяв участь у нападі на Щитові острови. Після бенкету на честь перемоги Юрон попросив Віктаріон взяти половину Залізного флоту і вирушити до Есосу аби доставити сюди Данерис Таргарієн, яку Юрон хотів зробити своєю королевою. За це Віктаріон отримає титул лорда Залізних островів коли Юрон захопить Залізний трон. Віктаріон погодився на пропозицію брата, проте подумки вирішив, що забере Данерис собі.
Під час плавання Віктаріон підібрав уцілілого після шторму жерця бога Рглора Моккоро. Той вилікував рану на руці у Віктаріона, та зробив кілька передбачень, що допомогли Віктаріону, і той вирішив за прикладом брата зробити жерця своїм особистим радником. Моккоро також розповів, що Ріг Дракона який йому віддав Юрон перед плаванням дійсно може підкорювати драконів, проте кожного хто ним скористається чекає смерть.

## Дім Ланістерів
Дім Ланістерів — найбільша і головна благородна родина західних земель. Їхній головний замок розташований на Бобровому Стрімчаку. Вони залишаються найдужчими союзниками короля Томена в боротьбі за Залізний Трон. Вони стверджують, що походять від Ланна Розумного, легендарного хитруна Епохи Героїв. Золото Бобрового Стрімчака й Золотого Зуба зробило їх найбагатшими із всіх великих родин.
Ланістери правили як королі до завоювання Таргарієнами Семи Королівств. Ланістери підкорилися волі переможців і залишилися першорядними лордами західних земель на Бобровому Стрімчаку. Вплив родини значно упав на багато років, але був відновлений у колишній величності Тайвіном Ланістером.
Герб Ланістерів — золотий лев на червоному полі. Їхній девіз — «Почуй мій рев!» Проте їхній неофіційний девіз, всім добре відомий — «Ланістери завжди платять свої борги». Найімовірніше цей їхній девіз став популярним завдяки Тайвіну Ланістеру після історії Рейнів з Кастамере.

### Родовід Дому Ланістерів
- Гарт І Зеленорукий, Король Перших Людей
  -  Гарт ІІ Гарденер, Король Перших Людей і Простору
    -  Гарденери, Королі Простору 

  -  Брандон Гарденер, на прізвисько Кривавий Клинок
    -  Брандон І Будівничий, Король Півночі
      -  Старки, Королі Півночі і Зими
        -  Старки, Королі Півночі
        -  Карстарки, Лорди Картверді
        -  Грейстарки, Вимерлий рід

  -  Джон Гарденер, на прізвисько Високий Дуб
    -  Окгарти, Лорди Простору

  -  Гілберт Гарденер, на прізвисько Виноградна Лоза
    -  Редвіни, Лорди Простору

  -  Фосс Гарденер, на прізвисько Яблуко
    -  Фосовеї, Лорди Простору
      -  Фосовеї Червоного Яблука, Старша Гілка Дому Фосовеїв
      -  Фосовеї Зеленого Яблука, Молодша Гілка Дому Фосовеїв

  -  Овен Гарденер, на прізвисько Дубощит
    -  Честери, Лорди Простору

  -  Гарлон Гарденер, на прізвисько Мисливець
    -  Тарлі, Лорди Простору

  -  Борс Гарденер, на прізвисько Руйнівник
    -  Бульвери, Лорди Простору

  -  Флоріс Гарденер, на прізвивсько Лисиця 
    -  Ланн Розумник, Король Кичери
      -  Ланністери, Королі Заходу
        -  Ланністери з Кичери Кастерлі, Королі Заходу
          -  Тайвелл І Ланістер, Король Заходу
            -  Ланністери, Королі Заходу
            -  Тайвелл ІІ Ланістер, Король Заходу
              -  Ланністери, Королі Заходу
              -  Лореон І Ланістер, Король Заходу
                -  Ланністери, Королі Заходу
                  -  Тіріон І Ланістер, Король Заходу
                    -  Ланністери, Королі Заходу
                      -  Тіріон ІІ Ланістер, Король Заходу
                        -  Ланністери, Королі Заходу
                          -  Тібольд Ланістер, Король Заходу
                            -  Герольд І Ланістер, Король Заходу
                              -  Тіріон ІІІ Ланістер, Король Заходу
                                -  Герольд ІІ Ланістер, Король Заходу
                                  -  Герольд ІІІ Ланістер, Король Заходу
                                    -  Ланістер, Королева Заходу, одружена з Андалом Джофрі Ліденом
                                      -  Ланністери, Королі Заходу
                                        -  Сіріон Ланістер, Король Заходу
                                          -  Ланністери, Королі Заходу
                                            -  Томмен І Ланістер, Король Заходу
                                              -  Ланністери, Королі Заходу
                                                -  Лореон ІІ Ланістер, Король Заходу
                                                  -  Ланністери, Королі Заходу
                                                    -  Лансель І Ланістер, Король Заходу
                                                      -  Лореон ІІІ Ланістер, Король Заходу
                                                        -  Лансель ІІ Ланістер, Король Заходу
                                                          -  Лансель ІІІ Ланістер, Король Заходу
                                                            -  Лансель IV Ланістер, Король Заходу
                                                              -  Лансель V Ланістер, Король Заходу
                                                                -  Ланністери, Королі Заходу
                                                                  -  Лореон IV Ланістер, Король Заходу
                                                                    -  Ланістер, Король Заходу
                                                                      -  Лореон V Ланістер, Король Заходу
                                                                        -  Ланністери, Королі Заходу
                                                                          -  Норвін Ланністер, Король Заходу
                                                                            -  Ланністери, Королі Заходу
                                                                              -  Ланістер, Король Заходу
                                                                                -  Лелія Ланістер, Королева Залізних Островів
                                                                                -  Ланістер, Король Заходу, брат Лелії
                                                                                  -  Ланістер, Король Заходу, небіж Лелії
                                                                                    -  Ланністери, Королі Заходу
                                                                                      -  Томмен ІІ Ланістер, Король Заходу
                                                                                        -  Ланністери, Королі Заходу
                                                                                          -  Лорен Ланістер, Останній Король Заходу
                                                                                            -  Ліман Ланістер, Лорд Заходу
                                                                                              -  Тайлер Гілл, син Лімана Ланістера
                                                                                              -  Ланістер, син Лімана Ланістера, Лорд Заходу
                                                                                                -  Таймонд Ланістер, Лорд Заходу
                                                                                                  -  Тайленд Ланістер, Правиця Короля
                                                                                                  -  Джейсон Ланістер, Лорд Заходу
                                                                                                    -  Лореон Ланістер, Лорд Заходу
                                                                                                      -  Тішара Ланістер, перша дочка Лореона Ланістера
                                                                                                      -  Сіріла Ланістер, друга дочка Лореона Ланістера
                                                                                                      -  Ланістер, третя дочка Лореона Ланістера
                                                                                                      -  Ланістер, четверта дочка Лореона Ланістера
                                                                                                      -  Ланістер, син Лореона Ланістера, Лорд Заходу
                                                                                                        -  Ланістери, Лорди Заходу
                                                                                                          -  Дамон Ланістер, Лорд Заходу

        -  Ланністери з Ланіспорта
        -  Ланни
        -  Ланнетти
        -  Лантелли
        -  Ланстери
          -  Льюїс Ланстер

    -  Флоренти, Лорди Простору
    -  Болли, Лорди Простору
    -  Піки, Лорди Простору

  -  Маріс Гарденер, на прізвивсько Діва 
    -  Гайтавери, Королі Староміста і Високої Вежі

  -  Роза Гарденер, на прізвивсько Роза Червоного Озера 
    -  Крейни, Лорди Простору

  -  Еллін Гарденер, на прізвивсько Солодка Еллін 
    -  Бісбері, Королі Меду

  -  Рован Гарденер, на прізвивсько Рован Золотого Дерева 
    -  Ровани, Лорди Простору

### Тайвін Ланістер

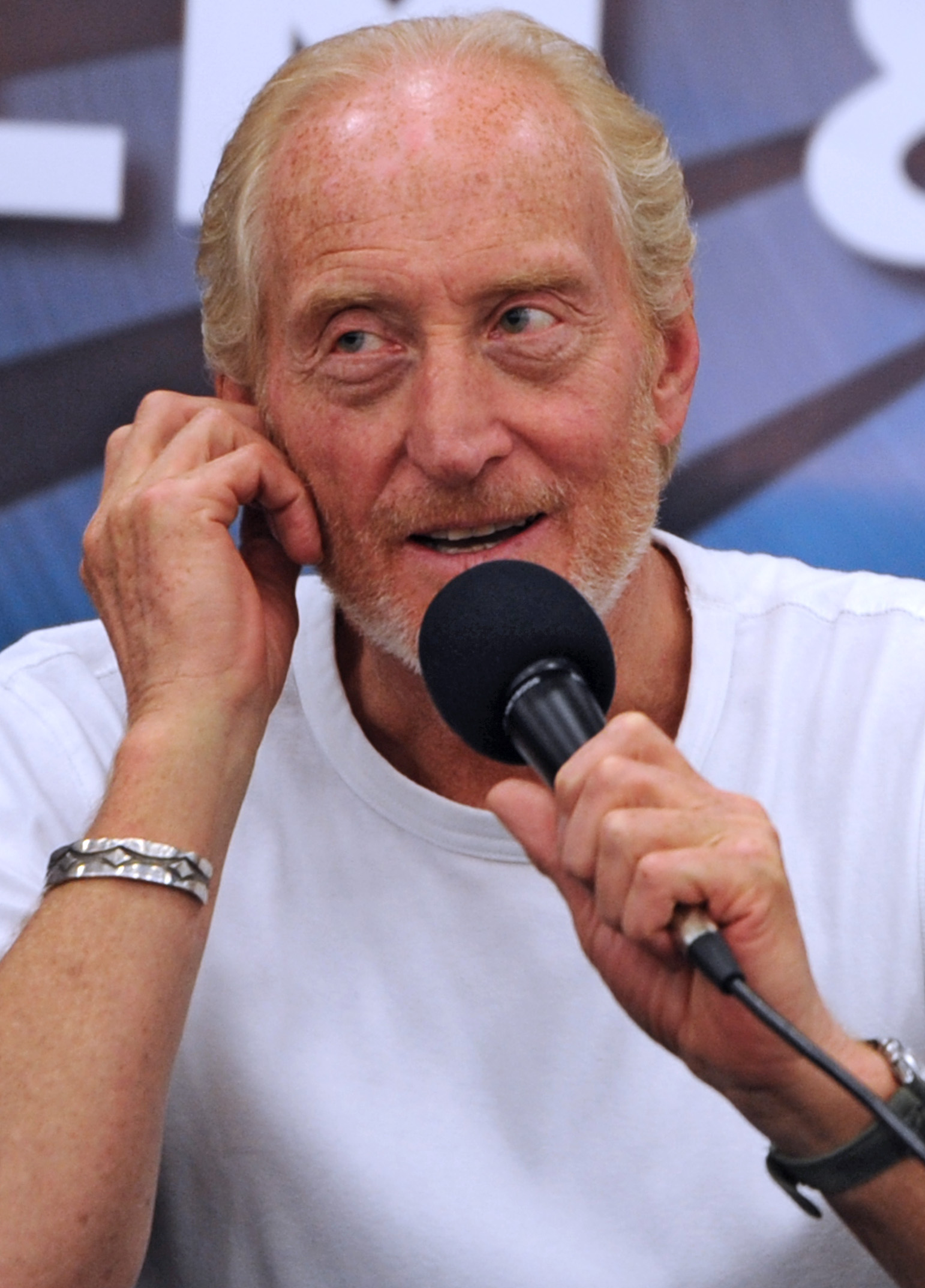
Чарльз Денс зіграв роль Тайвіна

Тайвін Ланістер — лорд Бобрового Стрімчака, Щит Ланніспорта, Хранитель Заходу, Десниця Короля Томена — холодний розрахунок, безжалісний і безпринципний — далеко неповний список «чеснот» цієї людини, віком за п'ятдесят років. Але таким він був не завжди, а лише після смерті своєї дружини Джоани Ланістер, яка померла при пологах, народивши при цьому йому сина-карлика Тиріона. Після смерті Джоанни Тайвін більше не одружувався. Він любив своїх дітей Джеймі і Серсі, але зневажав Тиріона не стільки за його потворність, скільки за те, що він став причиною смерті його коханої дружини.
Із самої юності Тайвін поставив собі за мету відновити честь і велич своєї сім'ї, і він робив все для зміцнення престижу Ланістерів. Він був здібний і розумний правитель, який досягнув великого процвітання своєї сім'ї під час двох своїх повноважень Десниці короля. Тайвін намагався видати свою дочку Серсі за принца Рейгара, але зазнав невдачі і насмішок. У зв'язку з розбіжностями з королем, викликаними параноєю короля Ейриса II Таргарієна і придворними інтригами, Тайвін складає із себе повноваження Десниці і повернутися до своєї власної землі. Під час повстання Роберта Тайвін залишився на Бобровому Стрімчаку, не приймаючи нічиєї сторони аж до вирішальної перемоги Роберта в битві на Тризубці. Тайвін зібрав війська і поїхав у столицю. Ейрис був переконаний, що Тайвін повернувся, щоб допомогти йому і наказав відкрити ворота міста. Тайвін захопив місто, за його наказом було вбито дружину і дітей принца Рейгара, а його син Джеймі вбиває короля.
Після смерті Роберта Баратеона, Тайвін став Десницею короля Джофрі, а після його смерті — Томена. Він організував заручини Марджері Тайрел і Джофрі Баратеона, забезпечивши тим союз між Ланістерами та Тайрелами. Протягом наступного року він вів не зовсім успішні бої проти Старків, а на цей час призначив свого сина Тиріона на посаду Десниці, поки він був у від'їзді. Як Десниця, Тиріон проявляє прагматичність свого таланту до придворних інтриг і винахідливість при обороні столиці, відомої як «Битва на Чорноводній», від військ Станіса Баратеона, але сили були нерівними, і тільки Тайвін, який вчасно нагодився з військами, спас положення і завдав нищівної поразки армії Станіса. Частина військ Станіса перейшла на бік переможця, частина була знищена, а залишки відступили на Драконовий Камінь.
Не маючи достатніх військових сил розбити Робба Старка в бою, Тайвін переграє його в інтригах. Він, найімовірніше, таємно сприяв одруженню Робба Старка з Джейн Вестерлінг через її матір, Сибіллу Вестерлінг, в результаті якого Старки втратили підтримку родини Фреїв. Переконав Русе Болтона і Волдера Фрея зрадити і вбити свого сюзерена Роба Старка, тим самим побічно сприяв організації «Кривавого Весілля»
Під час свого весілля Джофрі помирає від отрути, яку підсипали у вино, і в його смерті був звинувачений Тиріон. Тайвін головував на суді. Тиріон вибрав суд поєдинком. Чемпіон Тиріона, принц Оберин Мартел, на прізвисько «Червоний Змій», смертельно поранив свого супротивника Григора Клігана, але і сам був убитий, тому Тиріон у в'язниці очікував страти. Тим не менш, Тиріона в ночі перед стратою було таємно звільнено Джеймі і Вейрисом. Тиріон використовуючи секретні тунелі Червоного Замку пробрався до спальні свого батька Тайвіна і вбиває його.
В телесеріалі «Гра престолів» роль Тайвіна Ланістера зіграв Чарльз Денс.

### Серсі Ланністер

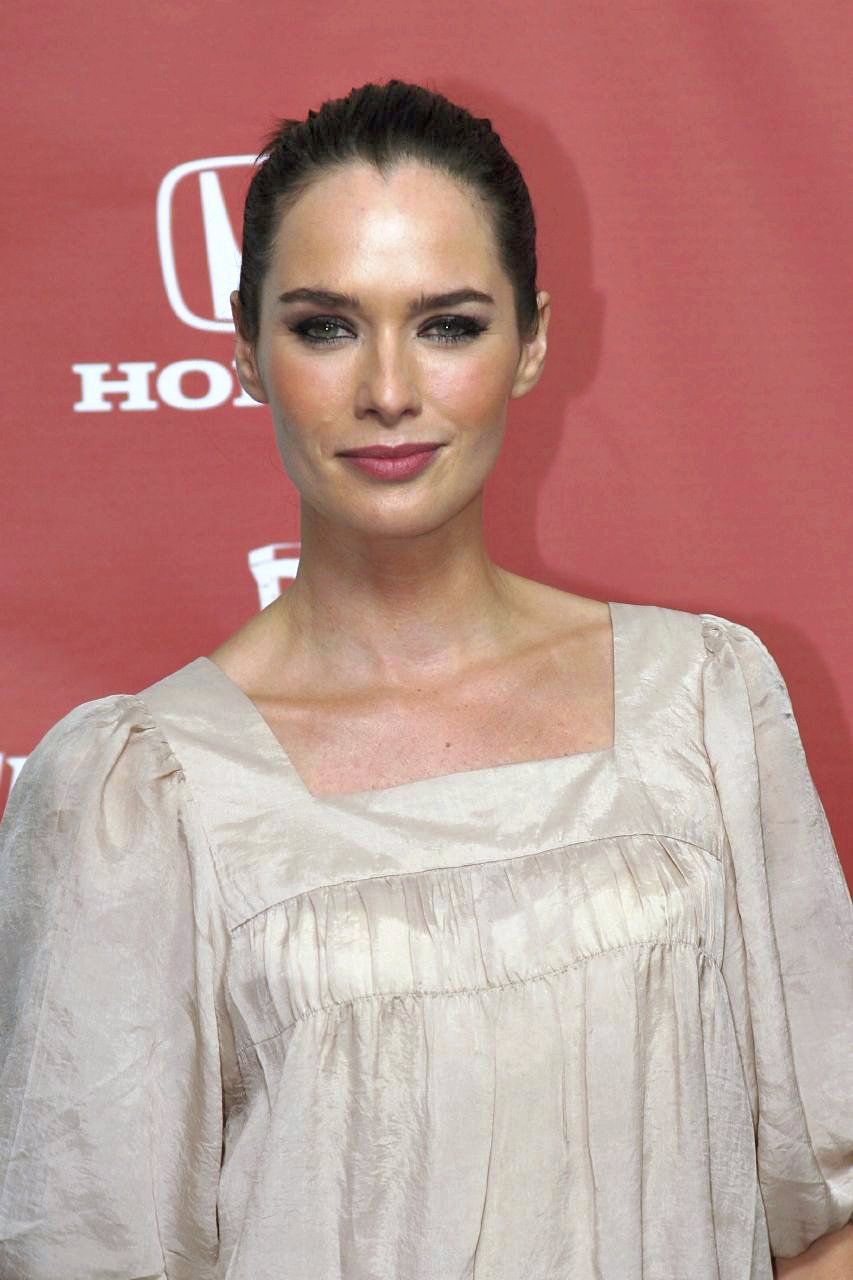
Ліна Гіді зіграла роль Серсі

Серсі Ланністер (Баратеон) — дружина короля Роберта, після його смерті — королева-регент при своїх синах Джофрі і Томені, правителька держави, леді Бобрового Стрімчака. Старша за свого брата-близнюка Джеймі на кілька хвилин, в неї хвилясте золотаве волосся і яскраві зелені очі. Після повстання і перемоги Роберта вона стала його дружиною і королевою Семи Королівств. Горда і амбітна, Серсі обурюється обмеженнями, які накладалися на неї звичаями Вестероса як на королеву і дружину короля. Вона завжди дбає про безпеку своїх дітей: Джофрі, Мірцеллу і Томена. Серсі не любить і не поважає свого чоловіка, короля Роберта.
Всі троє дітей Серсі були народжені від її брата Джеймі. Ця таємниця була розкрита Джоном Арином, а згодом Едардом Старком і Станісом Баратеоном, і могла коштувати життя Серсі і її дітям. Бувши чесною і порядною людиною, Едард запропонував Серсі можливість покинути Королівську Гавань до того, як він розкаже новину королю Роберту. Вона, однак, не має наміру покидати столицю, і в кінцевому рахунку, це призвело до падіння і загибелі Едарда.
Відтоді Серсі почала підніматися сходами влади. Вона коронує на Залізний Трон 13-річного сина Джофрі і править як королева-регент при ньому. Серсі прагнула до абсолютної влади собі і синові, але добивалася її не мудрою, зваженою політикою, а придворними інтригами і нечесною грою. Ця її політика і привела в кінцевому рахунку до війни «П'ятьох Королів», до розрухи і запустіння країни. Призначений тимчасово Десницею її брат Тиріон обмежив владу і примхи Серсі та її сина Джофрі, що викликало у неї неприкритий гнів і ненависть до брата.
Коли її старший син Джофрі, а згодом і батько Тайвін були вбиті, Серсі поклала всю провину за це на Тиріона. Вона відновила своє регентство над її молодшим сином Томеном, 8-річним, недавно коронованим хлопчиком. Як старша дитина Тайвіна Ланістера, вона була також визнана леді Бобрового Стрімчака. Свої повноваження і необмежену владу Серсі розпочала з призначення в Малу Королівську Раду Томена власних прихильників і агентів, не враховуючи попередні домовленості. На відповідальні посади вона призначає не досвідчених, авторитетних і впливових людей, а своїх вірних і слухняних ставлеників, часто малограмотних і низького походження. Так же вона діяла при роздачі земель, замків і титулів, конфіскованих у переможених супротивників.
У Серсі виникли підозри, що її могутні союзники Тайрели, тепер родичі через шлюб Томена і Марджері Тайрел, намагаються захопити контроль над королівством. Вона почала кампанію по дискредитації членів сімейства Тайрелів, щоб зменшити їхній вплив та авторитет, зокрема дружини сина Марджері і її брата Лораса, члена Королівської гвардії. Її становище погіршилося через Джеймі, який почав відхід від своєї сім'ї і залишив її одну без підтримки з її власною політичною параноєю. Інше її помилкове рішення полягало у відмові сплачування боргів корони, що розлютило впливових гравців політичної і економічної сфери — таких як «Залізний Банк» Браавоса і Церква. У результаті Церква відмовилася благословити короля Томена, а «Залізний Банк» відмовився від нових кредитів Вестеросу і закликав всіх інших потенційних кредиторів не видавати кредитів, що призвело до економічного хаосу в країні.
Плани Серсі спокусити і тим самим знеславити Марджері Тайрел не вдалися, Марджері не піддалася на зваблювання. Ставленик королеви — Осні Кеттлблек зізнався під тортурами Верховному Септону, що спав із Серсі і задушив попереднього Верховного Септона за наказом королеви. Серсі була заарештована і утримується під вартою в очікуванні суду у вежі Великої Септи Баелора. Її міністри зрадили її і захопили контроль над урядом, поки вона поміщена у в'язницю. Єдина і остання її надія полягає в Джеймі. Серсі хоче, щоб він відстояв її честь і правоту у суді поєдинком. Вона надіслала йому лист, просячи у нього захисту і допомоги, але Джеймі кинув листа у вогонь.
В телесеріалі «Гра престолів» роль Серсі Ланністер виконала Ліна Гіді.

### Джеймі Ланістер

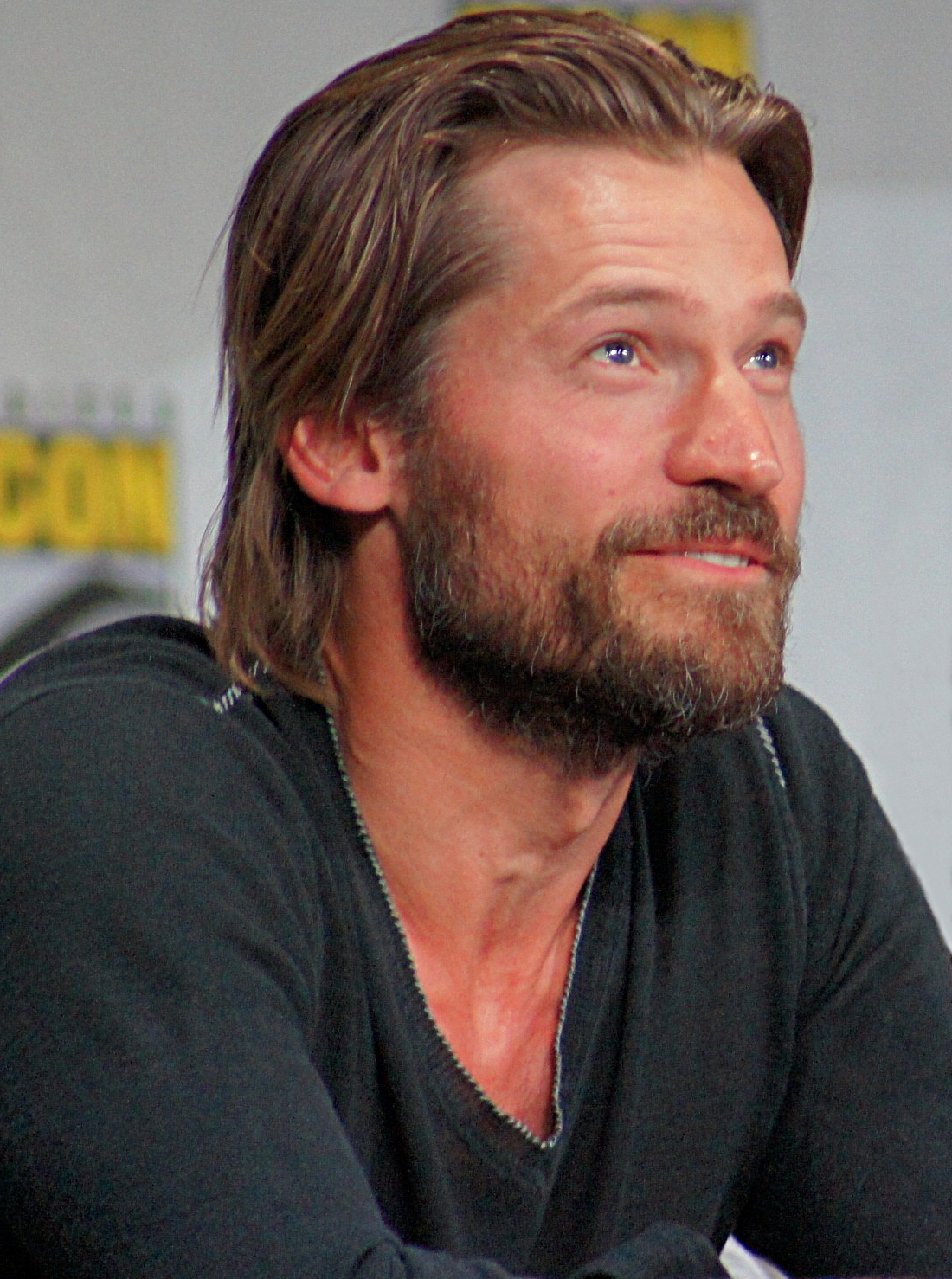
Миколай Костер-Валдау зіграв роль Джеймі

Джеймі Ланістер — молодший близнюк Серсі і син Тайвіна та Джоанни Ланістер, один із найвідоміших лицарів у Вестеросі. Він став лицарем Королівської гвардії у 16 років. Через два роки після цього, під час повстання Роберта, він вбиває божевільного короля Ейриса II Таргарієна, що принесло йому прізвисько — «Царевбивця». Він наділений зарозумілістю своєї сестри, аморальністю і підступністю свого батька, красивою зовнішністю, притаманною всім Ланістерам.
Джеймі був дуже талановитим воїном від природи. В юності був зброєносцем лорда Самнера Кракехолла і брав участь у боротьбі з розбійниками. За проявлену відвагу був посвячений у лицарі в п'ятнадцятирічному віці а в шістнадцять став лицарем Королівської гвардії короля Ейеріса II Таргаріена, ставши одним з наймолодших лицарів, коли б то не було удостоєних такої честі. Це була велика честь, проте його справжня причина прийняття було набагато прозаїчною, бути ближче до своєї коханої, своєї сестри-близнючки Серсі. Честь була затьмарена, коли він зрозумів, що його призначення було способом короля Ейеріса позбавити могутнє сімейство лорда Тайвіна Ланістера свого старшого сина і спадкоємця, тому що за законами Вестероса лицарі Королівської гвардії даючи присягу, автоматично відмовлялися від своїх земель і титулів і приймали обітницю безшлюбності. Бачачи, справжню мету Ейеріса, Тайвін склав з себе повноваження Десниці, і повернувся із Серсі до Бобрового Стрімчака. З його сестрою пішла мрія Джеймі бути ближче до сестри, він тепер зрозумів сутність свого божевільного і жорстокого короля. Тому Джеймі ставав все більш розчаровуватися у своїй ролі члена Королівської гвардії.
Під час повстання Роберта, Ейеріс не посилає Джеймі з військами у бій, залишає при собі, з тим щоб повернути лояльність Ланістерів, проте після поразки військ короля на Тризубці, Джеймі дізнається, що Ейеріс планує спалити столицю і всіх її мешканців, щоб Роберт Баратеон не взяв її. Коли Тайвін Ланістер обманом заволодів столицею і став громити місто, король намагався здійснити свій план. Щоб запобігти спаленню міста, Джеймі зважився на вбивство короля, що принесло йому прізвисько «Царевбивця» і репутацію злої і безчесної людини. Джеймі пізно зрозумів, що його часто лають за те, що він вважає своїм найкращим вчинком.
Після цих випробувань Джеймі стає зарозумілим, імпульсивним і аморальним. Він намагався захистити секрет його стосунків із сестрою Серсі. Коли семирічний Бран Старк став мимовільним свідком їхнього зв'язку, він, не довго думаючи, скидає хлопчика з високого вікна Вінтерфелла. Він був захоплений Робом Старком у полон і провів більшу частину війни «П'яти королів» в темниці замку Едмура Таллі в Ріверрані. Він був звільнений Кетлін Таллі (Старк) в обмін на свободу її дочок Санси і Арії і клятву ніколи не піднімати знову зброю проти Старків і Таллі.
Під час своєї подорожі назад у столицю, Джеймі з Брієнною був захоплений у полон до «Бравих Хлопців», відомих також як «Криваві Блазні» Варго Хоута, які відрубали йому праву руку і через деякий час відпустили бранців. Втративши руку, а з нею свою бойову майстерність, Джеймі почав переоцінювати своє життя. Він зумів перемогти Таллі, фактично не приймаючи в руки зброю проти них, і направив Брієнну, щоб врятувати дівчаток Старк і зберегти їх у безпеці від його родини. Після відходу зі столиці, Джеймі також навчався з Сіром Іліном Пейном. Хоча він сподівається, в кінцевому рахунку, навчитися воювати лівшею, його прогрес був дуже повільним.
В телесеріалі «Гра престолів» роль Джеймі Ланістера зіграв Миколай Костер-Валдау.

### Кеван Ланістер
Кеван Ланістер — молодший брат Тайвіна і найдовіреніший його соратник, відомий своєю надійністю і лояльністю. Одружений з леді Дорні із родини Свіфтів. Кеван беззаперечне визнав лідерство свого брата ще з раннього віку, і це робило його обов'язком реалізувати побажання свого брата, хоча й означало, що він повинен постійно перебувати в його тіні. Кажуть, що у Кевана ніколи не було думки, яка не з'являлася б, насамперед, у голові Тайвіна.
Після смерті Тайвіна, Серсі запропонувала йому посаду Десниці короля. Однак він не довіряв керівництву Серсі і сказав, що залишиться при королі Теммені, якщо вона повернеться в Бобровий Стрімчак і передасть йому регентство. Після її відмови він відмовився від посади Десниці і звинуватив Серсі в тому, що вона неважний регент і погана мати. Він швидко покинув Королівську Гавань і повернувся на Захід. Після арешту Серсі, Мала Королівська Рада запропонувала йому посаду регента. Але невідомо, чи прийме він цю пропозицію.

### Лансель Ланістер
Лансель Ланістер — старший син Сіра Кевана. При дворі короля Роберта, він служив його зброєносцем. Був світловолосим, з пучком вусів і смарагдово-зеленими очима, за зовнішнім виглядом нагадував зменшену копію Джеймі Ланістера.
Лансель обожнював свого двоюрідного брата Джеймі до такої міри, що погодився взяти участь у планах Серсі вбити Роберта, щоб також стати «Царевбивцею». Після смерті Роберта, Лансель був посвячений у лицарі. Серсі держала його як коханця через його схожість з її братом, в той час як Джеймі пішов на війну. Він охороняв Джофрі і Серсі під час битви на Чорноводній. Лансель одержав серйозне поранення в ході бойових дій, розчарувався у Серсі за ту моральну шкоду, яку вона нанесла йому своїми інтригами.
Лансель перебував на межі смерті протягом тривалого часу, і ніколи повністю не видужав від ран. Під час його одужання, Лансель, проводячи велику частину свого часу у септі, спонуканий духовним пробудженням, робить покаяння за свої гріхи. Цей вчинок дуже розлютила його батька. Коли звістка про відновлення Святого Воїнства досягла Ланселя, він відмовився від своїх титулів, свого замку, земель, дружини і вирушив у столицю, щоб приєднатися до них.

### Тиріон Ланістер
Тиріон Ланістер — був третьою дитиною у Тайвіна, дуже розумний карлик, якого заради насмішки — прозвали «Бісом» і «Половина Чоловіка». Хоча Тиріон повністю успадкував талант свого батька до політичної гри, він відчуває одну зневагу від Тайвіна через своє каліцтво, гострий язик, схильність до проституції, і непряму вину у смерті своєї матері під час його народження. Він здатний не тільки до жорстокості по відношенню до своїх ворогів, але й має велике співчуття до ізгоїв, калік і жертв жорстокого поводження. В цілому, Тиріон є класичною фігуру, яка всіх вводить в оману.
Тиріон приєднався до королівської сім'ї під час їхньої фатальної поїздки до Вінтерфелла, після чого він відвідав «Нічний Дозор» на Стіні. Джон Сноу і Тиріон стали друзями в цей час, їх зблизила загальна доля ізгоїв.
Під час повернення Тиріона на південь, Кетлін Таллі (Старк) заарештувала його по обвинуваченню за спробу вбивства її сина Брана Старка і привезла його в Долину в замок «Орлине Гніздо», місце проживання померлого Джона Арина і його вдови, Лайси Таллі (Арин), сестри Кетлін. Там Лайса піддала його суду двобоєм за цей злочин, а також за звинуваченням у вбивстві її покійного чоловіка. Тиріон уникнув покарання з перемогою в двобої свого чемпіона, найманця Брона. Покинувши «Орлине Гніздо», він набрав собі дружину з жорстоких і недисциплінованих воїнів гірських кланів Долини, обіцяючи їм зброї, багатства і слави. Повернувшись до Королівської Гавані, Тиріон підозрює, що йому буде потрібно захист від деяких членів його сім'ї, включаючи можливі замахи його сестри, Серсі.
Тайвін зробив Тиріона його тимчасовою заміною Десниці при королі Джофрі. Тиріон вступив у запеклу боротьбу з владою своєї сестри Серсі, і поступово обмежив її владу, що викликало у неї неприкритий гнів і ненависть до брата. Він також влаштував пожежу кораблями, які на річці Чорноводній атакували столицю, яка в кінцевому рахунку знищила флот Станіса Баратеона під час битви, внісши тим самим великий внесок у перемогу над армією Станіса. Воїни Станіса спробували пробити основні ворота міста. Тиріон один, здавалося, оцінив серйозність ситуації і здійснив вилазку за стіни міста для забезпечення захисту воріт. Несподівана контратака загону Тиріона принесла свої результати, противник, зазнавши суттєвих втрат і відступив. Але під час бою він зазнав важких ран обличчя, втративши більшу частину носа, не безпідставно вважаючи, що це був замах, і підозрював в ньому Серсі.
Потім був примусовий, з політичної необхідності, шлюб із Сансою Старк, але Тиріон, не бажаючи дівчині зла, не наполягав на виконанні з її сторони подружніх обов'язків. Згодом, після смерті Джофрі, вони обоє були неправомірно звинувачені у вбивстві молодого короля, проте Санса тікає, а Тиріон постає перед судом і присуджений до суду двобоєм. Чемпіон Серсі був грізний Григор Кліган, на прізвисько «Гора». Загальновідомий, кваліфікованих дуелянт принц Дорну Оберин Мартел, на прізвисько «Червоний Змій», зголосився бути чемпіоном Тиріона. Григору Клігану вдалося вбити Оберина, і Тиріон був засуджений до смерті, проте він був таємно звільнений із в'язниці його братом Джеймі і Вейрисом, майстром «шептунів». Перед тим як покинути замок, Тиріон відвідав кімнату батька, пройшовши непомітно через таємні тунелі, і заставши його із своєю коханкою Шаєю, холоднокровно вбиває обох. Після чого Тиріон тікає через вузький море в Браавос, не знаючи сам, що буде робити далі.
В телесеріалі «Гра престолів» роль Тиріона Ланістера зіграв Пітер Дінклейдж — (найкращий вибір на думку багатьох уболівальників та автора серії Джорджа Мартіна).
Стаффорд Ланістер
Стаффорд Ланістер - двоюрідний брат Тайвіна Ланністера, під час Війни п'яти королів став на його сторону. На думку персонажів саги був нерозумним. Займався збором нової армії Ланістерів, вів переговори з лодом Редвином про одруження свого сина Давена із дочкою Редвина. Його армія була розгромлена в битві при Окскроссі Роббом Старком. Сам він під час битви був вбитий Рікардом Карстарком.
Давен Ланістер
Давен Ланістер - син Стаффорда Ланістера, троюрідний брат Тиріона, Джейме та Серсеї. Грубий, відвертий та веселий. Оточуючі важали його кращим за батька. Під час Війни п'яти королів запропонував Тайвіну Ланістеру себе в фуражири Західних земель, однак Тайвін вважав що ця робота непристижна для представників його дому. Після загибелі батька поклявся не стригтися та не бритися до тих пір доки не помститься вбивці Стаффорда - Рікарду Карстарку. Після страти останього Робом Старком клятва перестала мати сенс. Був один із лідерів об'єднаного війська Ланістерів і Фреїв під час облоги Річкорину.
Тірек Ланістер
Тірек Ланістер - двоюрідний брат Тиріона, Джейме та Серсеї. Був одним із зброєносців короля Роберта Баратеона. Зник безвісти під час бунту у Королівській Гавані. Тиріон і Тайвін Ланістери займалися його пошуками, однак ні одна експедиція не була успішною. Джейме вважає що його викрав Варіс.

## Дім Мартелів
Дім Мартелів — правляча династія Королівства Дорну. Їхні володіння знаходиться на крайньому півдні континенту, столиця — Сонячний Спис. Їхній герб: червоне сонце, пробите золотим списом. Їхній девіз: «Нескорені, Незламні, Непохитні».
Родина Мартелів була одною з правлячих династій Дорну, об'єднавши навколо себе коаліцію держав і дрібних королівств. Лорд Моріс Мартел одружився з легендарною королевою воїнів Ройну, Німерією Завойовницею. Вони об'єднали весь Дорн в єдине королівство, де династія Мартелів править протягом тисячі років.
Дорн є дуже теплою землею з великою пустелею в центрі. По крові, звичаям, культурі, географії й історії дорнійці значно відрізняються від жителів інших королівств. Це зіграло не останню роль у тому, що Дорн чинив запеклий опір Таргарієнам, спроби змусити їх підкоритися за допомогою сили довго не давали ніяких результатів. Династія Мартелів була останньою в Семи Королівствах, що присягнула на вірність Таргарієнам, і то тільки через шлюб між двома родинами. Відтоді, Мартели правили Дорном в ім'я короля Залізного Трону, зберігши титул принців Дорну. Своїми ж Королями і Королевами вони визнавали лише Таргарієнів, що у чиїх жилах текла кров Мартелів.
У війні П'яти Королів Королівство Дорн спочатку де-юре зберігало нейтралітет, де-факто насправді визнаючи Королем Ройнарів Вісериса Таргарієна, якого ройнари оголосили своїм законним Королем ще в часи Повстання Роберта Баратеона. Після смерті Вісериса Таргарієна і після заручин принцеси Мірцели Баратеон із принцом Трістаном Мартелом оголосили себе прихильниками короля Джофрі. Після смерті Джофрі визнали своєю Королевою Мірселлу на противагу її брату Томмену, оскільки Ройнарські закони престолонаслідування відрізнялися від Андальських.

### Доран Мартел

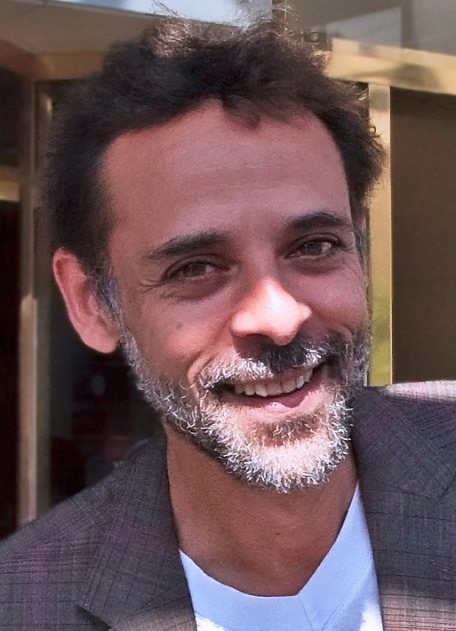
Александр Сіддіг зіграв роль Дорана

Доран Німерос Мартел — принц Дорну і лорд Сонячного Списа, чоловік п'ятдесяти років, сильно страждає подагрою, ледве міг ходити, і, як правило, був прикутий до колісного крісла. Він проводить багато часу біля води в саду, поряд з літнім будиночком, спостерігаючи за іграми дітей. Він уникав товариства простолюдинів і бачився тільки із своїми рідними, вірними придворними і радниками, щоб приховати свою слабкість від своїх ворогів. На відміну від більшості своїх родичів, принц Доран є обережною, вдумливою людиною, яка ніколи не виказувала свої емоції. Це, на думку інших великих лордів Вестероса і його власних родичів, було дуже небезпечно, тому що виявляло слабкість.
Доран спочатку відмовився присягнути на вірність королю Джофрі Баратеону і волів підтримати Ренлі Баратеона. Тим не менш, Тиріон Ланістер зміг отримати його вірність, пославши йому Мірцеллу Баратеон для заручин з його найменшим сином Трістаном, та пропонуючи справедливого суду за вбивство його сестри, принцеси Елії і її дітей, а також запропонувавши йому місце в Малій Королівській Раді. Доран послав свого молодшого брата Оберина на прізвисько «Червоний Змій», добиватися справедливості. Коли загинув Оберин в Королівській Гавані, Доран відмовився від усіх пропозицій своїх родичів вступити у війну помсти, повертаючись до Сонячного Спису, щоб показати своєму народові, що він все ще був при владі. Войовничі позашлюбні дочки Оберина «Піщані змійки» були взяті під варту, щоб зберегти мир. Доран розказав своїй дочці, що він давно планує падіння лорда Тайвіна Ланістера і його родини, ще зразу після смерті його сестри Елії, і що він має намір вступити в союз з родиною Таргарієнів.
В телесеріалі «Гра престолів» роль Дорана Мартела зіграв англійський актор Александр Сіддіг

### Аріанна Мартел
Аріанна Мартел — старша дочка Дорана Мартела, спадкоємиця Сонячного Списа за верховним законом Дорну. Вона красива, з оливковою шкірою, великими темними очима і пишним волоссям, яке спадало глянсовими чорними локонами на плечі. Попри її красу і високе положення, Аріанна все ще неодружена у свої 23 роки. Вона шукає помсти за смерть своєї тітки Елії, її дітей і дядька Оберина. І в цьому вона знаходить повну підтримку і близькість у її двоюрідних сестер, «Піщаних Змійок».
Аріанна постає як символ непокори і юнацького максималізму. Вона вже давно була незадоволена своїм батьком і його стилем правління, вважаючи його слабким і нерішучим. Як спадкоємиці Сонячно Списа, їй інколи дозволили виконувати управління Дорном, коли її батько був на лікуванні. Мабуть плани Дорана на скромний шлюб для неї привели Аріанну до висновку, що її батько задумав обійти її у своєму виборі, не призначивши спадкоємицею Дорну.
Аріанна затіяла інтригу, щоб коронувати Мірцеллу Баратеон після смерті її старшого брата Джофрі, знаючи, що цим спровокує війну. Її плани були зірвані, а Мірселла одержала на обличчі страшні шрами. Після зриву її планів вона остаточно вирішує, що її батько має намір позбавити її спадщини, але він розказав їй, що планував таємно від неї одружити її з Вісерисом Таргарієном, законним спадкоємцем Залізного Трону, і це була частина його всеосяжної схеми помсти родині Ланістерів.

### Оберин Мартел

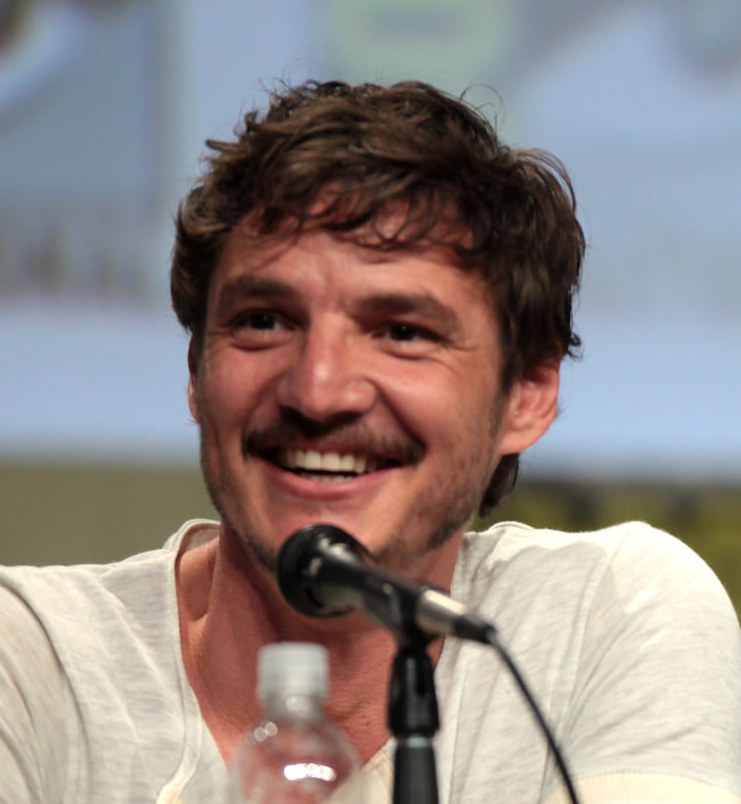
Педро Паскаль зіграв роль Оберина

Оберин Мартелл — молодший брат принца Дорну Дорана Мартела. Його прозвали «Червоний Змій» через чутки, що він в особливих випадках користувався отруєною зброєю. Це сильний, міцний чоловік з винахідливим хистом і гострим язиком. Оберин об'їздив весь світ, організував свою власну групу найманців, і навіть вчився у Цитаделі. Він має вісім позашлюбних дочок, званих «Піщаними Змійками», чотири з них, дочки його нинішньої коханки Елари Сенд. Він дуже любив свою сестру Елію і її дітей, яких по-звірячому вбили люди Ланістерів, і тому відкрито виступав за покарання злочинців.
Оберин приїхав у Королівську Гавань для участі в роботі Малої Королівської Ради від імені свого брата принца Дорана, і домагався справедливості за вбивство сестри, яка була обіцяна Тиріоном Ланістером. Коли Тиріон був звинувачений у вбивстві Джофрі, Оберин зголосився бути його чемпіоном[що?] в судовому двобої, знаючи, що його опонентом буде вбивця його сестри, Григор Кліган. Оберин, поранивши Григора отруєним мантикорою списом, намагався змусити його привселюдно признатися в убивстві, але Клігану вдається вбити Мартела, зламавши йому череп своїми руками. Оберин добився посмертної помсти, тому що поранений сір Григор повільно вмер у страшних муках.
У телесеріалі «Гра престолів» роль Оберина Мартела зіграв чилійський актор Педро Паскаль.

### Квентин Мартел
Квентин Мартел — старший син і друга за віком дитина Дорана Мартела, але не міг бути його спадкоємцем завдяки Дорнійським законам. Квентин ще не з'являвся персонально серед дійових осіб роману, про нього на початку книги читач дізнається заочно зі слів Дорана і Аріанни Мартел. Квентин не продовжував служити лицарем у лорда Айронвуда, як всі думали, а насправді  батько відправив його через вузьке море із Клетусом Айронвудом, мейстером Кедрі і трьома найкращими молодими лицарями лорда Айронвуда. Хоча Доран розпускав чутки про те, що Квентин продовжує служити у лорда, він зізнався Аріанні, що справжня місія Квентина в тому, щоб повернути їхнім серцям бажання, яке Доран бачить як «Помсту», «Справедливість», «Полум'я і кров». Вона до кінця не змогла зрозуміти намірів батька щодо Квентина, але варто зазначити, що «Полум'я і кров» є девіз родини Таргарієнів. Квентин зрештою знаходить Данерис і виконуючи волю батька, пропонує принцесі шлюб, але вона його пропозицію відхилила.

### «Піщані Змійки»
«Піщані Змійки» — вісім позашлюбних дочок принца Оберина, одержали це прізвисько через свого батька, «Червоного Змія». Найстарша «Піщана Змійка» — Обара, компаньйонка і довірена особа своєї двоюрідної сестри, принцеси Аріанни. Попри те, що в них були різні матері, всі вони були схожі особливою прикметою - очима, схожими на очі батька.
Після смерті свого батька найстарші із «Піщаних Змійок», Обара, Німерія і Тієна, почали вимагати від свого дядька, принца Дорана, оголосити війну відплати, і почали закликати до цього населення Дорну. Князь Доран найстарших із них заточив у башту замку Сонячного Списа, за винятком Сарели, яка перебувала у Старому Місті. Чотири молодших (Елія, Обелла, Дорея, Лореза), були ізольовані у водних садах зі своєю матір'ю, щоб запобігти використанню в неблагонадійних цілях.

### Елія Мартел
Елія Мартел (Таргарієн) — сестра убитого принца Оберина і його брата принца Дорну Дорана Мартела. Вона одружилася з принцом і спадкоємцем Драконового Каменя і Залізного Трону Рейгаром Таргарієном, народила двох дітей: дочку — Рейєніс і сина — Ейгона Таргарієна.
Під час повстання Роберта Елія і її діти перебували в Червоному Замку як заручники Таргарієнів для забезпечення слухняності Дорну. Коли Королівська Гавань і Червоний Замок були захоплені Ланістерами, Григор Кліган убив немовля Ейгона на очах у матері, а потім зґвалтував і вбив її саму. Її дочку Рейєніс витяг із-під ліжка і зарізав Аморі Лорх. Оскільки Лорх і Кліган були прапороносцями Ланістерів, це викликало запеклу ворожнечу сім'ї Мартелів із сім'єю Ланістерів. Насправді, молодша дитина, принц Ейгон, був замінений хлопчиком слуги і під час подій, викладених у п'ятій книзі Танець з Драконами, залишається живим.

## Дім Старків
Дім Старків — основне благородне сімейство Півночі. На вірність їм присягнули інші, менші родини Півночі. Їхня столиця — Вінтерфелл (Вічнозим). Їхній герб — сірий лютововк, на білосніжному полі, їхні кольори — сірі облямовані білим, їхній девіз — «Зима Близько».
Старки ведуть свій рід від Брандона Будівельника (який побудував Вінтерфелл і Стіну «Нічного Дозору») й Королів Зими. Тисячі років, вони правили Вінтерфеллом як і Північчю, поки Торрхен Старк, «Король, що Схилив Коліна», не присягнув Ейгону Завойовникові, відмовившись від битви. Відтоді Старки правили Північчю від імені короля Залізного Трону як лорди Вінтерфелла і Захисники Півночі.
На початку розповіді, Едард Старк із Вінтерфелла знаходить мертву лютововчицю із шістьма цуценятами і передає їх своїм дітям.
Коли лорд Едард був страчений королем Джофрі, сіверяни здійняли заколот проти Залізного Трону, і проголосили сина лорда Едарда, Роба Старка, Королем Півночі. Під час Війни П'яти Королів, він виграв всі битви, але був зраджений своїми ненадійними союзниками Фреями й Болтонами і вбитий в Близнюках, на весіллі свого дядька Едмура Таллі. Це весілля в народі прозвали — «Кривавим Весіллям».

### Едард Старк

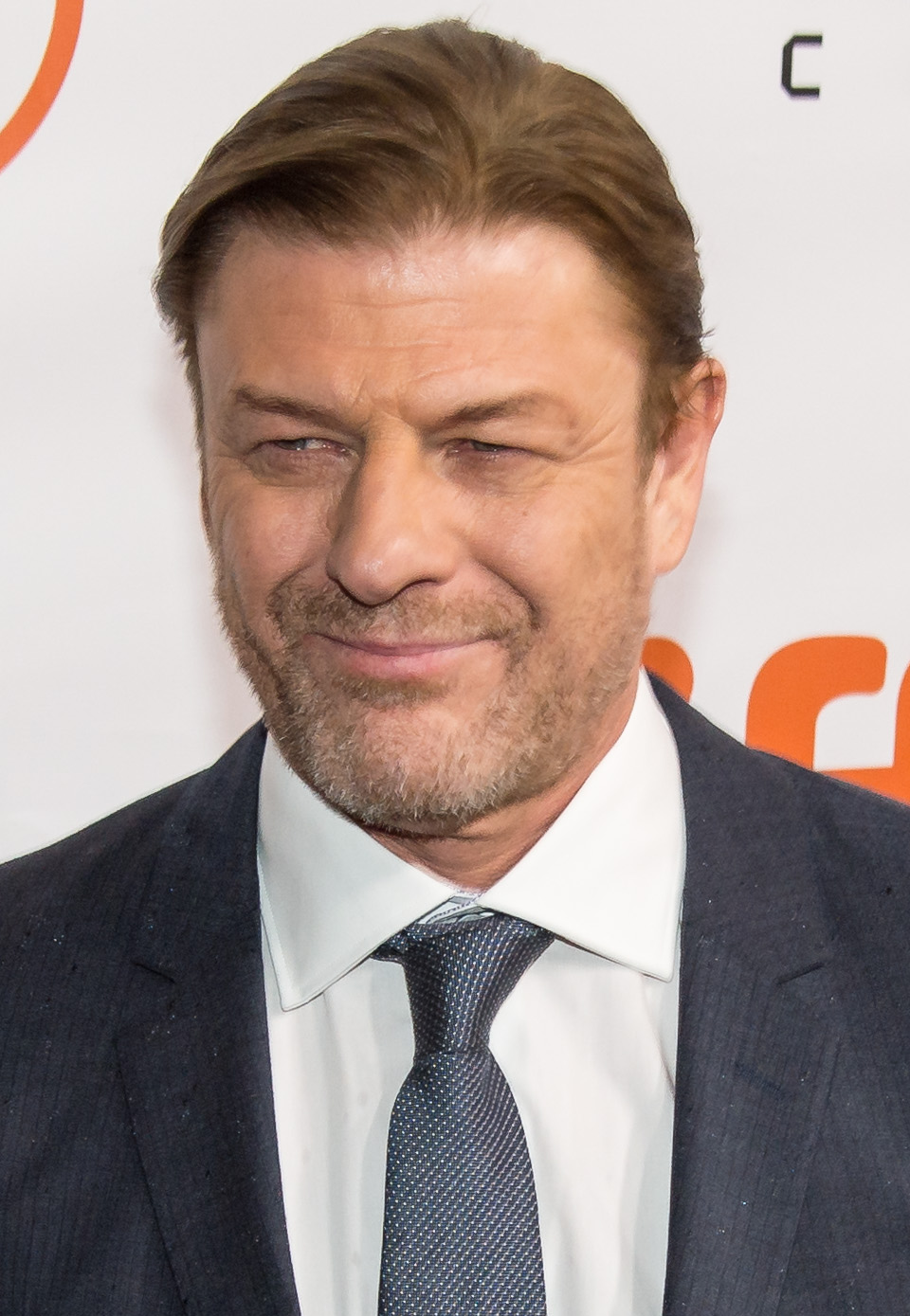
Шон Бін зіграв роль Едарда Старка

Едард Старк — неофіційно називається «Нед», лорд Вінтерфелла, Хранитель Півночі. У нього із Кетлін Таллі (Старк) є п'ятеро законних дітей, і один незаконнонароджений син, Джон Сноу. Едард відомий своїм почуттям честі і справедливості, він не любить обману, інтриг і таємниць. Хоча його сім'я завжди знаходить в ньому пораду і підтримку, дехто вважає його холодним і гордовитим. Нед також побожний послідовник Стародавніх Богів, богів перших людей. Ці боги також вказували, що діти лісу, корінні жителі Вестероса.
Нед разом з Робертом Баратеоном жили і виховувалися у Джона Арина в Орлиному Гнізді. Нед подружився з Робертом і лордом Арином, вважаючи його за друга і батька. Король Ейрис II Таргарієн зажадав, щоб Арин відправив їх йому в столицю. Арин відмовився, почавши повстання, в якому Нед і Роберт брали саму безпосередню участь.
Коли війна закінчилася і Роберт сів на трон Семи Королівств, Нед повернувся додому у Вінтерфелл, привізши із собою незаконнонародженого сина, Джона, але про те, чий він був син відмовився говорити. Він провів наступні п'ятнадцять років, як лорд Вінтерфелла, Хранитель Півночі і захисник інтересів короля. Рідко залишав свої землі, і не пов'язував себе з інтригами південних судів.
Після смерті Арина, король Роберт вирушив до Вінтерфелла запропонувати Едарду замінити Арина на посаді Десниці короля, першого радника монарха. Нед хотів відмовитися, але вирушив на південь, зважаючи на раду своєї дружини, розслідувати смерть Арина. Він дізнався, що діти Роберта були насправді дітьми брата-близнюка королеви Серсі, Джеймі Ланістера. Бувши чесною і відвертою людиною, він розповідає все це Серсі, даючи їй змогу покинути столицю разом з дітьми. Замість цього, Серсі використала можливість, і організовує вбивство свого чоловіка, короля Роберта. Вона ув'язнює Неда за «державну зраду», а її радники домагаються його «каяття» в обмін на помилування його і його дочок Санси і Арії. Тим не менш, король Джофрі зажадав публічної страти «зрадника», що було негайно виконано катом Іліном Пейном, проти волі королеви і її радників.
В телесеріалі «Гра престолів» роль Едарда Старка зіграв англійський актор Шон Бін.

### Робб Старк

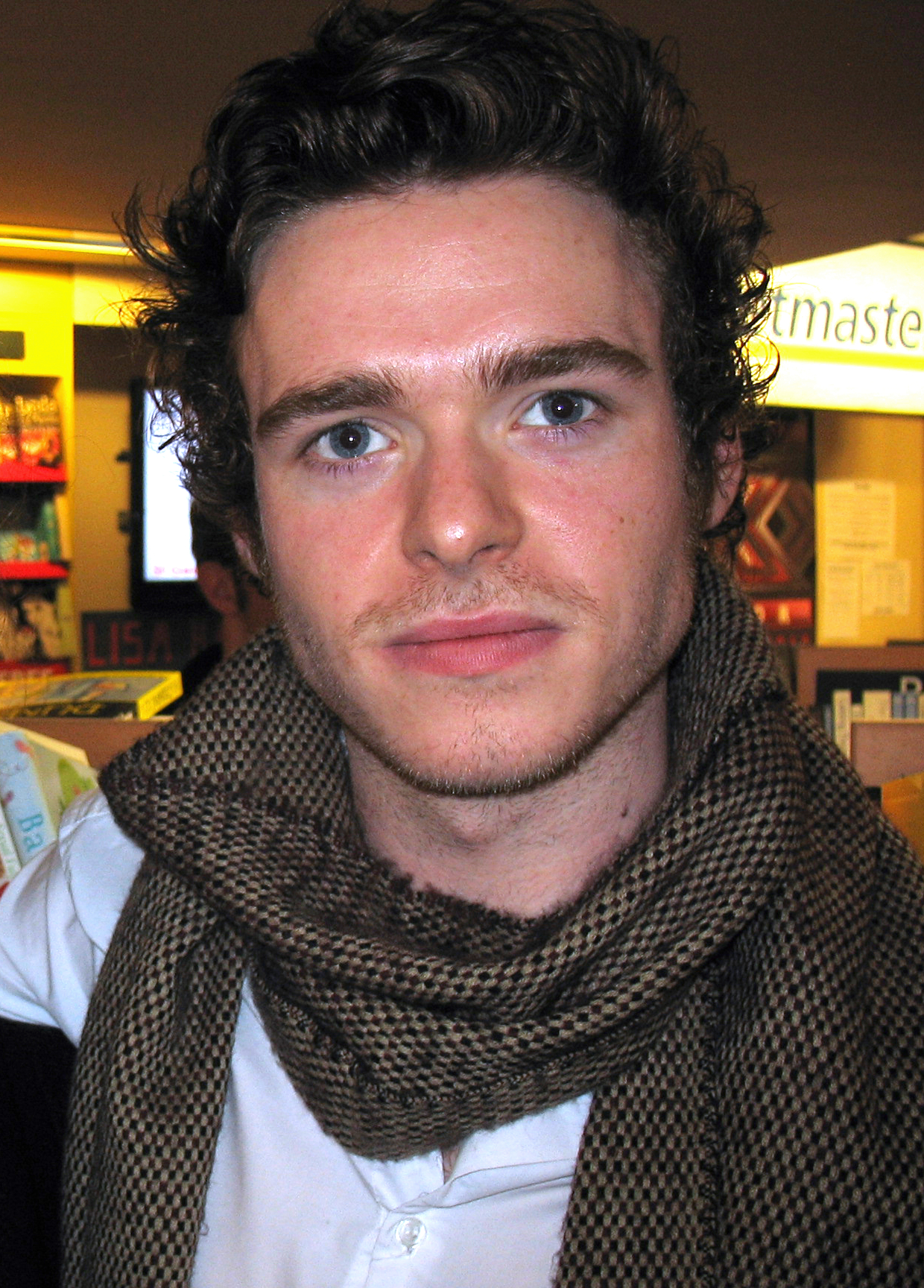
Річард Медден зіграв роль Роба

Робб Старк — найстарший законний син Едарда Старка, спадкоємець Вінтерфелла. Єдиний із дітей Старків, що перебуває на порозі змужніння. Його супутник лютововк названий Сірий Вітер.
Коли Едард став Десницею короля, Робб став лордом Вінтерфелла і правив замість свого батька. Після вбивства Едарда Робб був проголошений королем Півночі прапороносцями його батька, які згуртувалися навколо нього, щоб добитися справедливості і відновити добре ім'я Едарда. Робб виграв багато великих битв проти армій Ланістерів, які принесли йому велику славу і ім'я «Молодий Вовк», але він вважав, що вів бойові дії не зовсім вдало.
Його падіння і загибель були викликані невиконанням зобов'язання, яке дала його мати лорду Близнюків та Переправи Волдеру Фрею, і це мало зміцнити хиткий альянс сіверян. У рамках угоди із сім'єю Фреїв Кетлін зобов'язалася, що Робб одружиться з однією з дочок лорда Фрея. Замість цього Робб одружився з Джейн Вестерлінг, дочкою невеликого сімейства прапороносців родини Ланістерів. Спірний шлюб викликав лють у родини Фреїв. Робб приніс своє вибачення лорду Фрею за порушену угоду і вважав питання вичерпаним.
Удаване прощення і примирення лорда Фрея було спростовано, коли Робб узяв участь у весіллі свого дядька Едмура Таллі і леді Рослін з дому Фреїв: Робб, його вовк Сірий Вітер, його мати леді Кетлін, і багато хто з його дружини були підступно вбиті солдатами Фреїв. Зрадник Руссе Болтон особисто вбив молодого короля, і його тіло було сплюндроване. Через кровопролиття ця подія стала відомою як «Криваве Весілля». Інцидент дуже обурив лояльних прапороносців Робба Старка і заплямував честь родини Фреїв, яка порушила одну з найстаріших традицій Семи Королівств: щодо беззаперечної безпеки гостей, які отримали їжу і дах над головою.
Молодий Робб був відмінним тактиком і стратегом. Він продемонстрував це блискучими перемогами над лордом Тайвіном Ланістером, врятувавши Ріверран, згодом розбив армію Джеймі Ланістера, а його самого взяв у полон. Він також планував штурмувати неприступний Рів Кайлін, його командири були впевнені в успіху операції. Проте він, як і його батько Нед, був поганим політичним гравцем у війні П'яти Королів, недолік, який коштував йому союзу з Фреями, Карстарками і Болтонами і в кінцевому рахунку життя.
В телесеріалі «Гра престолів» роль Робба Старка зіграв Річард Медден.

### Санса Старк

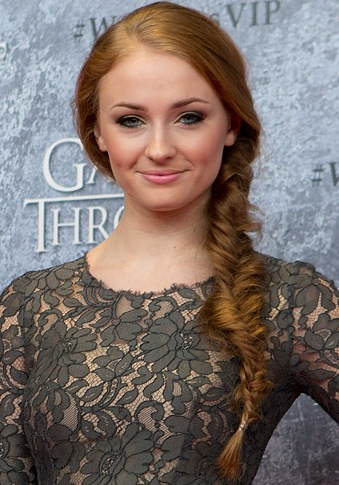
Софі Тернер зіграла роль Санси

Санса Старк — старша дочка Кетлін і Едарда Старків, має традиційний жіночий характер і твердо вірить у світ лицарства, який зображувався у розповідях і піснях. Вона доволі красива, з високими вилицями, великими блакитними очима, густим рудим волоссям і високою стрункою фігурою. Вона дуже любить займатися чисто жіночим дозвіллям, в тому числі співати, танцювати, займатися домашньою випічкою, модою; їй характерна соціальна витонченість. У неї натягнуті стосунки з молодшою сестрою Арією, чиї інтереси протилежні в багатьох сенсах і викликають тільки здивування у Санси. Свою лютововчицю вона назвала Леді.
Коли її батько Едард став Рукою короля, 11-річна Санса була у захваті від перспективи життя при дворі в королівському палаці і схвильована своїми заручинами з прекрасним і добрим, як вона думала, принцом Джофрі. Вона обожнювала Джофрі, попри його несподівані зміни в настрої. Через свою довірливість і недосвідченість в придворних інтригах вона несвідомо допомагала ворогам свого батька, зокрема королеві, діяти проти короля і його Руки. І тільки коли її батько був обезголовлений за наказом Джофрі, Санса по-справжньому дізналась, хто Джофрі насправді, і зненавиділа його.
Не бувши впевненою, кому вона може довіряти, Санса залишалася ввічливою зі всіма, з ким зустрілася, зокрема з особистим охоронцем Джофрі Сандором Кліганом, який був по черзі добрим і злим з нею. За цей час вона також навчився брехати, або, принаймні, казати речі, які могли б були витлумачені на її користь.
Санса мусила одружитися з дядьком короля, карликом Тиріона Ланістера. Бувши враженою огидним обличчям нового чоловіка і переживаючи жах від загибелі братів і сестри та батьків, 13-річна Санса заховала глибоко свої справжні почуття і намагалася зробити благородний і безтурботний вигляд, хоча завмирала з жаху від думки про секс з чоловіком. Але Тиріон ніколи не примушував її виконувати шлюбні обов'язки.
Санса втікає із королівського палацу в день весілля Джофрі під час хаосу, викликаного отруєнням короля і його смерті. Вона була ще раз дуже розчарована, коли дізналася, що вчинок її доблесного лицаря-рятувальника був оплачений Петиром Бейлишом. Бейлиш завіз її в Орлине Гніздо, таємно, як свою позашлюбну дочку. Бейлиш одружується з тіткою Санси, Лайсі Арин, яку він пізніше вбиває через її ревнощі до нього і своєї племінниці. Бейлиш запланував її шлюб з Гарольдом Гардінгом, першим спадкоємцем родини Аринів після хворобливого Роберта, щоб зробити її хазяйкою двох домів: Вінтерфелла і Півночі Старків і Долини і Орлиного Гнізда Аринів.
В телесеріалі «Гра престолів» роль Санси Старк виконала Софі Тернер.

### Арія Старк

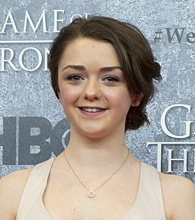
Мейсі Вільямс зіграла роль Арії

Арія Старк — менша дочка Кетлін і Едарда Старків, енергійна шибениця, яка полюбляє хлопчачі розваги і зброю. Її бешкетна вдача дуже контрастує з її елегантною сестрою Сансою, з якою вона часто сварилася з цього приводу, і її характер характеризується Сансою як «дурний». Арія проявляє велику винахідливість, хитрість і непохитну здатність приймати жорсткі рішення в скрутну хвилину. Вона худа, з атлетичною статурою, і її часто помилково приймають за хлопчика. Вона має характерні особливості зовнішності родини Старків, довге обличчя і темне волосся. Вона, як кажуть, успадкувала вогненний темперамент і зовнішність своєї тітки Ліанни. Її лютововчиця і супутниця одержала ім'я Німерія.
Арія була змушена відмовитися від своєї лютововчиці і відпустити її на волю, для захисту життя тварини після того, як та вкусила принца Джофрі, щоб захистити свою хазяйку. Відтоді Арія затаїла образу на наслідного принца і королеву. При дворі вона тренувалася під керівництвом Сіріо Фореля, знаменитого фехтувальника із Браавоса. Під його строгою, але творчою опікою Арія навчилися багатьом прийомам фехтування у неперевершеному Браавоському стилі. Під час арешту Едарда Старка та його дочок Сіроо стримав нападників Арії, давши їй можливість втекти, після чого вона жила на вулицях столиці до дня публічної страти її батька. Йорен, брат Нічної Варти, зупинив її від необдуманого кроку кинутися на захист батька і таємно вивіз з міста під виглядом хлопчика-рекрута Нічної Варти.
Не маючи сім'ї чи дому і знаючи, що люди Ланістерів полюють за дівчинкою знатного походження, Арія подорожує з кількома групами мандрівників під різними іменами. Вона та її товариші мали шанс кілька разів бути схопленими і вбитими. Під час однієї сутички Арія врятувала життя вбивці з Браавоса на ім'я Якен Хгар і двох його супутників. В замку Гаренгол вона працювала служницею. Якен після прибуття в замок сказав Арії, що за порятунок він у неї у боргу, і вона може замовити йому три вбивства, щоб він зміг погасити борг Богу Смерті за три життя, які вона врятувала. Арія назвала два імена своїх, як вона вважала, заклятих ворогів. І через день-два обоє вони були мертвими. Третім іменем був сам Якен. І на те, щоб Арія скасувала третє бажання і забрала назване ім'я назад, він погодився допомогти їй звільнити із в'язниці сіверян, лорда Болтона. Після цього, перш ніж вони розлучилися, Якен дав їй старовинну монету, яка забезпечувала б їй вільний прохід на борт будь-якого корабля Браавосу. Арія втікає ще раз, вже з замку, і потрапляє до людей сіверян, які перейшли на службу лорду-блискавці Беріку Дондарріону.
Сандор Кліган на прізвисько «Пес», колишній охоронець короля Джофрі, украв Арію, щоб передати її брату Роббу за винагороду. Кліган і Арія досягли замку Фреїв, де стали свідками зради Фреїв. Вже пізніше Арія дізналася, що зрадники вбили її брата Робба, її матір Кетлін і багатьох їхніх людей. Тому Кліган вирішив, що єдине місце, де він зможе одержати викуп за Арію, це Долина Арин, яка перебувала під владою тітки Арії, леді Лайси. По дорозі на них напали люди Ланістерів і Кліган був важко поранений. Його рани запалилися, він з кожним днем втрачав сили і одного дня не зміг піднятися. Арія залишила його помирати, а сама вирушила у найближчий порт. Там показала монету Якена капітану корабля і він доставив її у Браавос. Після прибуття у Браавос вона стала послушницею у храмі Багатоликого бога, де навчали професійних убивць, до яких належав Якен Хгар. У навчання Арії входило повне перевтілення, вона повинна була забути, що вона Арія Старк. У рамках підготовки вона проводила час у місті Браавос, називаючи себе «Кішкою з Каналів». Тут вона зустрілася з братом Нічної Варти Самуеллем Тарлі та його супутником Дареоном. Дізнавшись, що Дареон став дезертиром, порушивши свою клятву, Арія вбиває його. Після повернення у храм вона визнає, що це вона — «Арія Старк», скоїла це вбивство, після чого приймає склянку молока з «гірким присмаком», призначену, як вона спершу подумала, у вигляді покарання. Випивши його, вона прокидається наступного ранку сліпою…
Пізніше з'ясувалося, що сліпота була етапом в її навчанні, що всі новачки проходять через це. Її зір відновиться пізніше, коли вона зуміє загострити свої органи чуття. Перед тим, як запропонувати їй перше завдання, її попередили ще раз: якщо вона хоче, то може піти, але вона вирішує залишитися.
В телесеріалі «Гра престолів» роль Арії Старк виконала Мейсі Вільямс.

### Брандон Старк

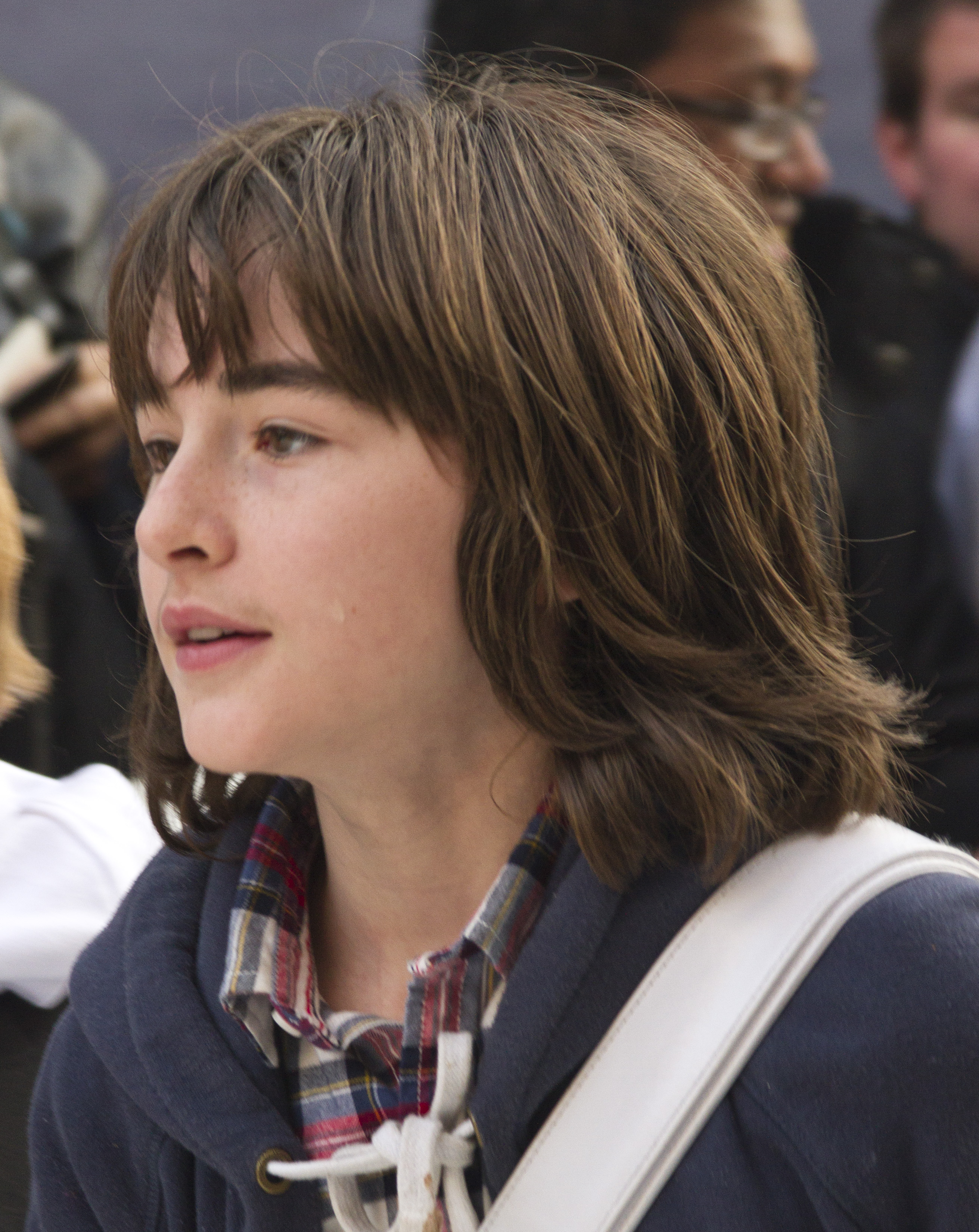
Айзек Гемпстед-Райт зіграв роль Брана

Брандон Старк  — другий син Кетлін і Едарда Старків, хлопчик семи років, який любить лазити по стінах замку Вінтерфелла. Він названий на честь свого покійного дядька Брандона, старшого брата Едарда. Він мріє в один прекрасний день стати великим лицарем. Його супутник лютововк названий іменем Літо.
Король Роберт із своєю свитою прибув у Вінтерфелл, щоб переконати Едарда Старка зайняти посаду Десниці короля. Едард Старк організував для короля і його супутників полювання в лісах Вінтерфелла, але Бран був занадто малим і залишається в дома. Він підіймається численними фортечними стінами, і несподівано, на горищі, натикається на королеву Серсі і її брата-близнюка Джеймі Ланістера в інтимній обстановці. Джеймі штовхає Брана з вікна, щоб зберегти свою таємницю. Бран виживає, хоча перебуває в коматозному стані і зі зламаною спиною. Кетлін побивається від горя. Едард, Арья, і Санса вже виїхали у Королівську Гавань, а Джон Сноу поїхав на Стіну. У Вінтерфеллі із Браном залишилися Кетлін, Робб та Рікон. Підісланий вбивця Брандона застає біля нього Кетлін і намагається її вбити. На захист її і Брана кидається лютововк Літо і загризає вбивцю на смерть. Кетлін залишає Вінтерфелл і від'їжджає у Королівську Гавань, щоб попередити свого чоловіка і протистояти тому, хто підіслав вбивцю.
Брану являється уві сні ворон з трьома очима, який постійно літав поряд із ним. Він переживає ряд, здавалося б, пророчих видінь. Нарешті хлопчик пробуджується від коми, і відразу ж бачить свого лютововка Літо, який ні на хвилину не відходив від нього. Бран паралізований, і тому не може самостійно вставати і ходити. Він пригнічений від подій, які сталися з ним перед його падінням. Бран повільно усвідомлює, що він здобув здатність входити у свідомість свого лютововка і за допомогою нього подорожувати. Рідкісних людей, у Вестерос, які в змозі зробити це, називали Варги.
Після вбивства Едарда Старка, Робба проголошують королем Півночі, а Бран стає його спадкоємецем, принцом Вінтерфелла, і залишився управляти замком у той час як його брат знаходився на війни з Ланістерами (Війна П'яти Королів). Міра і Жойєн Ріди із Сіроводдя прибули у Вінтерфелл щоб допомогти Брану. Вони били дітьми вірного прапороносця Едарда Старка, лорда Сіроводдя Хоуленда Ріда, прибули у Вінтерфелл, щоб підтвердити вірність своєї родини. Джойєн Рід визнає здатність Брана, як Варга і вчить його тому, як використовувати свою навичку правильно. Джойєн стверджує, що якщо Бран піде на північ за межі Стіни, то він зможе знайти ворона з трьома очима. Коли Теон Грейджой зраджує Старків і захоплює Вінтерфелл, Бран і його супутники Міра і Жойєн втікають на північ. Нарешті вони досягли Чорного Замку. Всередині замку, вони зустрічаються із Самом Тарлі, який проводить їх через «Чорні Ворота», приховані на дні колодязя. Бран нарешті зустрічає ворона з трьома очима і «Дітей Лісу», які кажуть, що тоді як він ніколи не зможе ходити, він зможе літати.
В телесеріалі «Гра престолів» роль Брана Старка зіграв Айзек Гемпстед-Райт.

### Рікон Старк
Рікон Старк — наймолодший син Кетлін і Едарда Старків. Йому тільки три роки, коли починається серія. Рікон це природно агресивна і вольова дитина. Тим не менш, його малий вік робить його життя важким для нього, щоб впоратися зі страшними змінами, які випадають на його долю і долю його сім'ї під час війни. Його супутник лютововк названий іменем «Кудлатий Песик».
Незабаром після смерті батька Едарда, обидва хлопчики, Бран і Рікон одночасно бачать дух свого батька в сімейному склепі. Наодинці з хворим братом Браном у Вінтерфеллі, Рікон стає непокірним, часто злиться і вередує. Його страх і лють передаються його лютововку, який виявився великою мірою диким і непокірним, що призвело до кількох нападів на людей, перш ніж його стримали. Лютововк Брана Літо кілька разів змушував Кудлатого Песика до покори. Рікон ховається із Браном у склепі під час короткого правління Теона Грейджоя у Вінтерфеллі. Коли Вінтерфелл був розграбований і спалений, брати були розділені для їхньої власної безпеки. Здичавіла жінка Оша взяли Рікона і його лютововка, і попрямували в невідомому напрямку. Лорд Мандерлі, вірний родині Старків, знає про те, де можна знайти Рікона і відправив Давоса Сиворта за хлопчиком. Досі невідомо, де саме Рікон, але відповідно інформації Мандерлі він десь у дуже небезпечному місці, і тільки дуже досвідчений контрабандист (як Давос), в змозі дістатися до нього на кораблі.

### Джон Сноу

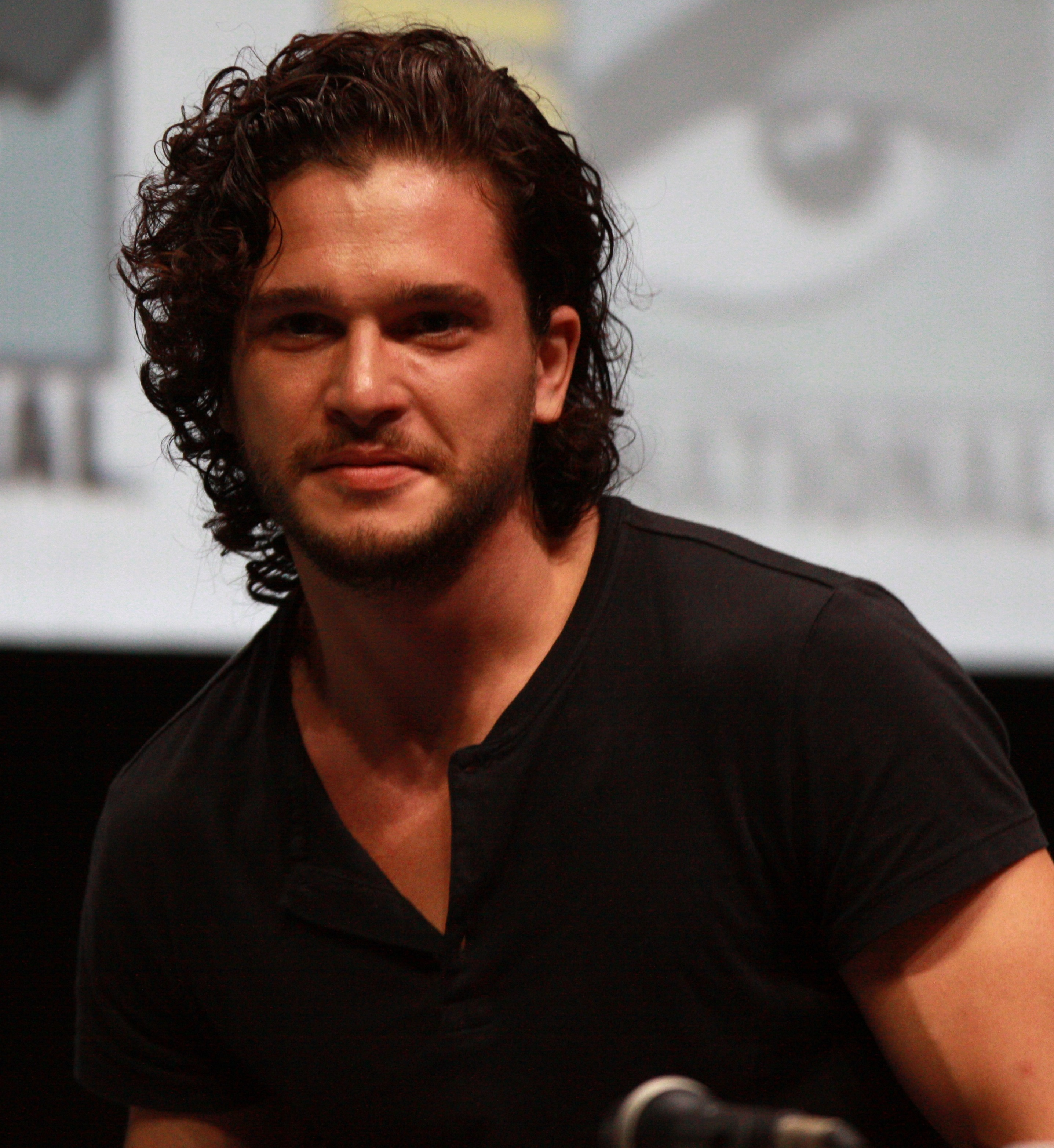
Кіт Херінгтон зіграв роль Джона

Джон Сноу — незаконнонароджений син Едарда Старка і невідомої жінки. Було припущення, що його мати була годувальницею в одній із знатних родин на ім'я Вілла, але це не було підтверджено, оскільки Нед був страчений раніше, ніж зміг розказати Джону, хто його мати. Його супутник лютововк, тихий альбінос на ім'я «Привид».
На початку «Гри престолів», коли Теон Грейджой знаходить лютововків, яких було спочатку п'ять цуценят, для п'ятьох дітей Старків. Це віддаляло Джона від його братів і сестер. Але невелике цуценя, зовсім білого кольору, було знайдено окремо від решти п'яти, і всі вирішили, що воно буде Джона.
Джон був одного віку з Роббом Старком. Нед привіз його до Вінтерфелла після війни. Попри заперечення дружини Кетлін, Нед наполіг на своїй відповідальності за хлопчика, і він ріс пліч-о-пліч із дітьми Старків. У нього витягнуте обличчя, сірі очі і худа статура, з характерними рисами Старків, і тому він був більше схожим на жителів півночі, ніж будь-хто з рідних дітей леді Кетлін (крім Арії).
Коли Джон виріс, його становище стало ще більш непевним. Його дядько, Бенджен Старк запропонував хлопцеві службу разом з ним у Нічному Дозорі, на Стіні. Джон приїжджає з дядьком на Стіну, щоб вступити у братство Нічного Дозору. Спочатку він був прикро вражений своїм призначенням стюардом лорда-командувача, але незабаром зрозумів, що його готують до майбутнього керівництва братством. Джон як очі і вуха командування, приєднався до експедиції з пошуку зниклих розвідників, в тому числі і свого дядька. За наказом командира групи хлопець проникає в армію здичавілих на чолі із самозваним «Королем за стіною» Мансом Розбійником, і дізнається про його плани прорватися за Стіну до Семи Королівств. Він залишився вірним Нічному Дозору, і врешті-решт йому вдалося покинути здичавілих і повернутися назад в Чорний Замок. Під час нападу армії здичавілих Джон взяв на себе командування залишками захисників Стіни. Попри величезні труднощі Джон успішно командує захистом Стіни наявними силами, поки своєчасне прибуття на допомогу армії Станіса Баратеона не привело до знищення армії здичавілих. Незабаром після цього Джон Сноу був вибраний дев'ятсот дев'яносто восьмим лордом-командувачем Нічного Дозору.
Королю Станісу необхідний був новий лорд Вінтерфелла і Півночі, той, хто міг би не тільки забезпечити спокій Півночі, але хто б також міг бути вірним Станісу як законному королю Вестероса. Він запропонував йому свій королівський указ по затвердженню Джона Сноу як лорда Джона Старка з Вінтерфелла. Джон вирішив залишитися вірним Нічній Варті і відмовився від пропозиції Станіса. Станіс і його армія залишаються в Чорному Замку, до основних подій книги «Танець з Драконами». Джон Сноу не довіряє Станісу, і напружені стосунки між ними продовжують з часом загострюватися. Він також є вкрай підозрілим до Ланістерів через вбивство його батька і брата, за єдиним винятком щодо карлика Тиріона, з яким у Джона складається дружба і взаємоповага під час перебування Тиріона на Стіні.
Джон не знає, хто його мати. У першій книзі серії Нед Старк говорить королю Роберту, що він «зганьбив» свій шлюб із Кетлін з годувальницею із багатої родини на ім'я Вілла із Зорепаду, і більше нічого не відомо про неї. Інша теорія стверджує, що мати Джона була Ешара Дейн, сестра Ертура Дейна із Зорепаду. Ще один варіант чуток стверджував, що Едард зовсім не батько Джона, що Сноу син його сестри Ліанни і принца Рейгара Таргарієна. Хауленд Рід, який супроводжував Неда у «Вежу Радості», а звідти в «Зорепад», як вважають, єдиний хто, може знати правду. Що з цього є правдою, а що ні, неясно, як і те, що розкриття правди, послужить мостом до нейтралітету із лордом Станісом, чи навпаки.
В телесеріалі «Гра престолів» роль Джона Сноу зіграв Кіт Герінгтон.

### Ліанна Старк
Ліанна Старк — єдина сестра Едарда Старка, померла в Дорнійських горах наприкінці повстання Роберта.
Ліанна була заручена з Робертом Баратеоном, який був до нестями закоханий в неї. Хоча при цьому Ліанна не так гаряче у своїй любові ставилась до Роберта. Принц Рейгар Таргарієн увінчав її знаком королеви любові та краси після перемоги на турнірі в Гаринголі, що проходив на честь його дружини, принцеси Дорнійської, Елії Мартел (Таргарієн). Справжній характер їхніх стосунків з Рейгаром не був відомим нікому, але незабаром після цього турніру Ліанна і Рейгар зникли разом, що її наречений Роберт і старший брат Брендон розглядали як викрадення. Їхній гнів з приводу цих подій привів до страти Брендона королем Ейрисом II Таргарієном і повстання Роберта. Едард із шістьма супутниками вирушив рятувати Ліанну у «Вежу Радості». Вони билися із трьома лицарями Королівської Гвардії; і всіх їх вбили. Едард знаходить Ліанну умираючою. Її останні слова були: "Нед Старк. Пообіцяй мені, Нед … ". Вона була похована в родовому склепі Вінтерфелла.
Ліанну описують ті, хто знав її, як енергійну молоду жінку, з більш ніж трохи диким характером. Вона мала типові риси зовнішності Старків, і вважалася красивою жінкою. В наш час всі порівнювали її з Арією, і зовні, і темпераментом (що викликало подив в Арії, яка не вважала себе привабливою).

## Дім Таргарієнів
Дім Таргарієнів — правила як головна родина всіх семи королівств Вестероса майже 300 років. Всі основні родини присягнули їм. Їхнє місце правління — столиця Королівська Гавань і острівні фортеці Драконового Каменю. Їхній герб — триглавий дракон, червоний на чорному полі, їхній девіз — «Вогнем і кров'ю».
Сім'я Таргарієнів родом з легендарного міста Валірії на східному континенті Ессос. Перед загибеллю Валірії, катастрофічною подією, яка знищила стародавні цивілізації, Таргарієни вирушили на острів-цитадель Драконовий Камінь, недалеко від берегів Вестероса, який був західним форпостом у величезній імперії Валірії. Через сто років після цього Ейгон I Завойовник почав своє завоювання материка Вестероса. Шість із семи королівств Вестероса впали перед ним (сьомий, Дорн, пізніше приєднався шляхом політичного шлюбу). Дракони Таргарієнів вимерли понад сто років після завоювання Ейгона.
На відміну від інших знатних сімей Вестероса, Таргарієни слідувати законам Валірії, при взятті шлюбу брати одружувалися з сестрами. Фраза «кров дракона» стосується типових рис Таргарієнів: сріблясто-золоте (або платинове) волосся і фіолетові очі.
Родина Таргарієнів була переможена і знищена Робертом Баратеоном у війні «Узурпатора» за 15 років до подій, викладених у серії «Пісня льоду й полум'я», при цьому було вбито більшість членів родини. А ті, що вижили, спадкоємці Залізного Трону — Вісерис і Данерис, втекли у вигнання за вузьке море.

### Вісерис Таргарієн

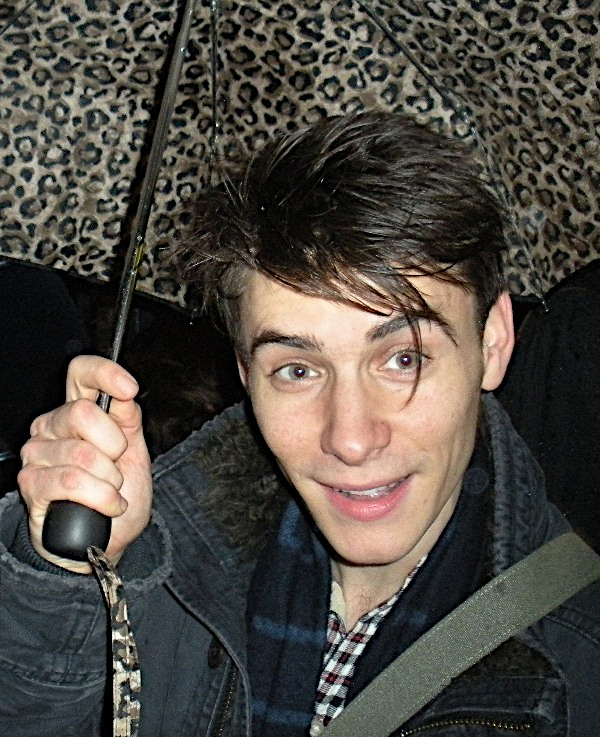
Гаррі Ллойд зіграв роль Вісериса

Вісерис Таргарієн — другий син Ейриса II Таргарієна, втікає із Вестероса разом зі своєю сестрою Данерис від військ Роберта, і проводить п'ятнадцять років вигнання у вільних містах. Він жорстока, честолюбна людина, запальної вдачі і зі схильністю до частої зміни настрою. Він сподівається повернутися у Вестерос і повернути Залізний Трон свого батька. Його часто висміювали, називаючи: «Король Жебрак», оскільки він не мав і гроша за душею, і міг покладатися тільки на щедрість людей, які співчували його справі.
Вісерис організував шлюб своєї сестри Данерис із Кхалом Дрого, сподіваючись купити за це армію Кхала, і за допомогою неї, повернути трон Семи Королівств. Вісерис попри масштабність і нереальність досягнення поставленої цілі був сліпий до реальних речей, він вважав себе законним правителем народу Вестероса. Вимагав до себе поваги, благоговіння і захоплення, не помічаючи, що навіть його сестра і його охоронець — лицар Джорах Мормонт зневажали його за дрібний, мстивий характер. Попри постійну втрату гідності і, вигнаний за межі кхаласара, через його обурливу поведінку, він продовжував вимагати допомоги Дрого і ображати свою сестру Данерис. Останньою краплиною терпіння Кхала, був випадок, коли Вісерис витягнув меч у святому місці дотракійців, і загрожуючи життю своєї сестри Данерис і майбутньої її дитини, він почав вимагати корону яку йому обіцяв Дрого. Дрого наказав провести «коронацію», воїни розплавили у котлі золоті прикраси і розпечене золото вилили Королю Жебраку на голову, тим самим убивши його.
В телесеріалі «Гра престолів» роль Вісериса Таргарієна зіграв Гаррі Ллойд.

### Данерис Таргарієн

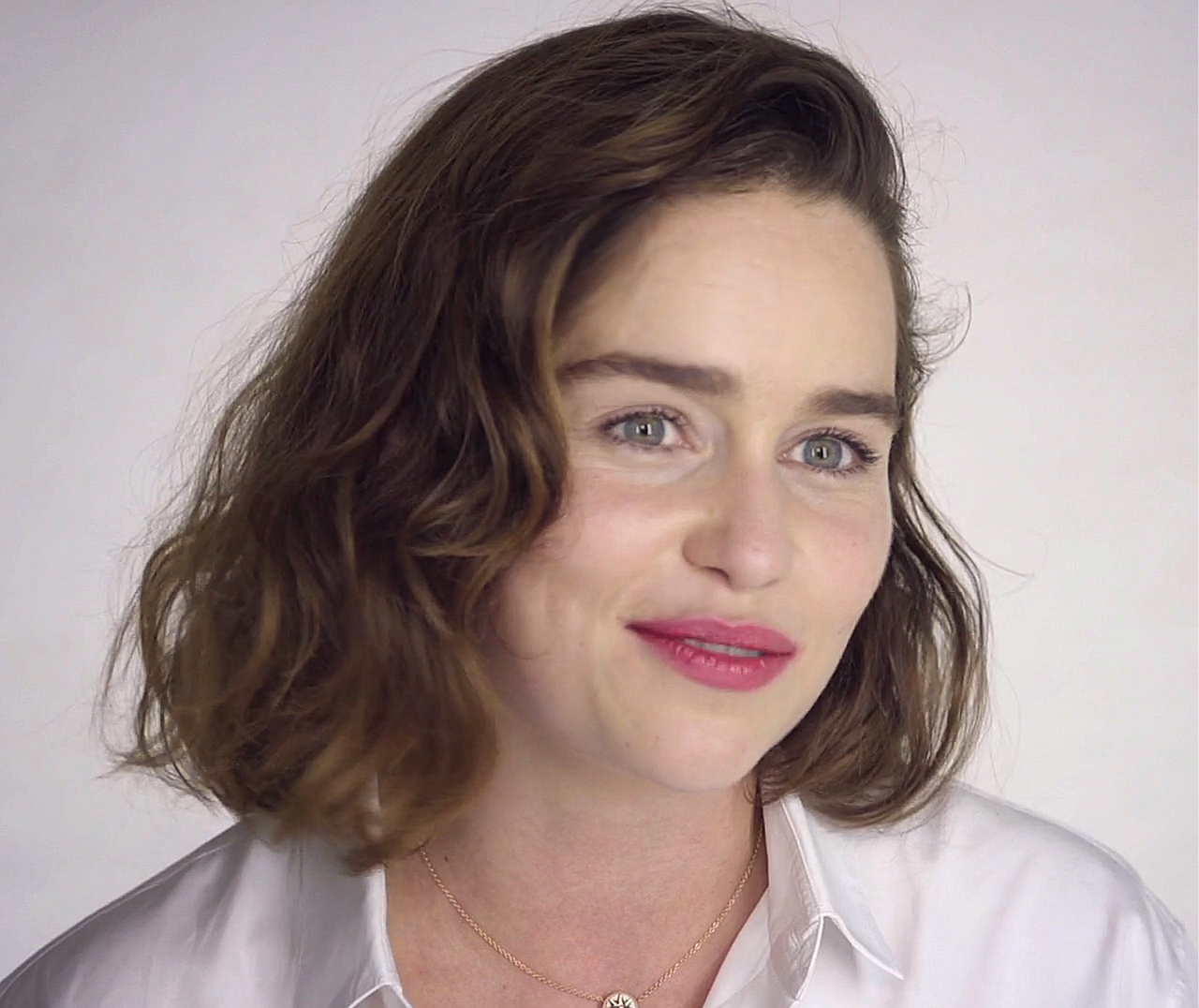
Емілія Кларк зіграла роль Данерис

Данерис Таргарієн (Дені) — Королева Мієрина, Королева Андалів, Ройнарів і Перших Людей, єдина спадкоємиця династії Таргарієнів, законних володарів Семи Королівств Вестероса, Кхалісі Дотракійського Трав'яного Моря, на прізвисько «Данерис Штормородженна», «Неопалима» і «Мати Драконів». Вона красива дівчина із срібним волоссям та фіолетовими очима, одна з останніх представників стародавньої династії Таргарієнів, колишньої королівської сім'ї Вестероса.
Вагітна мати Данерис та її брат Вісерис Таргарієн втекли від повстанців на острів-фортецю Драконовий Камінь, де її мати померла під час народження Дені, коли на морі бушував жахливий шторм. Незабаром після цього Драконовий Камінь впав під натиском сил повстанців, а Данерис і Вісерис були таємно вивезені у вільне місто Браавос.
У наступні роки вона з братом поневірялася всіма дев'ятьма вільними містами в пошуках фінансової і військової допомоги, щоб повернути Залізний Трон. Данерис на початку серії була дуже красивою, але сором'язливою і лагідною молодою жінкою, яка завмирала в жаху від осоружного характеру Вісериса. У вільному місті Пентосі Таргарієни були гостями Ілліріо Мопатеса, багатого і могутнього магістра. Ілліріо і Вісерис домовилися одружити 13-річну Данерис із Кхалом Дрого, воєначальником кхаласару (орди) кочових дотракійців. Вісерис сподівався за це отримати армію Дрого для завоювання Вестероса. На її весіллі Данерис отримала подарунок від Ілліріо — набір із трьох скам'янілих яєць дракона. Хоча вона дуже боялася Дрого, суворий воєначальник виявився ніжним і уважним до молодої дружини, і Данерис полюбила його. Свобода і сила її нової ролі як кхалісі (королеви) допомогли розбудити в Данерис силу і впевненість, і вона починає протистояти Вісерису.
Данерис, її брат і кхаласар вирушили на схід, у святе місце дотракійців, де Данерис мала народити спадкоємця, якому пророкували долю великого дотракійського полководця-завойовника. Вісерис ставав все більш нетерплячим, вимагаючи, щоб Дрого допоміг йому повернути його корону. Це призвело до того, що Кхал Дрого наказав «коронувати» Візиріса горщиком розплавленого золота, яке вилили йому на голову.
Під час завоювання дотракійцями одного із сіл Данерис зглянулася над рабинею Міррою Маз Дуур, цілителькою і чаклункою, взяла її собі у служниці. Дрого був поранений в бою. Данерис наказала цілительці вилікувати його. Але згодом рана Дрого запалилася і привела його на грань смерті. Данерис попросила цілительку врятувати йому життя будь-якою ціною. Ритуальний магічний кровний обряд пішов у неправильному руслі, що призвело до смерті ненародженої дитини Данерис, а Дрого не вмер, а залишався жити у зомбіподібному стані. Потім виявилося, що все це було обрядом помсти цілительки-чаклунки Кхалу Дрого за зруйновані святині під час його завоювань. Данерис з відчаю вбиває Дрого, прив'язує чаклунку до похоронного багаття Кхала, бере яйця дракона і увіходить у полум'я. В полум'ї похоронного багаття яйця дракона тріснули і з них вилупилися дракони, перші три дракони у світі за останніх два століття. Данерис залишилася живою у вогні, за що одержала прізвисько: «Неопалима» і «Мати Драконів». Вона стала першою жінкою-лідеркою дотракійського кхаласару.
Данерис розіслала розвідників у всіх напрямках. Один розвідник повернувся з трьома емісарами із Кварта. Данерис супроводжувала їх до Кварта, сподіваючись на їхню допомогу в завоюванні Вестероса, але купці Кварта були зацікавлені лише в отриманні її драконів. Один із чаклунів запросив її відвідати їхніх старшин. Але Данерис зрозуміла, що чаклуни були в змові проти неї. Данерис вважає за розумну, філософську пропозицію третього емісара: що вона повинна йти далі на схід, щоб підкорити Захід.
У Кварті вбивця намагався отруїти Данерис вином, але старий мандрівник на прізвисько Білобородий (насправді це був переодягнений Барістан Селмі) втрутився і врятував її. Він і євнух Бельвас-Силач виявилися посланцями магістра Ілліріо. Ілліріо послав три торговельних судна для транспортування Данерис і її народу в Пентос. Данерис бере три кораблі та їхній вантаж для своїх потреб та, як і раніше, прямує на схід.
Данерис прибула в затоку работорговців, в регіоні якої в містах процвітали работоргівля і рабська праця. У Астапорі вона придбала армію в 13 тисяч елітних солдатів рабів-євнухів, які називалися «бездоганними». Вона використовує їх і драконів, щоб завоювати місто, а потім звільняє «бездоганних» і всіх рабів міста. Солдати вирішили йти за нею як її армія. Вона вирушає у місто Юнкай. Данерис була переконана, що військові сили Юнкаю перейдуть на її бік. В сутичці під Юнкаєм його армія розбита, велика частина воїнів здалася у полон, а частина рятувалася втечею. Через кілька днів Юнкай здався на милість переможниці, і посли поклали ключі від міста до ніг Данерис.
Поблизу Мієрина Данерис мало не загинула, але Арстан Білобородий вбив убивцю і назвав себе справжнім ім'ям — Баррістан Селмі, останній лорд-командувач короля Роберта. Він зізнався, що шукав її як справжню спадкоємицю Семи Королівств, щоб служити їй. Селмі також розказав, що лицар Данерис Джорах Мормонт в порушення присяги передавав у Королівську Гавань інформацію про всі її дії, сподіваючись на помилування від короля Роберта. Данерис відчула себе зрадженою кожним із них, хоча вони всіма силами прагнули спокутувати свою провину. Зрештою вона вирішує пробачити Баррістана і вигнати Джораха. Данерис захопила місто Мієрин з мінімальною кров'ю. Далі звернула свої помисли на Вестерос, але дізналася про надзвичайні події, які там відбулися за останній час, і тому не знала, яке ухвалити рішення.
У «Танцях з Драконами» Данерис залишається в Мієрині, щоб здобути навички державного правління. Одного разу, вислуховуючи скарги жителів Мієрина, вона дізналася від одного селянина, що її дракон (Дрогон) спалив його маленьку дочку. Як доказ їй показано обвуглені кістки дівчинки. В результаті Данерис вирішила посадити драконів на ланцюги в спеціальних ямах. Візеріон і Рейєгал підкорилися їй, але Дрогон втік. У той же час «Сини Гарпії», організації, яка складалася з незадоволених дворян, продовжують вбивати її людей. Вона обіцяє одружитися з одним з їхніх авторитетних членів, Гіздаром, в обмін на його обіцянку припинити вбивства протягом 90 днів. Вона також обіцяє шлюб Дааріо Нагарісу і навіть спить з ним, знаючи, що ніколи не зможе прийняти його за чоловіка через його низьке походження і жахливий характер, тому за два дні до весілля Дені посилає його в Юнкай як заручника, щоб не мати справу з його характером і ревнощами.
У день свого весілля вона дозволяє бої гладіаторів у бойових ямах, поступаючись проханню нареченого за умови, що всі бійці повинні прийняти її правила і умови бою. Під час боїв вона бачить, що люди намагаються вбити її дракона Дрогана, тому вона кидається до нього і сідає на його шию, коли він злітає.
У наступному розділі Данерис потрапляє у лігво Дрогона, яке вона називає «Драконовий Камінь» як нагадування про цитадель, де вона народилася.
В телесеріалі «Гра престолів» роль Данерис Таргарієн виконала Емілія Кларк.

### Мейстер Еймон
Еймон Таргарієн — третій син короля Мейєкара I Таргарієна, його відправили на навчання у Старе Місто в «Цитадель» відповідно до його бажання і бажання свого діда, короля Даерона II Таргарієна.
Він отримав вчене звання мейстера. Еймон був викликаний до суду в рік «Великої Ради». Йому запропонували корону, тихо, але твердо він відмовився, поступившись своїм правом престолонаслідування на користь свого молодшого брата, Ейгона V, згодом прозваного «Ейгоном Неймовірним». Побоюючись того, що він може бути використаний ворогами у змові проти свого рідного брата, Еймон поступив на службу як мейстер чорного братства «Нічного Дозору».
Мейстер Еймон залишається в Чорному Замку під час нападу на Стіну армії здичавілих Манса Розбійника та інших конфліктів, надаючи поради молодому лорду-командувачу Нічного Дозору Джону Сноу і іншим братам на Стіні. Після того, як король Станіс із своєю армією облаштувався в Чорному Замку, Джон вирішує послати Еймона в Старе Місто. Але морська подорож була занадто важкою для старого мейстера. Він в дорозі застудився і помер у віці ста двох років. Брат Нічного Дозору Семюель Тарлі доправив тіло Еймона в Старе Місто, де в «Цитаделі Науки» він знайшов свій вічний спочинок.
В телесеріалі «Гра престолів» роль мейстера Еймона Таргарієна зіграв Пітер Вон.

### Ейгон V Таргарієн
Ейгон V Таргарієн — четвертий син четвертого сина (Мейєкара I Таргарієна), онук короля Даерона II Таргарієна, сміливий, сильний і красивий чоловік, був названий «Ейгоном Неймовірним». Він став королем тільки після Великого Собору обійшовши велике число кандидатів, вищих за себе в лінії спадкоємства, в тому числі і свого старшого брата Еймона, який відмовився від трону на його користь. Дружній і доступний у спілкуванні, Ейгон править Вестеросом понад чверть століття (233—259 роки). Він трагічно загинув під час пожежі в Літньому Будинку, який служив Таргарієнам літньою резиденцією.
Молодий Ейгон показаний в циклі новел Джорджа Р. Р. Мартіна Історії про Дунка і Ейгона, де майбутній вчитель і наставник, майбутній лорд-командувач Королівської гвардії, а на той час маловідомий межовий лицар Дунк по дорозі на турнір зустрічає малого хлопчика Егга, як потім виявилося принца Ейгона і майбутнього короля Вестеросу Ейгона V Неймовірного.

### Ейрис II Таргарієн
Ейрис II Таргарієн — (також званий «Ейрис Божевільний», і «Божевільний король») правив з 262 по 283 роки і був останнім членом родини Таргарієнів, які сидіти на Залізному Троні, перш ніж «Війна Узурпатора», чи «Повстання Роберта» перервали правління цієї династії.
Він показав великі перспективи на початку свого правління, яке почалося в 262 році, коли йому було 19. Дотримуючись давньої традиції роду Таргарієнів, Ейрис одружився зі своєю сестрою Райєллою. У них було троє дітей: сини Рейгар і Вісерис, і дочка Данерис, яка народилася вже під час останнього етапу війни «Узурпатора». Підтримуваний своїми досвідченими радниками, і насамперед Десницею короля, Тайвіном Ланістером, Ейрис приніс країні багато років миру і процвітання, державна казна була повна золота, народ жив сито і славив свого короля.
Тим не менш, з роками, характер короля почав псуватися, настрій ставав все більш нестабільним. Ейрис дуже добре ставився до своїх вірних друзів, але дуже жорстко до тих, кого він вважав своїми вороги. Він завжди був трохи божевільним, але міг бути чарівним і щедрим, тому його раннє впадання в божевілля було прощене, і випущене із виду. Але з роками, під час його довгого правління, провали ставали все більш і більш частими, припадки все більш важкими.
Як і багато Таргарієнів, Ейрис був одержимий вогнем, зокрема, магічними і легкозаймистими речовинами, так званим «Диким Вогнем». Він проявляв великий інтерес до роботи Гільдії Алхіміків. Ним було вивчено величезну кількість природних пожеж, які відбувалися під час його правління. У нього було багато ворогів, яких він спалив живцем, в тому числі лорда Рікарда Старка, батька Едард Старка, і навіть свого Десницю, лорда Карлтона Хелстеда.
Його поведінка і дедалі більше безрозсудні поступки і жорстокість, підштовхнули лордів деяких благородних родин до повстання проти династії Таргарієнів. Це повстання призвело до смерті Ейриса, і більшість членів його родини. Після перемоги повстанської армії в битві на Тризубці, Ейрис задумав спалити всю столицю і всіх її жителів. Однак, перш ніж це мало статися, він був убитий Джеймі Ланістером.

### Рейгар Таргарієн
Рейгар Таргарієн — старший син Ейриса II Таргарієна, був принцом Драконового Каменю, спадкоємцем Залізного Трону. Як персонаж, який загинув ще до початку подій, які викладені у книгах, вся інформація про Рейгара приходить зі слів дійових персонажів, через їхні думки, спогади і розповіді про минулі події.
Він описується як розумний, красивий, задумливий чоловік, хоробрий і досвідчений боєць. Він був популярний серед людей, але в нього було мало справжніх друзів. Рейгар був переможцем лицарського турніру в Гаринголі, де він шокував всіх присутніх, вибравши королевою любові і краси Ліанну Старк, а не свою дружину, Елію Мартел. Рейгар пізніше зникає з Ліанною, і цей його вчинок, був розцінений багатьма, в тому числі сім'ями Ліанни і її нареченого Роберта Баратеона, як викрадення. Хоча точний характер їхніх стосунків в той час був невідомий, обурення з приводу цієї події викликали війну «Узурпатора», в якій Рейгар був убитий Робертом в битві на Тризубці.
Дружина Рейгара, Елія Мартел, народила двох дітей: дочку Рейєніс і сина Ейгона. Під час захоплення королівського палацу принцеса Рейєніс була знайдена під ліжком батька сіром Аморі Лорхом, вона відбивалися кричати, але Лорх вбиває її. Елія із сином були знайдені в дитячій кімнаті, поверхом нижче, Григором Кліганом, який вбив сина Ейгона на очах його матері, а подім зґвалтував її саму та вбив. Ці вбивства були виконані за наказом Тайвіна Ланістера.
Хоча Роберт ненавидів принца Рейгара, більшість інших персонажів висловлюють захоплення ним. Останній лорд-командувач Королівської Гвардії при королі Роберті, Баррістан Селмі, людина, відома за його честь, заявив, що принца Рейгара досі пам'ятають у Вестеросі і згадують з великою любов'ю.

### Ейгон VI Таргарієн
Ейгон VI Таргарієн — єдиний син Елії і Рейгара Таргарієна, як вважали, був убитий Григором Кліганом разом із своєю матір'ю. Однак з'ясувалося, що Вейрис підмінив хлопчика Ейгона на дитину слуги, таким чином, новий король Роберт та і вся країна помилково вважали всіх дітей Рейгара мертвими.
Ейгон провів своє життя у вигнанні під чужим ім'ям і був вихований другом Рейгара Джоном Коннінгтоном (його також вважали мертвим багато хто у Вестеросі через вигадану Вейрисом історію). Ейгон пройшов підготовку в питаннях застосування зброї, віри, вивчав історію та мови. Щоб краще приховати свою особистість, він пофарбував своє срібне волосся Таргарієнів у синій колір (який також вніс у його фіолетові очі відтінки синього), використовуючи вигадану історію, що його мати була тірошійка, яка пофарбувала своє волосся в синій колір і він зробив це також, щоб вшанувати її пам'ять. Ейгон і його супутники були на шляху до Волантіса, щоб зустріти там його тітку Данерис Таргарієн, коли вона пройде туди із Міерина. Їм було невідомо, що Данерис вирішила залишитися на деякий час в Міерині. Після того, як Ейгон дізнався про це, він вирішив йти прямо у Вестерос (ідея, запропонована йому Тиріоном Ланістером). Заручившись підтримкою Золотої Роти, однієї із найвідоміших армій найманців, висадився в Штормових землях і захопив родовий замок Конігтонів — Грифонове гніздо. Після цього аби продемонструвати свою силу лордам Вестероса взявся захопити Штормову межу, яку утримував лояльний Станісу Баратеон гарнізон.

## Дім Таллі
Дім Таллі — головна родина в Річних Землях, менші родини присягли їм на вірність. Їхня столиця перебуває в Ріверрані. Їхній герб — стрибаюча форель, срібна, на полі із синіх і червоних хвиль, їхній девіз — «Родина, обов'язок, честь».
Лорд Едмін Таллі із Ріверана був одним з перших річкових лордів, що присягнули на вірність Ейгону Завойовникові. Ейгон винагородив його, зробивши Дім Таллі главою над всіма землями Тризубця.
У війні «Узурпатора» родина Таллі приєдналася до Роберта і Едарда Старка через політичний шлюб (Джон Арин, наставник Роберта і Едарда, одружився з молодшою дочкою лорда Ріверрана Гостера Таллі Лайсі. Зі старшою дочкою Кетлін одружився Едард Старк).
У війні «П'яти Королів» родина Таллі підтримала Робба Старка і до кінця була вірним йому союзником. І тільки після смерті Робба, новий лорд Ріверрану Едмур Таллі погодився здати столицю в обмін на збереження життя для своїх підданих.

### Гостер Таллі
Гостер Таллі — був лордом Ріверрану і Захисником всіх земель Тризубця, він стара, хвора людина. Ще бувши молодим, був високого зросту і могутньої статури. У старшому віці став огрядним чоловіком, але зараз був надзвичайно худим, від своїх хвороб. Він любив подорожувати Річними Землями, як дорогами, так і річками.
Багато років тому, Гостер змушений був змусити свою дочку Лайсу зробити аборт. Він використав її вагітність, як доказ того, що вона могла мати дітей, при організації її шлюбу із вдівцем Джоном Арином, в обмін на підтримку родини Таллі у повстанні Роберта. На смертному одрі, в стані лихоманки, він просив вибачення за це у своєї дочки Кетлін, приймаючи її за Лайсу, але Кетлін була не в змозі залагодити розрив між батьком і сестрою. Він помер від хвороби, не приходячи до тями, і був похований на річці за сімейним звичаєм.

### Кетлін Таллі

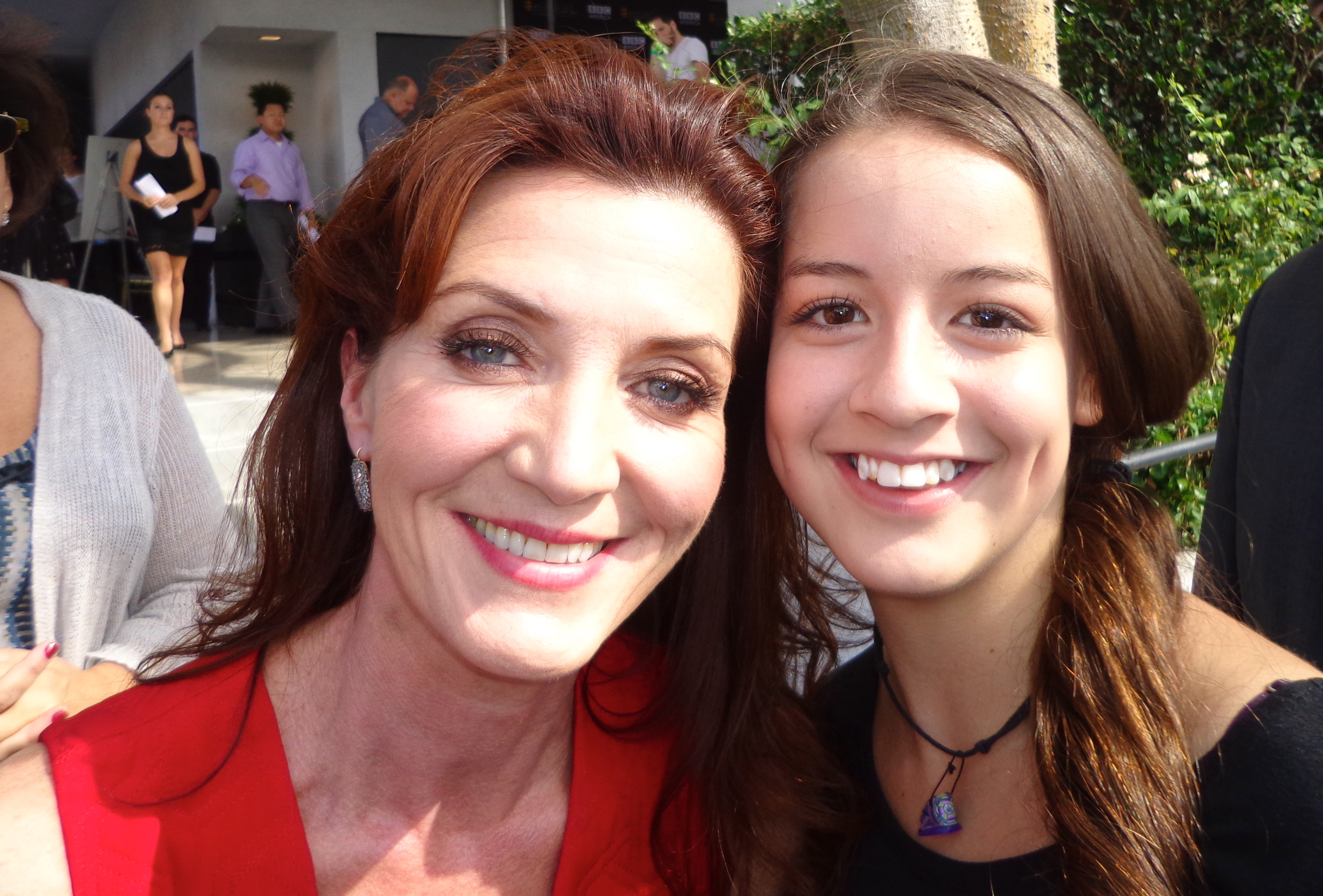
Мішель Фейрлі зіграла роль Кетлін

Кетлін Таллі (Старк) — старша дочка Гостера Таллі, була його спадкоємицею до народження її брата Едмура. Вона є дружиною Едарда Старка з Вінтерфелла і народила п'ятьох дітей: Робба, Сансу, Арію, Брана, і Рікона. Кетлін дуже любить свою сім'ю і сповідує віру «Сімох», але не цуралася віри перших людей, яку сповідував її чоловік. Тим не менш, вона недолюблює бастарда Джона Сноу, ніколи не вважала його членом свої сім'ї, і не могла пробачити Едарду за те, що він привів його до їхньої сім'ю. У неї стрункий і величний стан, темно-руде волосся, блакитні очі і красиві довгі пальці.
Після замаху на життя її сина Брана, Кетлін таємно вирушила у Королівську Гавань повідомити про це Едарда. Там, Петир Бейлиш сказав їй, що кинджал, яким хотіли вбити її сина, належить Тиріону Ланістеру. При її повернені у Вінтерфелл, щоб підготуватися до можливої війни, вона в корчмі зіткнулася із Тиріоном і заарештувала його, взявши його в Долину Арин на суд, де він уникнув страти. Цей арешт став однією з причин війни «П'яти Королів».
По дорозі додому, Кетлін зустрічається з армією свого сина Робба і допомагає йому порадами в веденні війни проти короля Джофрі. Вона намагалася укласти союз з братами Станісом і Ренлі Баратеонами, але безуспішно. Кейт була свідком вбивства принца Ренлі і взявши із собою охоронця принца Брієнну із Тарта, покидає військовий табір і прибуває у Ріверран. Почувши про «вбивство» її молодших синів від рук Теона Грейджоя, вона таємно звільняє Джеймі Ланістера із тюрми Ріверрана і разом із Брієною відправляє у Королівську Гавань, взявши з нього слово звільнити і направити у Ріверан її дочок Сансу і Арію, які були заручниками у королівському Червоному Замку столиці.
Дізнавшись про це, Робб помістив Кетлін під домашній арешт у Ріверрані, але дозволив їй бути присутньою на весіллі свого дядька Едмура Таллі і леді Рослін Фрей у Близнюках. Попри свою обережність у цій церемонії, вона, Робб, і багато хто з його людей були вбиті членами родини Фреїв. Цю зраду і вбивство назвали «Кривавим весіллям». Три дні потому Кетлін була воскрешена Бериком Дондарріоном, який віддав своє життя за неї. Її обличчя залишається понівеченим, горло все ще розсічене, обмежуючи її здатність нормально говорити, і вона тепер зовсім не спала. Її поглинуло всеосяжне бажанням помсти за зраду своєї сім'ї, за вбивства, за безневинну кров. Вона взяла собі прізвисько «Леді Кам'яне Серце» і прийняла на себе командування групою месників Дондарріона, знану як «Братство Без Прапорів». Вона нещадно переслідує і вішає всіх прихильників Ланістерів і всіх інших, кого вона вважає зрадниками. За це їй дали кличку «Вішательниця». В кінці книги Бенкет круків бере в полон Брієну та її супутників та вимагає від неї привести Джеме Ланістера.
У телесеріалі «Гра престолів» роль леді Кетлін Таллі (Старк) зіграла північно-ірландська акторка Мішель Фейрлі.

### Лайса Таллі

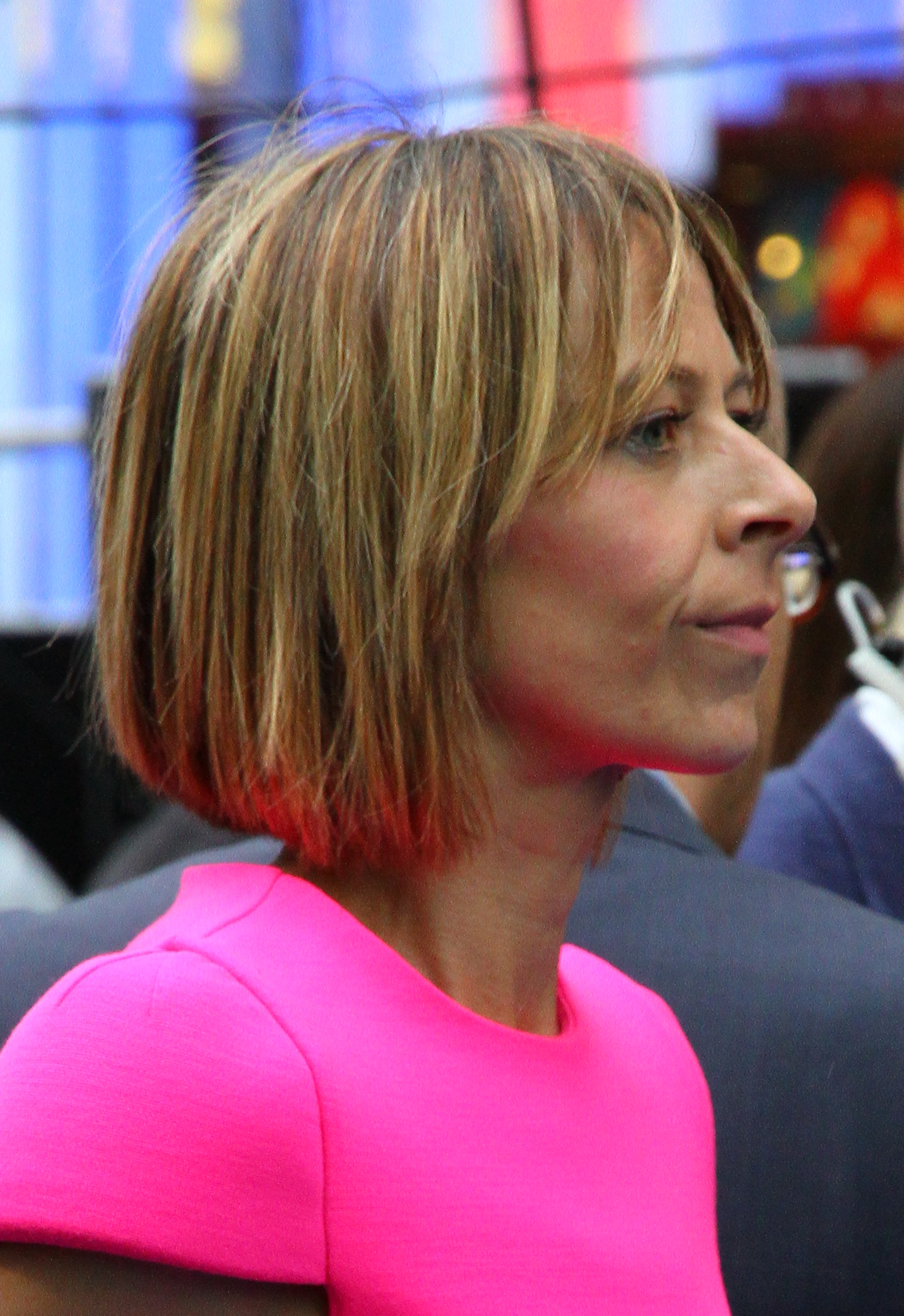
Кейт Дікі зіграла роль Лайси

Лайса Таллі (Арин) — таємно закохана в помічника свого батька Петира Бейлиша, який позбавив її цноти, коли вони були ще молодими. Гостер Таллі був розлюченим, коли дізнався про це, і відіслав Петира до свого віддаленого будинку. А Лайсу змусив зробити аборт, хоча пізніше використав її вагітність як доказ плодючості дочки, коли віддавав її в шлюб з лордом «Орлиного Гнізда» вдівцем Джоном Арином, вже далеко немолодим чоловіком, старшим за самого Гостера. Після смерті Джона Арина Лайса стає регенткою Долини, при цьому намагається ізолювати Долину та сім'ю від інших подій в королівстві. Вона сповідує строгий нейтралітет у війні «П'яти Королів», тому не в змозі послати допомогу сину своєї сестри Роббу Старку і своєму батькові Гостеру Таллі, хоча ця політика сильно дратувала багатьох її васалів. Вона також була не в змозі реагувати на загрози з боку все активніших і ворожих племен горян. Це було її рішення судити Тиріона Ланістера і дозволити йому суд поєдинком, що дозволило Тиріону уникнути гніву Кетлін Таллі (Старк). Під час війни «П'яти Королів» Петир Бейлиш був посланий, щоб одружитися з леді Лайсою для забезпечення лояльності Долини до режиму короля Джофрі, і повернути її в оточення короля. Лайса із захопленням прийняла його залицяння і одружилася з ним, але він незабаром убиває її. Після її вбивства Бейлиш використовує менестреля Марілльона, звинувачуючи його у смерті Лайси. Наряду з цим ходили чутки, що Лайса отруїла свого чоловіка Джона Арина з волі Бейлиша.
У телесеріалі «Гра престолів» роль Лайси Таллі (Арин) виконала шотландська акторка Кейт Дікі.

### Едмур Таллі
Едмур Таллі — третя дитина Гостера Таллі, єдиний його син і спадкоємець Ріверрану, був слухняною, але нерозважною молодою людиною, відомий більше за його добре серця, ніж за холодний розум. Він хоче заслужити повагу батька і захистити свою родину і свій народ. Він кремезний і високий, з кошлатим темно-рудим волоссям і вогненною бородою.
Врятований від поразки військами свого племінника Робба Старка в Ріверані, після битви у «Шепітному Лісі», Едмур присягає йому на вірність, як королю Півночі, Річних земель і Переправи на його коронації і брав безпосередню участь у військових нарадах і битвах. Він захищав Червоний Тризубець від військ Тайвіна Ланістера, вигравши бій біля Кам'яного Млина, але при цьому він мимоволі зруйнував плани Робба, провести бій проти Тайвіна за власними планами Робба. Едмур погодився одружитися з Рослін Фрей, для укріплення хиткого союзу з родиною Фреїв. Смерть батька зробила його лордом Ріверрану. Його весілля стало місцем бійні скоєної Болтоном і родиною Фреїв, які таємно уклали союз із Ланістерами проти свого короля Робба. Ця бійня і зрада стали відомою як «Криваве Весілля». не знаючи про кровопролиття і вбивство його близьких родичів і вірних людей, він в цей час ділив шлюбне ложе із своєю молодою дружиною. В той же день Едмур був схоплений і поміщений у в'язницю Фреїв, тоді як багато інших гостей були вбиті. Незабаром Джеймі Ланістер взяв в облогу Ріверран, він пообіцяв Едмуру пощаду його життю і життю його майбутньої дитини, якщо він як лорд Ріверрану здасть його на милість корони. Едмур виконав вимогу Джеймі, і в даний час, як в'язень, знаходиться на шляху до Кастерлі Рок, де із сім'єю повинен прожити залишки життя на службі у родини Ланістерів.

### Бринден Таллі

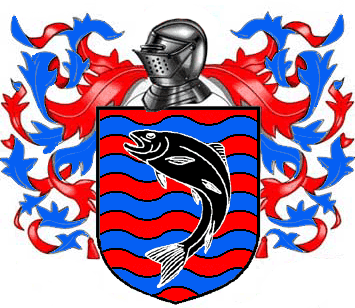
Герб Бриндена Таллі

Бринден Таллі — знаний як сір Бринден «Чорна Риба», є членом родини Таллі і молодшим на п'ять років братом лорда Гостера Таллі. Він отримав прізвисько «Чорна Риба», через відмову одружитися з жінкою, обраною для нього. Його особистий герб складається з традиційних кольорів Таллі, але з чорною рибою.
Сір Бринден посварився зі своїм братом, Гостером. Під час одної із сварок, Гостер назвав його «чорним козлом» їхньої сім'ї. Тому Бринден замінив в сімейному гербі срібну стрибаючу форель на чорну. УславУславився під час війни Дев'ятигрошових королів. Він супроводжував свою племінницю Лайсу Таллі в Долину Арин, коли вона стала дружиною лорда Джона Арина. Лорд Джон назвав його «Лицарем Воріт».
Сір Бринден добився визнання під час війни П'яти Королів. Він був одним із головних радників Роба Старка, пізніше Старк призначив його кастеляном Ріверрану та хранителем південних марок. Після червонго весілля він захищав Ріверран від сил, вірних королю Томену і родині Ланістерів. Коли Едмур Таллі здав Ріверран Джеймі Ланістеру, Бринден вночі виплив під водою із Ріверрана і втік. Нині його оголошено поза законом.

## Дім Тайрелів
Дім Тайрелів — головна родина Роздолля, менші родини присягнули їм на вірність. Їхня столиця знаходиться в Хайгардені, на річці Мандер. Їхній герб — золота троянда на зеленому полі, їхній девіз — «Зростаючи — міцніємо».
Тайрели здобули могутність як стюарди Королів Простору Гарденерів. До їхніх володінь входили родючі рівнини на південному заході від Дорнскіх Марок і Черноводної до берегів західного моря. Тайрели стверджують, що по жіночій лінії ведуть свій рід від Гарта Зеленої Руки, короля садівника Перших Людей, що носив корону з квітів і винограду. Коли Мерн IX, останній король родини Гарденерів, загинув на Вогненному Полі, його стюард Харлей Тайрел здав Хайгарден Ейгону Завойовнику, за що Ейгон подарував йому замок і всі землі, які належали Гарденерам.
На початку війни «П'яти Королів» лорд Мейс Тайрелл підтримав Ренлі Баратеона і віддав йому руку своєї дочки Марджері. Після несподіваної смерті Ренлі, Хайгарден уклав союз з Ланістерами, і Марджері стала нареченою короля Джофрі, а після його смерті — Томена.

### Мейс Тайрел

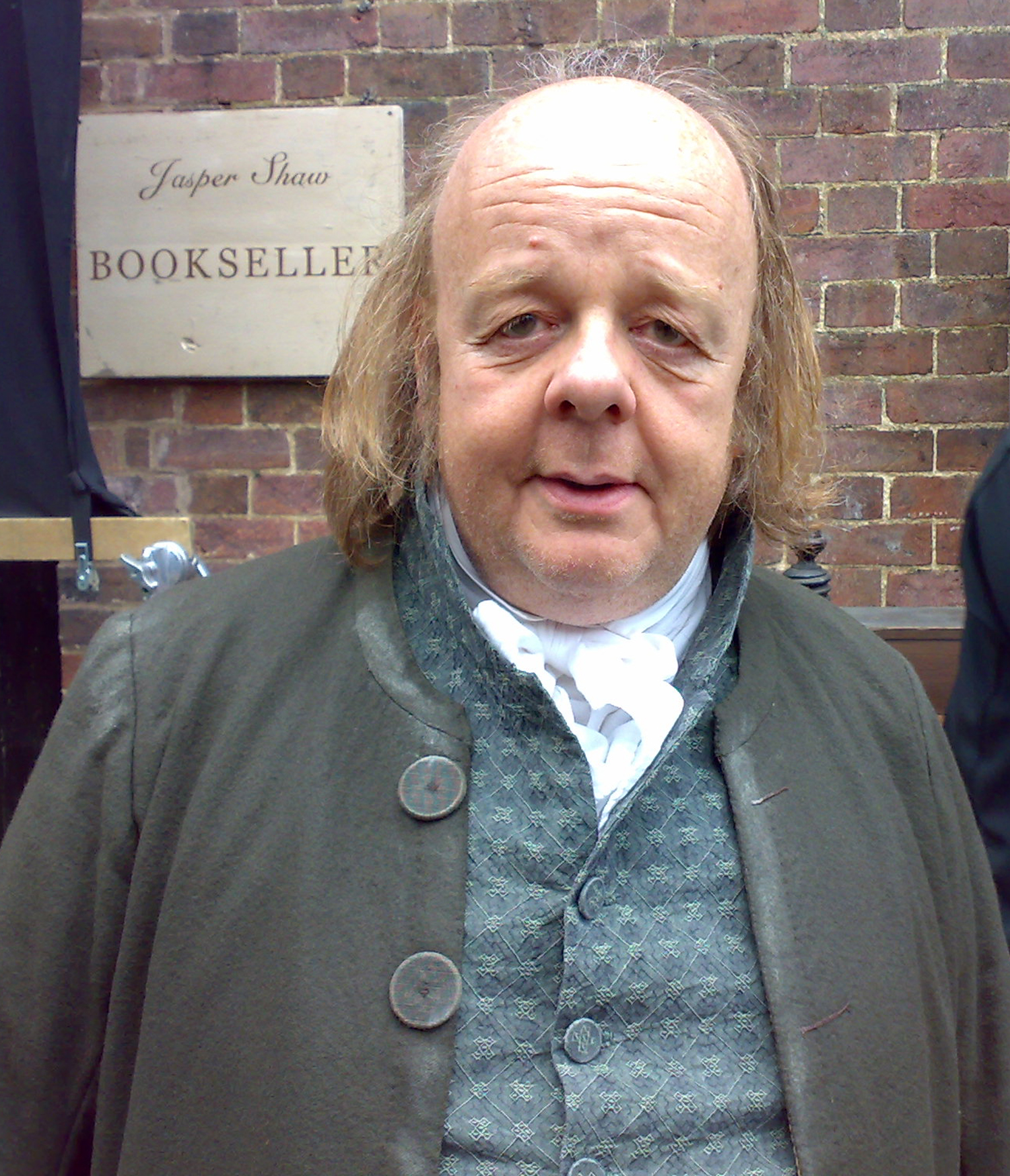
Роджер Ештон-Гриффітс зіграв роль Мейса Тайрела

Мейс Тайрел — лорд Хайгардена, Хранитель Півдня, Захисник Дорнійських Марок, верховний маршал Роздолля. Мейс Тайрел це передчасно постарілий і досить стомлений чоловік, якому завжди не вистачало політичної кмітливості. Хоча він намагався використати битву з Робертом біля Ешфорда, як свідчення його стратегічного блиску, вона насправді мала мало спільного з бойовими діями. Його єдиним військовим досягнення була облога Штормової Межі, але вона продовжувалася майже рік і закінчилася нічим. В наш час він служить лише номінальним главою своєї могутньої родини, для своїх впливовіших членів сім'ї.
Мейс завжди мріяв, що його дочка буде королевою, таким чином, коли Ренлі Баратеонов і Лорас Тайрел запропонували план, щоб коронувати принца Ренлі і попросили його згоди на одруження Марджері Тайрел із принцом, вони одержали його повну підтримку. Тим не менш, правління короля Ренлі було віртуальним і не тривало досить довго, після чого він був убитий перед битвою із військами свого брата Станіса. Коли звістка про це досягла Мейса, він привів близько десяти тисяч чоловіків у Біттербрід плануючи свій наступний хід із своїми синами. До них приєднався Петир Бейлиш з пропозицію від короля Джофрі Баратеона. Після цього був сформований союз із родиною Ланістерів, а армія Мейса Тайрела приєдналася до армії Тайвіна в поході проти Станіса, який був розгромлений в битві на Чорноводній. За це Тайрел одержав місце в Малій Королівській Раді.
Після битви на Чорноводній, вельможі зібралися, щоб розділити військові трофеї. Лорд Мейс зажадав і отримав землі родини Флорентів. Сам він, за порадою короля Джофрі, був зроблений майстром над законом. Після ув'язнення королеви Марджері по брехливому звинуваченню, Мейс знімає облогу Штормової Межі і на чолі своєї армії пішов на Королівську Гавань. Марджері була випущена із в'язниці до суду над нею (оскільки докази проти неї були дуже слабкими). Мейс і його армія, дислокувалися біля Королівської Гавані до результатів суду над Марджері. А Кеван Ланістер був змушений прикласти максимум зусиль, щоб усунути розбрат між родинами Тайрелів і Ланістерів, який спричинила Серсі своїми інтригами.
В телесеріалі «Гра престолів» роль Мейса Тайрела зіграв британський актор Роджер Ештон-Гриффітс.

### Віллас Тайрел
Віллас Тайрел — старший син і спадкоємець лорда Мейса Тайрела і леді Алерії Хайтауер (Тайрел). У Вілласа була скалічена нога, коли він, ще в юності змагався проти Оберина Мартела і відтоді йому доводилося ходити з палицею, але Віллас не тримав за це образу на Оберина. Хоча Віллас не був воїном, він є одним із лідерів своєї родини, розумний, ніжний і вишуканий з репутацією великого знавця з розведення найкращих коней і собак в семи королівствах. Олена і Маргері хотіли віддати Сансу заміж за нього, однак Тайвін Ланістер дізнавшись про ці плани віддав Сансу за  свого молодшого сина -Тиріона.

### Гарлан Тайрел
Гарлан Тайрел — відоміший як «Гарлан Галантний», є другим сином лорда Мейса Тайрела і леді Алерії Хайтауер. Його дружина, леді Леонетта з родини Фосовеїв. Він отримав своє прізвисько від свого старшого брата Вілласа, коли зробив все, щоб захистити свого брата від насмішок і образ від однолітків за його товсту фігуру, коли вони були ще дітьми. Він одержав титул лорда Брайтуотера, після битви на Чорноводній. Він зазвичай практикувався у поєдинках із трьома чи чотирма мечниками, і любив справжні бої.
Сір Гарлан узяв участь у битві на Чорноводній, очолюючи частини армії вбитого Ренлі Баратеона, бувши одягненим в його панцир і одежу, щоб налякати неосвічених людей з армії Станіса Баратеона. Гарлан сказав добрі слова на адресу Тиріона Ланістера під час весілля Марджері Тайрел і короля Джофрі, бувши на весіллі зі своєю дружиною, Леонеттою. Залізний трон дарував йому фортецю дому Флорентів, відібрану у них за підтримку Станніса Баратеона, роблячи його один із найсильніших лордів Простору. Однак замок ще треба відбити. В наш час Гарлан збирає війська і будує кораблі, з тим щоб повернути землі, які були захопленні людьми із Залізних Островів.

### Лорас Тайрел

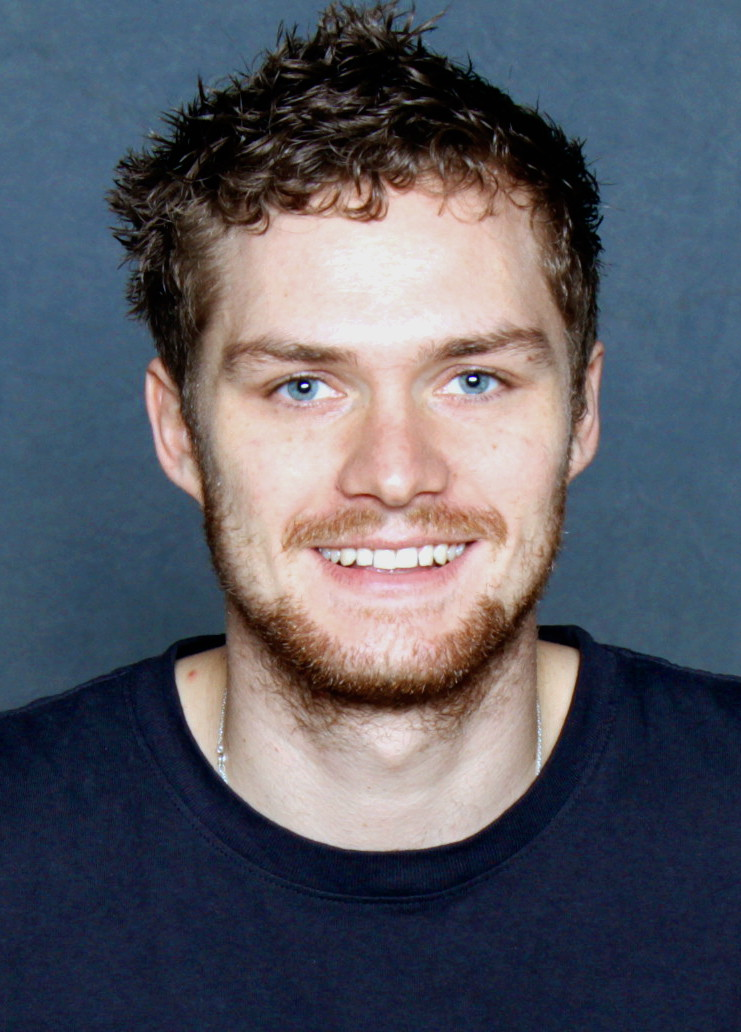
Фінн Джонс зіграв роль Лораса Тайрела

Лорас Тайрел — третій син лорда Мейса Тайрела, на прізвисько «Лицар Квітів», яке він отримав за звичку завжди носити на своїй одежі і панцирі квіти. Лорас — молодий, але вже досить досвідчений лицар і мисливець. Він описується як стрункий і красивий, завжди був улюбленцем натовпу, а особливо жінок. Ще на самому початку історії, на турнірі на честь нового Десниці, він перемагає першого воїна королівства Григора Клігана і вручає червону троянду дочці Десниці, Сансі Старк, яка, як і безліч інших дівчаток Вестероса, закохалася в нього. Тим не менш, автор роману ясно дає зрозуміти, що Лорас насправді мав сексуальні стосунки з принцом Ренлі Баратеоном. Коли Ренлі проголосив себе королем, Лорас та інша частина родини Тайрелів підтримали його і віддали йому за дружину Марджері Тайрел. Ренлі зробив Лораса командиром своєї особистої охорони. Вони завжди були у двох, навіть після весілля Ренлі.
Після вбивства Ренлі, Лораса охоплює невимовна лють від горя, і він вбиває трьох охоронців Ренлі, які були присутні в момент смерті короля. Лорас вбив би і Брієнну із Тарта і Кетлін Старк, якби вони залишились би у військовому таборі. Однак, після допиту Брієнни в Королівській Гавані, він більше не звинувачує її. Лорас пізніше приєднався до королівських військ і швидко відновив свою популярність в оточенні короля. Королева Серсі, щоб позбутися небезпечного і впливового противника, відправляє його на облогу Драконового Каменя, де, згідно з повідомленням, він був сильно обварений киплячою олією і, міг скоро померти.
В телесеріалі «Гра престолів» роль Лораса Тайрела зіграв англійський актор Фінн Джонс

### Марджері Тайрел

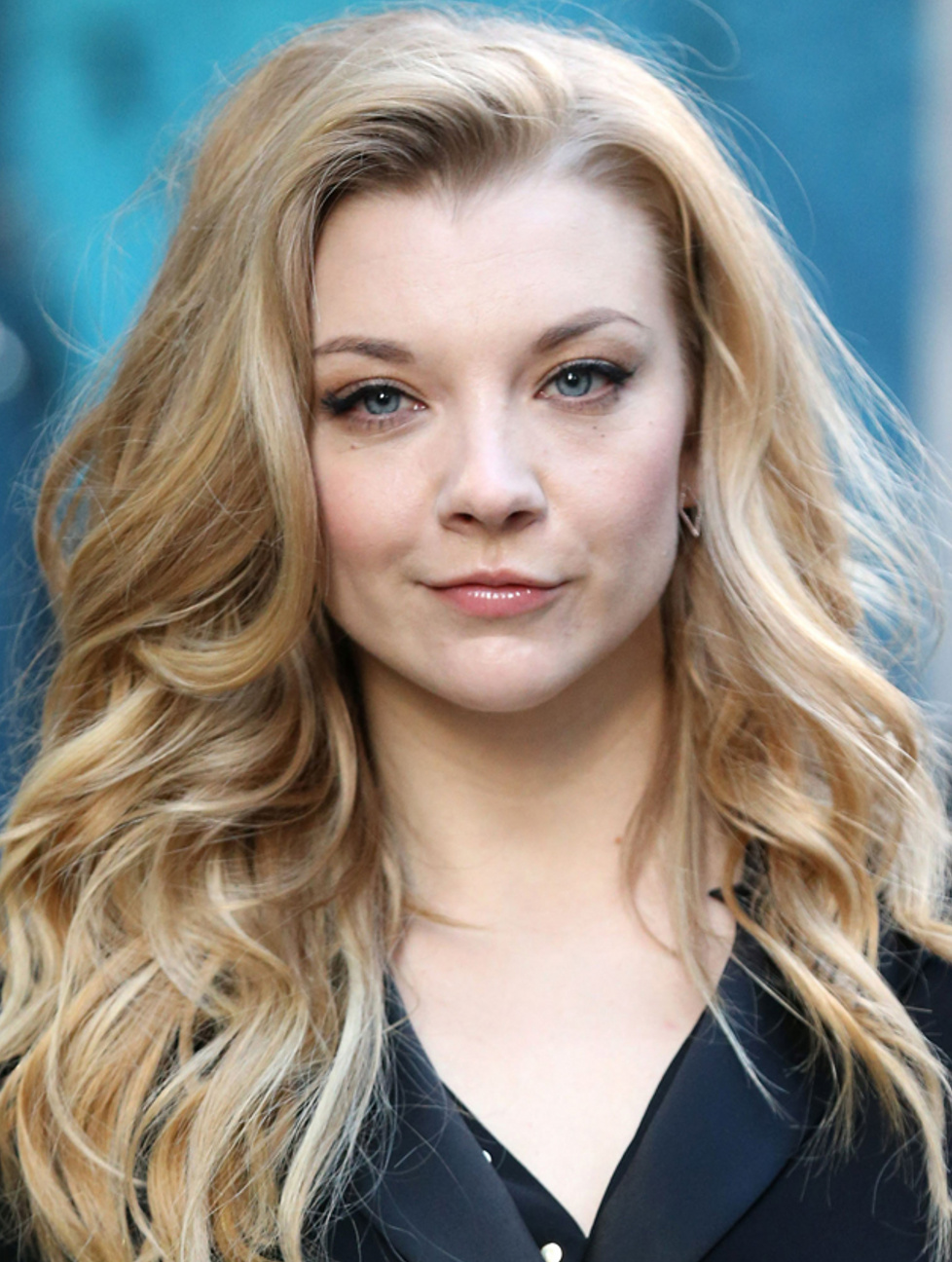
Наталі Дормер зіграла роль Марджері Тайрел

Марджері Тайрел — єдина дочка Мейса Тайрела, розумна і прониклива молода жінка і протеже своєї хитрої і впливової бабусі Оленни Тайрел. Вона описується як дуже красива, з м'яким кучерявим каштановим волоссям, карими очима і стрункою фігурою. Їй 16 років.
Марджері вперше була одружена з королем Ренлі Баратеоном, як запорука лояльності її сім'ї. Коли він був убитий, Тайрели укладають союз із Ланістерами, і запорукою цього союзу було весілля Марджері і короля Джофрі. Після того, як Джофрі був отруєний на своєму весіллі, Марджері одружилася з його молодшим братом Томеном, маленьким хлопчиком, коронованим на Залізний Трон. Протягом кількох місяців після весілля Серсі Ланністер плете інтриги проти Марджері і сімейства Тайрелів, звинувачуючи її в тому, що вона не незаймана. Попри шлюб із Ренлі, Марджері і її батько говорять, що вона цнотлива.
Хоча королева Марджері багато зробила, щоб Томен отримав палку прихильність населення, вона продовжувала відвідувати місцеві ринки, щоб купити свіжі фрукти, хліб і рибу, замовляла сукні в багатьох місцевих швачок і постійно займалася благодійністю. Марджері запропонувала ряд заходів для Томена, щоб зробити його успішним правителем: таких як їзда на виду у підданих і приймання невеликих порадів. Серсі відкинула і заборонила всі пропозиції Марджері. Пізніше Марджері визнала військову загрозу, створену людьми із Залізних Островів, і ставила все це у вину Серсі через її недолугі, незлагоджені дії.
Серсі звинувачує Марджері в подружній зраді, всі ці звинувачення вражають, але не відповідають дійсності, хоча кількість змовників і фальшиві докази зробили свою справу. Марджері заарештована і поміщена у в'язницю в очікуванні суду Віри у Великій Септі Бейлора. Перебуваючи під вартою, вона зустрічається із Серсі, показуючи їй, що вона знала, що Серсі стоїть за цими фальшивими звинуваченнями, і мета цих інтриг полягає в тому, щоб усунути молоду королеву із політичної сцени, а можливо і домогтися її смерті. Пізніше один із ключових свідків Серсі сказав під тортурами, що вона була його коханкою, після чого Серсі незабаром опинилася в камері поряд із Марджері. Оскільки докази проти Марджері були дуже слабкі, вона була звільнена під клятву Ренділа Тарлі (Тарлі поклявся святою присягою перед вівтарем Сімох, що поверне її назад у септу, коли почнеться суд). Марджері проживає в Червону Замку і чекає дня її випробування.
В телесеріалі «Гра престолів» роль Марджері Тайрел виконала британська акторка Наталі Дормер.

### Оленна Тайрел
Оленна Тайрел — мати лорда Мейса Тайрела і описана, як висохла, хитра стара жінка із неабияким розумом і гострим язиком, на прізвисько «Королева Шипів». Оленна з'являється в «Бурі Мечів», коли Сансу Старк за наказом Джофрі змусили спуститися до гостей. Після того, як Санса розповідає їй про жорстокість Джофрі і побої, які завдають їй охоронці молодого короля за його наказом, Оленна запропонувала після весілля забрати Сансу у Хайгарден і одружити зі своїм онуком Вілласом. Слова Санси про жорстокість Джофрі змусили «Королеву Шипів» задуматися, і вона приймає рішення отруїти Джофрі на його весіллі, хоча деталі цього отруєння залишаються невідомими.
В телесеріалі «Гра престолів» роль виконала британська акторка Діана Рігг.

## Дім Болтонів

### Родовід Дому Болтонів
- Ройс І Болтон, Червоний Король
- Ройс ІІ Болтон, Червоний Король
- Ройс ІІІ Болтон, Червоний Король
- Ройс IV Болтон, Червоний Король
- Рогар Болтон, Червоний Король
- Болтони, Лорди Дредфорту
- Балтазар Болтон, Лорд Дредфорту
- Болтони, Лорди Дредфорту
- Болтон, Лорд Дредфорту
  -  Барба Болтон, Леді Дредфорту
  -  Болтон, Лорд Дредфорту
    -  Болтони, Лорди Дредфорту
      -  Руз Болтон, Лорд Дредфорту
        -  Домерік Болтон, Спадкоємець Дредфорту
        -  Рамсі Болтон, Лорд Дредфорту
        -  Болтон, син Руза Болтона і Волди Фрей